# ワーテルローの戦い
ワーテルローの戦い（ワーテルローのたたかい、仏: Bataille de Waterloo、英: Battle of Waterloo、蘭: Slag bij Waterloo、独: Schlacht bei Waterloo 地名の「ワーテルロー」はフランス語の発音に基づく。明治期の日本の書ではウオトルロー・ウオートルロー）は、1815年6月18日、ベルギー（当時ネーデルラント連合王国領）のワーテルロー近郊においてイギリス・オランダをはじめとする連合軍およびプロイセン軍と、フランス皇帝ナポレオン1世（ナポレオン・ボナパルト）率いるフランス軍（大陸軍=グランダルメ）との間で行われた一連の戦闘を指す名称である。フランス軍が敗北し、ナポレオンにとって最後の戦いとなった。ラ・ベル＝アリアンスの戦い (独: Schlacht bei Belle-Alliance) ともいう。

## 概要
1815年にエルバ島から帰還し皇帝の座に返り咲いたナポレオンは、第七次対仏大同盟の態勢が整う前にこれを撃破することを企図。フランス国境北東部付近に位置していた初代ウェリントン公爵アーサー・ウェルズリー麾下の英蘭連合軍とゲプハルト・レベレヒト・フォン・ブリュッヘル元帥のプロイセン軍を打倒すべく、自ら12万の兵力を率いて出陣した。両勢力は1815年6月16日から3日間に渡り交戦し、ナポレオンは前哨戦となるリニーの戦いでブリュッヘルのプロイセン軍に勝利したものの、6月18日の戦いで大敗し潰走を余儀なくされる。連合軍はこれを追撃してフランスに侵攻し、ルイ18世を復位させた。退位したナポレオンはイギリスに降伏してセントヘレナ島に流され、1821年にこの地で死去した。
ナポレオンの敗因は、一軍を委ねたエマニュエル・ド・グルーシー元帥との連携に失敗したうえ、天候の都合で攻撃開始を遅らせたことが裏目に出て敵勢力の結集を許してしまったことが挙げられる。なお、実際に主戦場となったのは現在のベルギー国内のラ・ベル・アリアンスで、ブリュッセルからおよそ13km南東にあり、ワーテルローの町からは1.6kmほど離れている。この古戦場には「ライオンの丘」と呼ばれる巨大な記念碑がそびえ立っている。

## 背景

### ナポレオンの帰還
1812年6月、フランス皇帝ナポレオン・ボナパルトは64万の大軍を率いてロシア遠征を開始するが、結果は兵力の大部分を失う惨敗に終わった。1813年、ナポレオン率いるフランス軍（大陸軍）はドイツにおいてロシア、プロイセンを中心とする反仏諸国と解放戦争（諸国民戦争）を戦うことになり、連合軍にスウェーデンとオーストリアが参加したことでナポレオンはこの戦いでも敗退した。1814年、フランス国内に侵攻する連合軍との戦いで劣勢な兵力のナポレオンは巧みな指揮ぶりを示して善戦するが、パリが開城したことで4月6日にナポレオンは退位を余儀なくされ、地中海のエルバ島に流された。

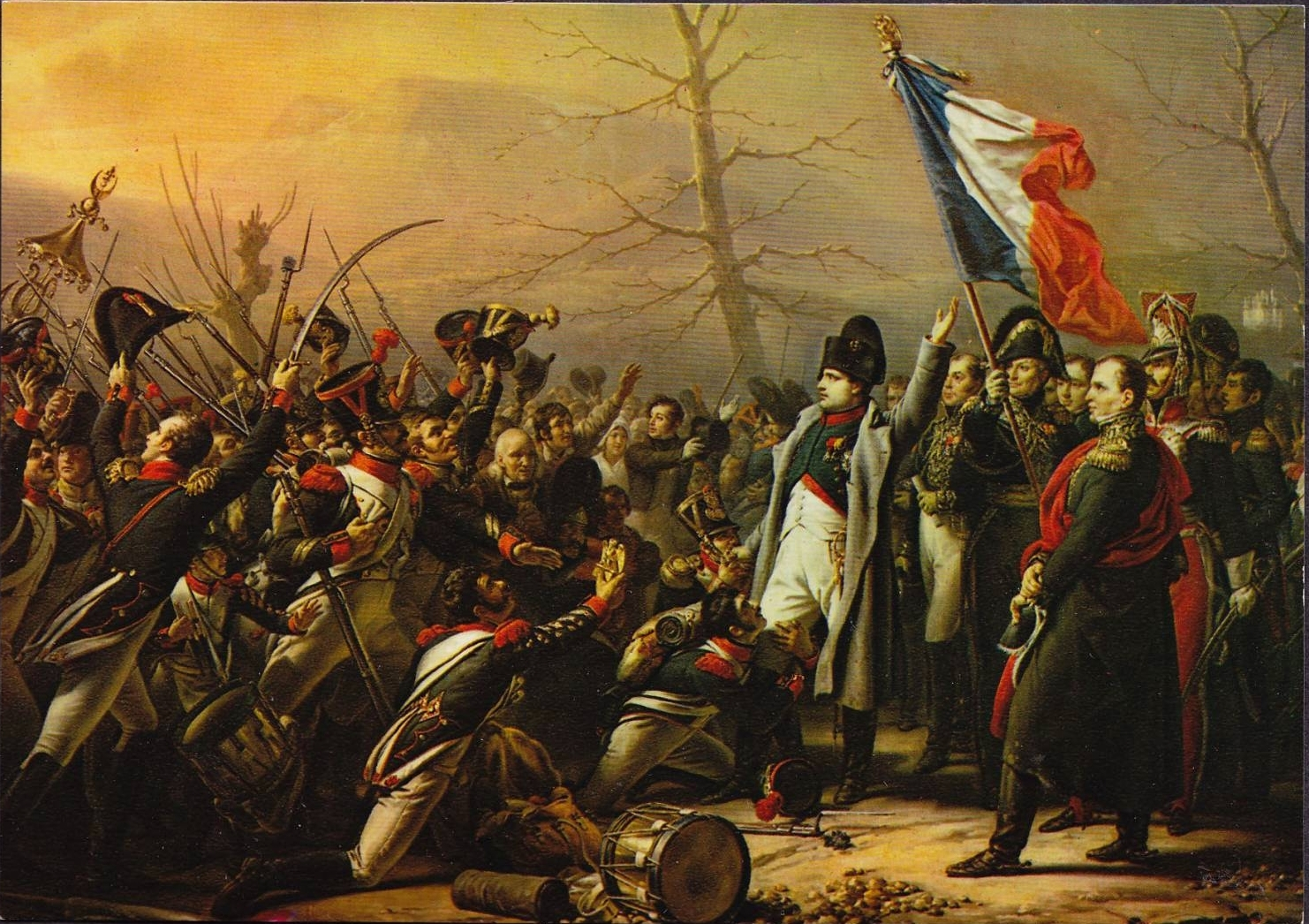
ナポレオンの帰還。
シャルル・ド・スチューベン画。1818年。

戦勝した列強国が開催したウィーン会議の取り決めによってフランスではルイ18世が即位してブルボン王朝が復活した。だが、この王政復古は人気がなく、国内では不満が高まった。1815年2月26日、エルバ島から脱出したナポレオンはフランスのジュアン湾に上陸し、パリへ進軍した。途中、ミシェル・ネイ元帥を従え、7,000にふくれ上がった軍隊を率いて3月20日パリに入城し再び皇帝となった。
ナポレオンがパリに到着する6日前の3月13日、ウィーン会議の列強国は彼を無法者であると宣告した。4日後、イギリス、ロシア、オーストリアそしてプロイセンはナポレオンを倒すべく動員を開始する。ナポレオンは連合軍を国内で迎え撃つ守勢戦略も考慮していたが、王党派を勢いづかせる危険があり、連合国の準備が遅れていると看破した彼は機先を制することにした。
ナポレオンはイギリス・オランダ連合軍とプロイセン軍がまだ合流しないうちに各個撃破を計画し、12万の兵を率いて連合軍に戦いを挑むべくベルギーへ向かった。ベルギーに駐留していたのはウェリントン公率いるイギリス・オランダ連合軍の11万とブリュッヘル元帥率いるプロイセン軍12万であった。ブリュッセル南方に駐屯する連合軍を増援が到着する前に撃破できればイギリス軍を海に追いやり、プロイセンを戦争から脱落させられる。これに加えてベルギー南部にはフランス語圏の親仏派住民が多く、フランス軍の勝利は当地の革命の引き金になるであろうことも考慮された。またイギリス軍はスペインの半島戦争で鍛えられたベテラン兵の大半を米英戦争のため北米へ送っており、ベルギー駐留軍のほとんどは二線級の兵士であった。
ウェリントンの当初の配置はモンスを経てブリュッセル南西に進出して連合軍の包囲を図るであろうナポレオンの脅威に対処することを意図していた。これはウェリントンの策源地であるオーステンデとの連絡線が失われることになるが、彼の軍はプロイセン軍に近づくことにもなる。ナポレオンは誤った情報により、ウェリントンは海峡諸港との補給線が断たれることを恐れていると計算していた。ナポレオンは左翼をネイ元帥、右翼をグルーシー元帥におのおの指揮させ、予備軍は自ら率い、これら三軍は相互支援が可能な距離に展開させた。フランス軍は6月15日明け方にシャルルロワから国境を越えて連合軍の前哨部隊を蹂躙し、フランス軍を英蘭軍とプロイセン軍との中間に進出させた。

### 前哨戦：リニーの戦いとカトル・ブラの戦い

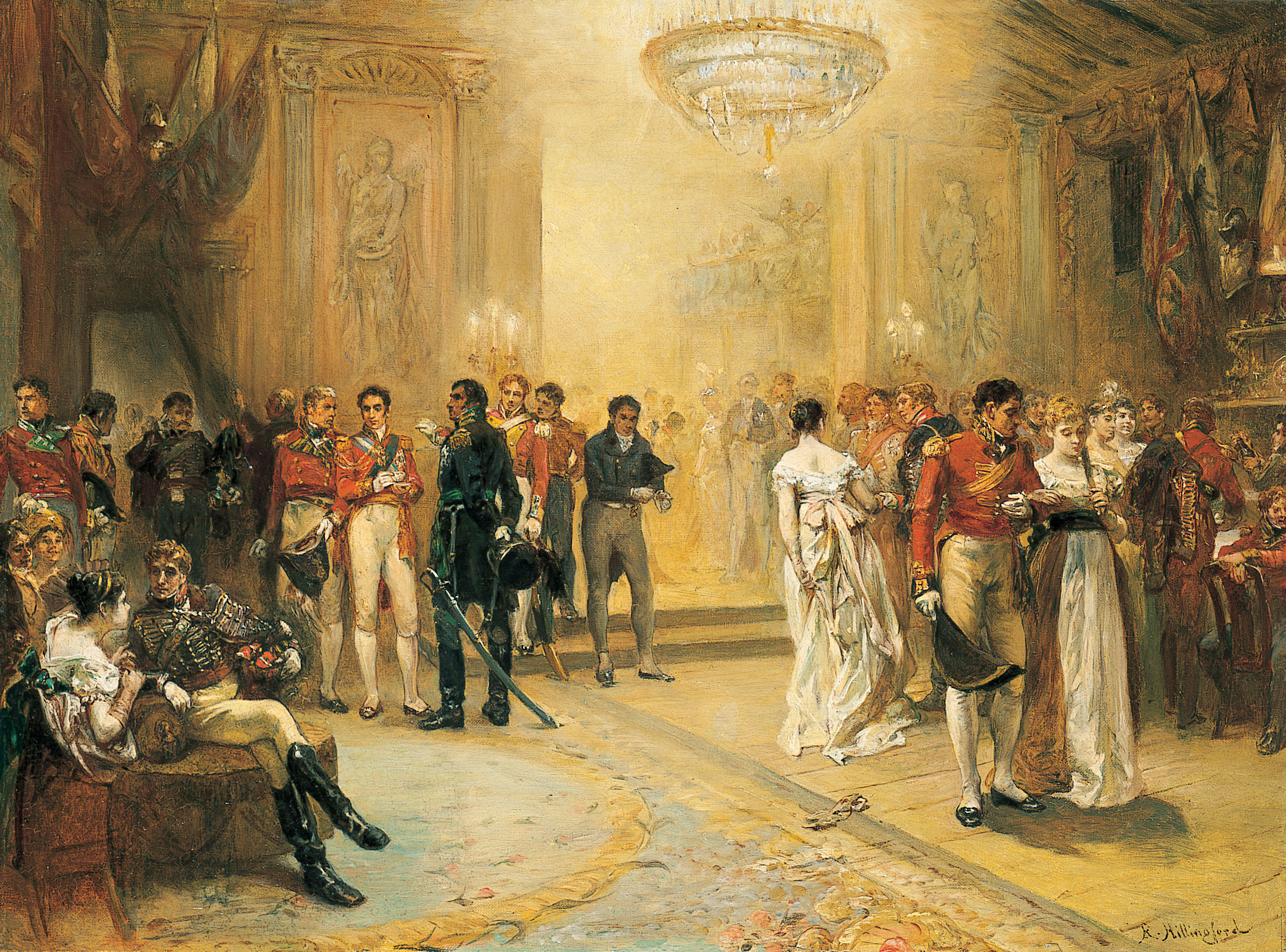
ウェリントンはリッチモンド公爵夫人の舞踏会でナポレオン軍来襲の急報を受けた。
Robert Alexander Hillingford画。1870年代。

ベルギーでのワーテルロー戦役（6月15日 - 18日）

6月15日深夜にウェリントンはシャルルロワの攻撃がフランス軍の主攻勢であることを確信した。6月16日夜明け前にブリュッセルのリッチモンド公爵夫人の舞踏会 (英語版) に出席していたウェリントンはオラニエ公からの急報を受け取り、フランス軍の進撃の速さに驚愕させられた。彼は自軍に対し急ぎカトル・ブラに集結するよう命じた。ここではオラニエ公がザクセン＝ヴァイマル公ベルンハルトの旅団とともにネイ元帥の左翼部隊と対峙していた。ネイ元帥が受けた命令はカトル・ブラの交差路を確保し、後に必要になれば東に旋回してナポレオンの本隊に増援できるようにしておくことであった。
ナポレオンはまずは集結していたプロイセン軍に向かった。6月16日、予備軍の一部と右翼軍を率いるナポレオンはリニーの戦いでブリュッヘルのプロイセン軍と戦い、死傷者16,000の損害を与えたが、完全な撃滅はできなかった。プロイセンの中央軍はフランス軍の猛攻の前に敗退したが、両翼は持ちこたえた。前線に出たブリュッヘル元帥が一時行方不明になったため、参謀長のグナイゼナウ中将が代わりに後退の指揮を取った。

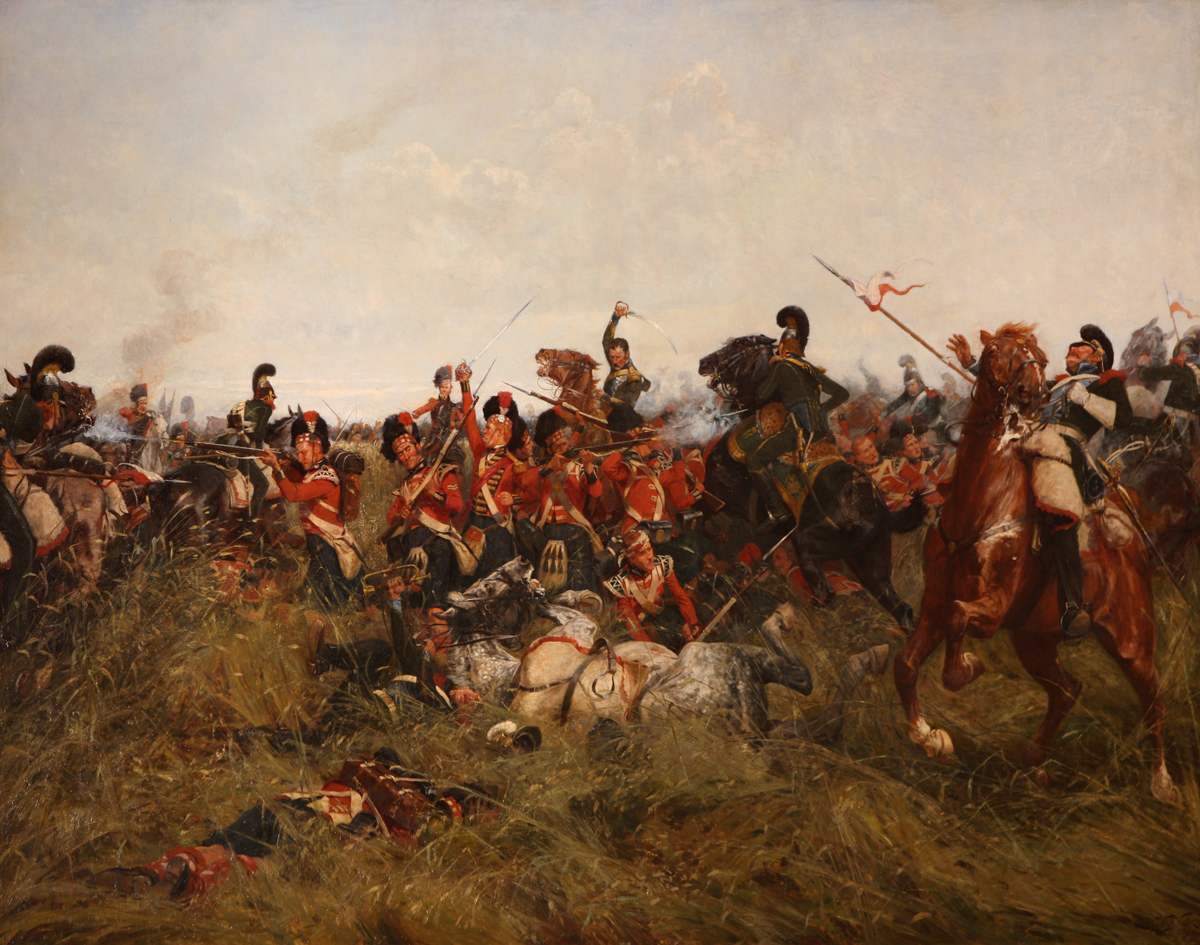
ワーテルローの戦いの前哨戦となったカトル・ブラの戦い。
ウィリアム・バーンズ・ウォーレン画。

一方、ネイ元帥はカトル・ブラの交差路を守る少数のオラニエ公の部隊と対戦した。ネイが逡巡したためフランス軍の攻撃は遅れてイギリス・オランダ連合軍に兵力を増強する猶予を与えてしまい、オラニエ公はネイの攻撃を凌ぐことができた。やがて、増援の第一陣とウェリントン自身が到着し、ネイを後退させて夕刻までに交差路を確保したが、既にプロイセン軍はリニーの戦いで敗れており、彼らを救援することはできなかった（カトル・ブラの戦い）。プロイセン軍の敗北により、ウェリントンが守るカトル・ブラは非常に危険な場所となった。このため、翌日になって彼は北方へと退却し、この年の春に個人的に視察しておいた場所、モン・サン・ジャンの低い尾根、ワーテルロー村とソワヌの森 の南に防御陣地を築いた。
プロイセン軍はフランス軍に遮られることなく、恐らくは気付かれもせずにリニーから撤退した。後衛部隊の大部分は真夜中まで持ち場を守っており、一部は翌朝まで動いておらず、フランス軍に完全に見過ごされていた。ナポレオンは敗走したプロイセン軍は連絡線を辿って北東方向に退却すると考えていたが、プロイセン軍はウェリントンの進軍路と並行する北方に向かっており、支援可能な距離を保ち、終始連絡を取り合っていた。プロイセン軍はリニーの戦いに参加せず無傷のビューロー将軍の第4軍団が位置するワーヴル南方に集結した。
かつてナポレオンは「私は戦陣に敗れることはあるかもしれないが、自信過剰や怠慢によって数分たりとも浪費することはない」と語っていたが、この戦役での彼は時間を浪費しがちだった。リニーで勝利したナポレオンは緩慢に時を過ごし、翌6月17日11時にようやく各隊に命令を下すと進発し、13時にカトル・ブラのネイの軍と合流をして英蘭軍を攻撃しようとしたものの、既に敵陣はもぬけの殻だった。フランス軍はウェリントンを追撃したが、ジュナップで騎兵同士の小競り合いが起こっただけで、その日の夜は土砂降りとなった。リニーを出立する際にナポレオンは右翼軍司令のグルーシー元帥に兵33,000をもってプロイセン軍を追撃するよう命じた。遅すぎる出発、プロイセン軍の針路が不明なこと、そして命令の意味が曖昧だったことで、グルーシーがプロイセン軍のワーヴル到着を阻止するには手遅れだった。
6月17日の終わりに英蘭軍はワーテルローに到着し、ナポレオン軍の本隊がこれに続いた。この頃、ブリュッヘルのプロイセン軍はワーヴルの町から東へ13kmの位置に集結していた。ラ・ベル・アリアンスで、ナポレオン率いるフランス軍72,000とイギリス・オランダ連合軍68,000と、ほぼ互角の勢力同士が対峙した。
| xxxx 北部方面軍 ナポレオン 122,600人 |

| xxxx ライン方面軍 ラップ 24,400人 |

| xxxx アルプス方面軍 スュシェ 25,100人 |

| xxx 第1監視軍団 ル・クールブ 14,800人 |

| xxx 第2監視軍団 ブリューヌ 10,000人 |

| xxx 第3監視軍団 ドゥカン 15,000人 |

| xxx 第4監視軍団 クローゼ 15,000人 |

| xxxx 西部方面軍 ラマルク 1,500人 |

| xxxx 低地方面軍 ウェリントン 112,000人 |

| xxxx 低ライン方面軍 ブリュッヘル 123,000人 |

| xxx 北ドイツ軍団 クライスト 26,200人 |

| xxxx ライン方面軍 シュヴァルツェンベルク 272,700人 |

| xxxx オーストリア＝ ピエモンテ連合軍 フリモント 62,000人 |

| xxxx ロ シ ア 軍 バルクライ 157,000人 |

| xxxx スペイン軍 カスターニョス 24,000人 |

| xxxx 北部方面軍 ナポレオン 122,600人 |

| xxxx ライン方面軍 ラップ 24,400人 |

| xxxx アルプス方面軍 スュシェ 25,100人 |

| xxx 第1監視軍団 ル・クールブ 14,800人 |

| xxx 第2監視軍団 ブリューヌ 10,000人 |

| xxx 第3監視軍団 ドゥカン 15,000人 |

| xxx 第4監視軍団 クローゼ 15,000人 |

| xxxx 西部方面軍 ラマルク 1,500人 |

| xxxx 低地方面軍 ウェリントン 112,000人 |

| xxxx 低ライン方面軍 ブリュッヘル 123,000人 |

| xxx 北ドイツ軍団 クライスト 26,200人 |

| xxxx ライン方面軍 シュヴァルツェンベルク 272,700人 |

| xxxx オーストリア＝ ピエモンテ連合軍 フリモント 62,000人 |

| xxxx ロ シ ア 軍 バルクライ 157,000人 |

| xxxx スペイン軍 カスターニョス 24,000人 |

## 軍隊

### フランス軍
復位したナポレオンの戦略は英蘭軍とプロイセン軍を分断し、各個撃破することであった。ワーテルローの戦いに参加したナポレオンの北部方面軍（Armée du Nord）は72,000人で歩兵57,000、騎兵15,000、大砲250門からなっている。ナポレオンは政権を奪取すると18万人のルイ18世の軍隊に加えて緊縮財政のために長期休暇や非公式に除隊させられていた兵や1814年戦役で脱走していた者たちといった実戦経験のある兵をかき集めており、彼ら古参兵を中核に訓練未熟な新兵を合わせたものがワーテルローの戦いのナポレオンの軍隊だった。古参兵たちの士気は高く「前年の恥辱を晴らすべく、狂信的な熱意を示していた」と伝えられる。兵器は比較的充足していたが、多年の戦乱によって軍馬が著しく不足しており、馬術も不十分だった。この戦いのフランス軍騎兵は14個胸甲騎兵連隊、7個槍騎兵連隊からなっていた。
この戦いの1年前の1814年のフランス戦役ではナポレオンは圧倒的に不利な状況の中、彼の最高傑作といわれる程の戦術的技量を示した。だが、この1815年戦役では肉体的な衰えを見せており、何よりも時間を浪費しがちで戦機を幾度も失っている。長年、ナポレオンの参謀総長を務めたベルティエがナポレオンの復位に馳せ参ぜずドイツで自殺しており、代わってスールト元帥が総参謀長に就任したことも打撃となった。スールトは優れた野戦指揮官であったが、参謀畑には不慣れであり、ナポレオンの簡潔にすぎかつしばしば意味不明瞭な命令を適確に解釈して完璧な命令文書に仕上げるベルティエの特別な能力も持ち合わせていなかった。この結果、スールトは幾度も不手際や意味不明瞭な命令文書伝達を繰り返し、その度にフランス軍の作戦行動を鈍らせている。戦後、ナポレオンはスールトを「よい参謀長ではなかった」と述懐している。
北部方面軍の左翼を任され、ワーテルロー会戦では実戦指揮を執ることになるネイ元帥はナポレオンから「勇者の中の勇者」と呼ばれた歴戦の猛将であったが、ロシア遠征以後は移り気になり、気力の衰えを見せていた。前哨戦のカトル・ブラの戦いでは徒に逡巡して英蘭軍に決定的打撃を与える機会を逃している。ナポレオンもネイの戦略能力は低く評価していたが、ネイが兵士たちからカリスマ的人気を得ていたことが軍の一翼を任せた理由だった。

#### フランス軍戦闘序列
| | | | | | |                                 |                                 | 北部方面軍 L'Armée du Nord |                                 |                                 |                                 |             |             | | | | | | |                            |                            |                                 |                                 |                                 |                                 |                                 |                                 | | | | | | |                                |                                |                                |                                |  |  |                                  |                                  |                                  |                                  |                                  |                                  | | | | | | |  |  |  |  |  |  |  |  |  |  |  |  |  |  |  |  |  |  |
| | | | | | |                                 |                                 | 総司令官 - 皇帝ナポレオンあ 総参謀長 - スールト元帥ああ 左翼軍司令 - ネイ元帥あああ 右翼軍司令 - グルーシー元帥 122,600名、砲368門 |                                 |                                 |                                 |             |             | | | | | | |                            |                            |                                 |                                 |                                 |                                 |                                 |                                 | | | | | | |                                |                                |                                |                                |  |  |                                  |                                  |                                  |                                  |                                  |                                  | | | | | | |  |  |  |  |  |  |  |  |  |  |  |  |  |  |  |  |  |  |
| | | | | | |                                 |                                 | |                                 |                                 |                                 |             |             | | | | | | |                            |                            |                                 |                                 |                                 |                                 |                                 |                                 | | | | | | |                                |                                |                                |                                |  |  |                                  |                                  |                                  |                                  |                                  |                                  | | | | | | |  |  |  |  |  |  |  |  |  |  |  |  |  |  |  |  |  |  |
| | | | | | |                                 |                                 | |                                 |                                 |                                 |             |             | | | | | | |                            |                            |                                 |                                 |                                 |                                 |                                 |                                 | | | | | | |                                |                                |                                |                                |  |  |                                  |                                  |                                  |                                  |                                  |                                  | | | | | | |  |  |  |  |  |  |  |  |  |  |  |  |  |  |  |  |  |  |
| 皇帝近衛軍団 | 皇帝近衛軍団 | 皇帝近衛軍団 | 皇帝近衛軍団 | 皇帝近衛軍団 | 皇帝近衛軍団 |                                 |                                 | 第1軍団 | 第1軍団                         | 第1軍団                         | 第1軍団                         | 第1軍団     | 第1軍団     | | | 第2軍団 | 第2軍団 | 第2軍団 | 第2軍団 | 第2軍団                    | 第2軍団                    |                                 |                                 | 第6軍団                         | 第6軍団                         | 第6軍団                         | 第6軍団                         | 第6軍団 | 第6軍団 | | | | |                                |                                |                                |                                |  |  |                                  |                                  |                                  |                                  |                                  |                                  | | | | | | |  |  |  |  |  |  |  |  |  |  |  |  |  |  |  |  |  |  |
| 皇帝近衛軍団 | 皇帝近衛軍団 | 皇帝近衛軍団 | 皇帝近衛軍団 | 皇帝近衛軍団 | 皇帝近衛軍団 | ドルーオ中将 20,700名、砲110門  | ドルーオ中将 20,700名、砲110門  | ドルーオ中将 20,700名、砲110門 | ドルーオ中将 20,700名、砲110門  | ドルーオ中将 20,700名、砲110門  | ドルーオ中将 20,700名、砲110門  | 第1軍団     | 第1軍団     | | | 第2軍団 | 第2軍団 | 第2軍団 | 第2軍団 | 第2軍団                    | 第2軍団                    | デルロン中将 19,800名、砲46門   | デルロン中将 19,800名、砲46門   | デルロン中将 19,800名、砲46門   | デルロン中将 19,800名、砲46門   | デルロン中将 19,800名、砲46門   | デルロン中将 19,800名、砲46門   | 第6軍団 | 第6軍団 | | | レイユ中将 25,150名、砲46門 | レイユ中将 25,150名、砲46門 | レイユ中将 25,150名、砲46門    | レイユ中将 25,150名、砲46門    | レイユ中将 25,150名、砲46門    | レイユ中将 25,150名、砲46門    |  |  | ロバウ中将 10,450名、砲38門      | ロバウ中将 10,450名、砲38門      | ロバウ中将 10,450名、砲38門      | ロバウ中将 10,450名、砲38門      | ロバウ中将 10,450名、砲38門      | ロバウ中将 10,450名、砲38門      | | | | | | |  |  |  |  |  |  |  |  |  |  |  |  |  |  |  |  |  |  |
| 近衛擲弾歩兵師団（フィリアン中将） 近衛猟歩兵師団（モラン中将） 新規近衛歩兵師団（デュエーム中将） 近衛重騎兵師団（ギヨー中将） 近衛軽騎兵師団（ルフェーブル＝デヌエット中将） 近衛砲兵隊（デヴォー・ドゥ・サン＝モーリス中将） | 近衛擲弾歩兵師団（フィリアン中将） 近衛猟歩兵師団（モラン中将） 新規近衛歩兵師団（デュエーム中将） 近衛重騎兵師団（ギヨー中将） 近衛軽騎兵師団（ルフェーブル＝デヌエット中将） 近衛砲兵隊（デヴォー・ドゥ・サン＝モーリス中将） | 近衛擲弾歩兵師団（フィリアン中将） 近衛猟歩兵師団（モラン中将） 新規近衛歩兵師団（デュエーム中将） 近衛重騎兵師団（ギヨー中将） 近衛軽騎兵師団（ルフェーブル＝デヌエット中将） 近衛砲兵隊（デヴォー・ドゥ・サン＝モーリス中将） | 近衛擲弾歩兵師団（フィリアン中将） 近衛猟歩兵師団（モラン中将） 新規近衛歩兵師団（デュエーム中将） 近衛重騎兵師団（ギヨー中将） 近衛軽騎兵師団（ルフェーブル＝デヌエット中将） 近衛砲兵隊（デヴォー・ドゥ・サン＝モーリス中将） | 近衛擲弾歩兵師団（フィリアン中将） 近衛猟歩兵師団（モラン中将） 新規近衛歩兵師団（デュエーム中将） 近衛重騎兵師団（ギヨー中将） 近衛軽騎兵師団（ルフェーブル＝デヌエット中将） 近衛砲兵隊（デヴォー・ドゥ・サン＝モーリス中将） | 近衛擲弾歩兵師団（フィリアン中将） 近衛猟歩兵師団（モラン中将） 新規近衛歩兵師団（デュエーム中将） 近衛重騎兵師団（ギヨー中将） 近衛軽騎兵師団（ルフェーブル＝デヌエット中将） 近衛砲兵隊（デヴォー・ドゥ・サン＝モーリス中将） | ドルーオ中将 20,700名、砲110門  | ドルーオ中将 20,700名、砲110門  | ドルーオ中将 20,700名、砲110門 | ドルーオ中将 20,700名、砲110門  | ドルーオ中将 20,700名、砲110門  | ドルーオ中将 20,700名、砲110門  |             |             | 第1師団（キオ少将） 第2師団（ドンズロ中将） 第3師団（マルコニェ中将） 第4師団（デュリット中将） 第1騎兵師団（ジャノッキ中将） | 第1師団（キオ少将） 第2師団（ドンズロ中将） 第3師団（マルコニェ中将） 第4師団（デュリット中将） 第1騎兵師団（ジャノッキ中将） | 第1師団（キオ少将） 第2師団（ドンズロ中将） 第3師団（マルコニェ中将） 第4師団（デュリット中将） 第1騎兵師団（ジャノッキ中将） | 第1師団（キオ少将） 第2師団（ドンズロ中将） 第3師団（マルコニェ中将） 第4師団（デュリット中将） 第1騎兵師団（ジャノッキ中将） | 第1師団（キオ少将） 第2師団（ドンズロ中将） 第3師団（マルコニェ中将） 第4師団（デュリット中将） 第1騎兵師団（ジャノッキ中将） | 第1師団（キオ少将） 第2師団（ドンズロ中将） 第3師団（マルコニェ中将） 第4師団（デュリット中将） 第1騎兵師団（ジャノッキ中将） |                            |                            | デルロン中将 19,800名、砲46門   | デルロン中将 19,800名、砲46門   | デルロン中将 19,800名、砲46門   | デルロン中将 19,800名、砲46門   | デルロン中将 19,800名、砲46門   | デルロン中将 19,800名、砲46門   | 第5師団（バシュリュ中将） 第6師団（ジェローム・ボナパルト中将） 第7師団（ジラール中将） 第9師団（フォワ中将） 第2騎兵師団（ピレ中将） | 第5師団（バシュリュ中将） 第6師団（ジェローム・ボナパルト中将） 第7師団（ジラール中将） 第9師団（フォワ中将） 第2騎兵師団（ピレ中将） | 第5師団（バシュリュ中将） 第6師団（ジェローム・ボナパルト中将） 第7師団（ジラール中将） 第9師団（フォワ中将） 第2騎兵師団（ピレ中将） | 第5師団（バシュリュ中将） 第6師団（ジェローム・ボナパルト中将） 第7師団（ジラール中将） 第9師団（フォワ中将） 第2騎兵師団（ピレ中将） | 第5師団（バシュリュ中将） 第6師団（ジェローム・ボナパルト中将） 第7師団（ジラール中将） 第9師団（フォワ中将） 第2騎兵師団（ピレ中将） | 第5師団（バシュリュ中将） 第6師団（ジェローム・ボナパルト中将） 第7師団（ジラール中将） 第9師団（フォワ中将） 第2騎兵師団（ピレ中将） | レイユ中将 25,150名、砲46門    | レイユ中将 25,150名、砲46門    | レイユ中将 25,150名、砲46門    | レイユ中将 25,150名、砲46門    |  |  | ロバウ中将 10,450名、砲38門      | ロバウ中将 10,450名、砲38門      | ロバウ中将 10,450名、砲38門      | ロバウ中将 10,450名、砲38門      | ロバウ中将 10,450名、砲38門      | ロバウ中将 10,450名、砲38門      | 第19師団（サンメ中将） 第20師団（ジャナン中将） 第21師団（テスト中将） 第4軍団予備砲兵（ヌーリー中将） | 第19師団（サンメ中将） 第20師団（ジャナン中将） 第21師団（テスト中将） 第4軍団予備砲兵（ヌーリー中将） | 第19師団（サンメ中将） 第20師団（ジャナン中将） 第21師団（テスト中将） 第4軍団予備砲兵（ヌーリー中将） | 第19師団（サンメ中将） 第20師団（ジャナン中将） 第21師団（テスト中将） 第4軍団予備砲兵（ヌーリー中将） | 第19師団（サンメ中将） 第20師団（ジャナン中将） 第21師団（テスト中将） 第4軍団予備砲兵（ヌーリー中将） | 第19師団（サンメ中将） 第20師団（ジャナン中将） 第21師団（テスト中将） 第4軍団予備砲兵（ヌーリー中将） |  |  |  |  |  |  |  |  |  |  |  |  |  |  |  |  |  |  |
| 近衛擲弾歩兵師団（フィリアン中将） 近衛猟歩兵師団（モラン中将） 新規近衛歩兵師団（デュエーム中将） 近衛重騎兵師団（ギヨー中将） 近衛軽騎兵師団（ルフェーブル＝デヌエット中将） 近衛砲兵隊（デヴォー・ドゥ・サン＝モーリス中将） | 近衛擲弾歩兵師団（フィリアン中将） 近衛猟歩兵師団（モラン中将） 新規近衛歩兵師団（デュエーム中将） 近衛重騎兵師団（ギヨー中将） 近衛軽騎兵師団（ルフェーブル＝デヌエット中将） 近衛砲兵隊（デヴォー・ドゥ・サン＝モーリス中将） | 近衛擲弾歩兵師団（フィリアン中将） 近衛猟歩兵師団（モラン中将） 新規近衛歩兵師団（デュエーム中将） 近衛重騎兵師団（ギヨー中将） 近衛軽騎兵師団（ルフェーブル＝デヌエット中将） 近衛砲兵隊（デヴォー・ドゥ・サン＝モーリス中将） | 近衛擲弾歩兵師団（フィリアン中将） 近衛猟歩兵師団（モラン中将） 新規近衛歩兵師団（デュエーム中将） 近衛重騎兵師団（ギヨー中将） 近衛軽騎兵師団（ルフェーブル＝デヌエット中将） 近衛砲兵隊（デヴォー・ドゥ・サン＝モーリス中将） | 近衛擲弾歩兵師団（フィリアン中将） 近衛猟歩兵師団（モラン中将） 新規近衛歩兵師団（デュエーム中将） 近衛重騎兵師団（ギヨー中将） 近衛軽騎兵師団（ルフェーブル＝デヌエット中将） 近衛砲兵隊（デヴォー・ドゥ・サン＝モーリス中将） | 近衛擲弾歩兵師団（フィリアン中将） 近衛猟歩兵師団（モラン中将） 新規近衛歩兵師団（デュエーム中将） 近衛重騎兵師団（ギヨー中将） 近衛軽騎兵師団（ルフェーブル＝デヌエット中将） 近衛砲兵隊（デヴォー・ドゥ・サン＝モーリス中将） |                                 |                                 | |                                 |                                 |                                 |             |             | 第1師団（キオ少将） 第2師団（ドンズロ中将） 第3師団（マルコニェ中将） 第4師団（デュリット中将） 第1騎兵師団（ジャノッキ中将） | 第1師団（キオ少将） 第2師団（ドンズロ中将） 第3師団（マルコニェ中将） 第4師団（デュリット中将） 第1騎兵師団（ジャノッキ中将） | 第1師団（キオ少将） 第2師団（ドンズロ中将） 第3師団（マルコニェ中将） 第4師団（デュリット中将） 第1騎兵師団（ジャノッキ中将） | 第1師団（キオ少将） 第2師団（ドンズロ中将） 第3師団（マルコニェ中将） 第4師団（デュリット中将） 第1騎兵師団（ジャノッキ中将） | 第1師団（キオ少将） 第2師団（ドンズロ中将） 第3師団（マルコニェ中将） 第4師団（デュリット中将） 第1騎兵師団（ジャノッキ中将） | 第1師団（キオ少将） 第2師団（ドンズロ中将） 第3師団（マルコニェ中将） 第4師団（デュリット中将） 第1騎兵師団（ジャノッキ中将） |                            |                            |                                 |                                 |                                 |                                 |                                 |                                 | 第5師団（バシュリュ中将） 第6師団（ジェローム・ボナパルト中将） 第7師団（ジラール中将） 第9師団（フォワ中将） 第2騎兵師団（ピレ中将） | 第5師団（バシュリュ中将） 第6師団（ジェローム・ボナパルト中将） 第7師団（ジラール中将） 第9師団（フォワ中将） 第2騎兵師団（ピレ中将） | 第5師団（バシュリュ中将） 第6師団（ジェローム・ボナパルト中将） 第7師団（ジラール中将） 第9師団（フォワ中将） 第2騎兵師団（ピレ中将） | 第5師団（バシュリュ中将） 第6師団（ジェローム・ボナパルト中将） 第7師団（ジラール中将） 第9師団（フォワ中将） 第2騎兵師団（ピレ中将） | 第5師団（バシュリュ中将） 第6師団（ジェローム・ボナパルト中将） 第7師団（ジラール中将） 第9師団（フォワ中将） 第2騎兵師団（ピレ中将） | 第5師団（バシュリュ中将） 第6師団（ジェローム・ボナパルト中将） 第7師団（ジラール中将） 第9師団（フォワ中将） 第2騎兵師団（ピレ中将） |                                |                                |                                |                                |  |  |                                  |                                  |                                  |                                  |                                  |                                  | 第19師団（サンメ中将） 第20師団（ジャナン中将） 第21師団（テスト中将） 第4軍団予備砲兵（ヌーリー中将） | 第19師団（サンメ中将） 第20師団（ジャナン中将） 第21師団（テスト中将） 第4軍団予備砲兵（ヌーリー中将） | 第19師団（サンメ中将） 第20師団（ジャナン中将） 第21師団（テスト中将） 第4軍団予備砲兵（ヌーリー中将） | 第19師団（サンメ中将） 第20師団（ジャナン中将） 第21師団（テスト中将） 第4軍団予備砲兵（ヌーリー中将） | 第19師団（サンメ中将） 第20師団（ジャナン中将） 第21師団（テスト中将） 第4軍団予備砲兵（ヌーリー中将） | 第19師団（サンメ中将） 第20師団（ジャナン中将） 第21師団（テスト中将） 第4軍団予備砲兵（ヌーリー中将） |  |  |  |  |  |  |  |  |  |  |  |  |  |  |  |  |  |  |
| | | | | | |                                 |                                 | |                                 |                                 |                                 |             |             | | | | | | |                            |                            |                                 |                                 |                                 |                                 |                                 |                                 | | | | | | |                                |                                |                                |                                |  |  |                                  |                                  |                                  |                                  |                                  |                                  | | | | | | |  |  |  |  |  |  |  |  |  |  |  |  |  |  |  |  |  |  |
| 第3騎兵軍団 | 第3騎兵軍団 | 第3騎兵軍団 | 第3騎兵軍団 | 第3騎兵軍団 | 第3騎兵軍団 |                                 |                                 | 第4騎兵軍団 | 第4騎兵軍団                     | 第4騎兵軍団                     | 第4騎兵軍団                     | 第4騎兵軍団 | 第4騎兵軍団 | | | | | | |                            |                            |                                 |                                 |                                 |                                 |                                 |                                 | | | | | | |                                |                                |                                |                                |  |  |                                  |                                  |                                  |                                  |                                  |                                  | | | | | | |  |  |  |  |  |  |  |  |  |  |  |  |  |  |  |  |  |  |
| 第3騎兵軍団 | 第3騎兵軍団 | 第3騎兵軍団 | 第3騎兵軍団 | 第3騎兵軍団 | 第3騎兵軍団 | ケレルマン中将 3,900名、砲12門  | ケレルマン中将 3,900名、砲12門  | ケレルマン中将 3,900名、砲12門 | ケレルマン中将 3,900名、砲12門  | ケレルマン中将 3,900名、砲12門  | ケレルマン中将 3,900名、砲12門  | 第4騎兵軍団 | 第4騎兵軍団 | | | ミヨー中将 3,100名、砲12門 | ミヨー中将 3,100名、砲12門 | ミヨー中将 3,100名、砲12門 | ミヨー中将 3,100名、砲12門 | ミヨー中将 3,100名、砲12門 | ミヨー中将 3,100名、砲12門 |                                 |                                 |                                 |                                 |                                 |                                 | | | | | | |                                |                                |                                |                                |  |  |                                  |                                  |                                  |                                  |                                  |                                  | | | | | | |  |  |  |  |  |  |  |  |  |  |  |  |  |  |  |  |  |  |
| 第11騎兵師団（レリティエ中将） 第12騎兵師団（デュルバル中将） | 第11騎兵師団（レリティエ中将） 第12騎兵師団（デュルバル中将） | 第11騎兵師団（レリティエ中将） 第12騎兵師団（デュルバル中将） | 第11騎兵師団（レリティエ中将） 第12騎兵師団（デュルバル中将） | 第11騎兵師団（レリティエ中将） 第12騎兵師団（デュルバル中将） | 第11騎兵師団（レリティエ中将） 第12騎兵師団（デュルバル中将） | ケレルマン中将 3,900名、砲12門  | ケレルマン中将 3,900名、砲12門  | ケレルマン中将 3,900名、砲12門 | ケレルマン中将 3,900名、砲12門  | ケレルマン中将 3,900名、砲12門  | ケレルマン中将 3,900名、砲12門  |             |             | 第13騎兵師団（ワティエ中将） 第14騎兵師団（ドゥロール中将）                                                                   | 第13騎兵師団（ワティエ中将） 第14騎兵師団（ドゥロール中将）                                                                   | 第13騎兵師団（ワティエ中将） 第14騎兵師団（ドゥロール中将）                                                                   | 第13騎兵師団（ワティエ中将） 第14騎兵師団（ドゥロール中将）                                                                   | 第13騎兵師団（ワティエ中将） 第14騎兵師団（ドゥロール中将）                                                                   | 第13騎兵師団（ワティエ中将） 第14騎兵師団（ドゥロール中将）                                                                   | ミヨー中将 3,100名、砲12門 | ミヨー中将 3,100名、砲12門 |                                 |                                 |                                 |                                 |                                 |                                 | | | | | | |                                |                                |                                |                                |  |  |                                  |                                  |                                  |                                  |                                  |                                  | | | | | | |  |  |  |  |  |  |  |  |  |  |  |  |  |  |  |  |  |  |
| 第11騎兵師団（レリティエ中将） 第12騎兵師団（デュルバル中将） | 第11騎兵師団（レリティエ中将） 第12騎兵師団（デュルバル中将） | 第11騎兵師団（レリティエ中将） 第12騎兵師団（デュルバル中将） | 第11騎兵師団（レリティエ中将） 第12騎兵師団（デュルバル中将） | 第11騎兵師団（レリティエ中将） 第12騎兵師団（デュルバル中将） | 第11騎兵師団（レリティエ中将） 第12騎兵師団（デュルバル中将） |                                 |                                 | |                                 |                                 |                                 |             |             | 第13騎兵師団（ワティエ中将） 第14騎兵師団（ドゥロール中将）                                                                   | 第13騎兵師団（ワティエ中将） 第14騎兵師団（ドゥロール中将）                                                                   | 第13騎兵師団（ワティエ中将） 第14騎兵師団（ドゥロール中将）                                                                   | 第13騎兵師団（ワティエ中将） 第14騎兵師団（ドゥロール中将）                                                                   | 第13騎兵師団（ワティエ中将） 第14騎兵師団（ドゥロール中将）                                                                   | 第13騎兵師団（ワティエ中将） 第14騎兵師団（ドゥロール中将）                                                                   |                            |                            |                                 |                                 |                                 |                                 |                                 |                                 | | | | | | |                                |                                |                                |                                |  |  |                                  |                                  |                                  |                                  |                                  |                                  | | | | | | |  |  |  |  |  |  |  |  |  |  |  |  |  |  |  |  |  |  |
| | | | | | |                                 |                                 | |                                 |                                 |                                 |             |             | | | | | | |                            |                            |                                 |                                 |                                 |                                 |                                 |                                 | | | | | | |                                |                                |                                |                                |  |  |                                  |                                  |                                  |                                  |                                  |                                  | | | | | | |  |  |  |  |  |  |  |  |  |  |  |  |  |  |  |  |  |  |
| 第3軍団 | 第3軍団 | 第3軍団 | 第3軍団 | 第3軍団 | 第3軍団 |                                 |                                 | 第4軍団 | 第4軍団                         | 第4軍団                         | 第4軍団                         | 第4軍団     | 第4軍団     | | | 第1騎兵軍団 | 第1騎兵軍団 | 第1騎兵軍団 | 第1騎兵軍団 | 第1騎兵軍団                | 第1騎兵軍団                |                                 |                                 | 第2騎兵軍団                     | 第2騎兵軍団                     | 第2騎兵軍団                     | 第2騎兵軍団                     | 第2騎兵軍団 | 第2騎兵軍団 | | | | |                                |                                |                                |                                |  |  |                                  |                                  |                                  |                                  |                                  |                                  | | | | | | |  |  |  |  |  |  |  |  |  |  |  |  |  |  |  |  |  |  |
| 第3軍団 | 第3軍団 | 第3軍団 | 第3軍団 | 第3軍団 | 第3軍団 | ヴァンダム中将 17,600名、砲38門 | ヴァンダム中将 17,600名、砲38門 | ヴァンダム中将 17,600名、砲38門 | ヴァンダム中将 17,600名、砲38門 | ヴァンダム中将 17,600名、砲38門 | ヴァンダム中将 17,600名、砲38門 | 第4軍団     | 第4軍団     | | | 第1騎兵軍団 | 第1騎兵軍団 | 第1騎兵軍団 | 第1騎兵軍団 | 第1騎兵軍団                | 第1騎兵軍団                | ジェラール中将 14,874名、砲30門 | ジェラール中将 14,874名、砲30門 | ジェラール中将 14,874名、砲30門 | ジェラール中将 14,874名、砲30門 | ジェラール中将 14,874名、砲30門 | ジェラール中将 14,874名、砲30門 | 第2騎兵軍団 | 第2騎兵軍団 | | | パジョール中将 3,000名、砲12門 | パジョール中将 3,000名、砲12門 | パジョール中将 3,000名、砲12門 | パジョール中将 3,000名、砲12門 | パジョール中将 3,000名、砲12門 | パジョール中将 3,000名、砲12門 |  |  | エグゼルマン中将 3,400名、砲12門 | エグゼルマン中将 3,400名、砲12門 | エグゼルマン中将 3,400名、砲12門 | エグゼルマン中将 3,400名、砲12門 | エグゼルマン中将 3,400名、砲12門 | エグゼルマン中将 3,400名、砲12門 | | | | | | |  |  |  |  |  |  |  |  |  |  |  |  |  |  |  |  |  |  |

| *参考文献 - *アルバート・A.ノフィ 著、諸岡良史 訳『ワーテルロー戦役』コイノニア社、2004年、301-314頁。ISBN 978-4901943055。 ※兵員数・砲数は戦役の始まる前の数値であり、6月18日の会戦で実際に戦った人数とは異なる。点線の枠はグルーシー元帥の部隊でワーテルローの戦いには不在。 |

フランス軍主要将帥
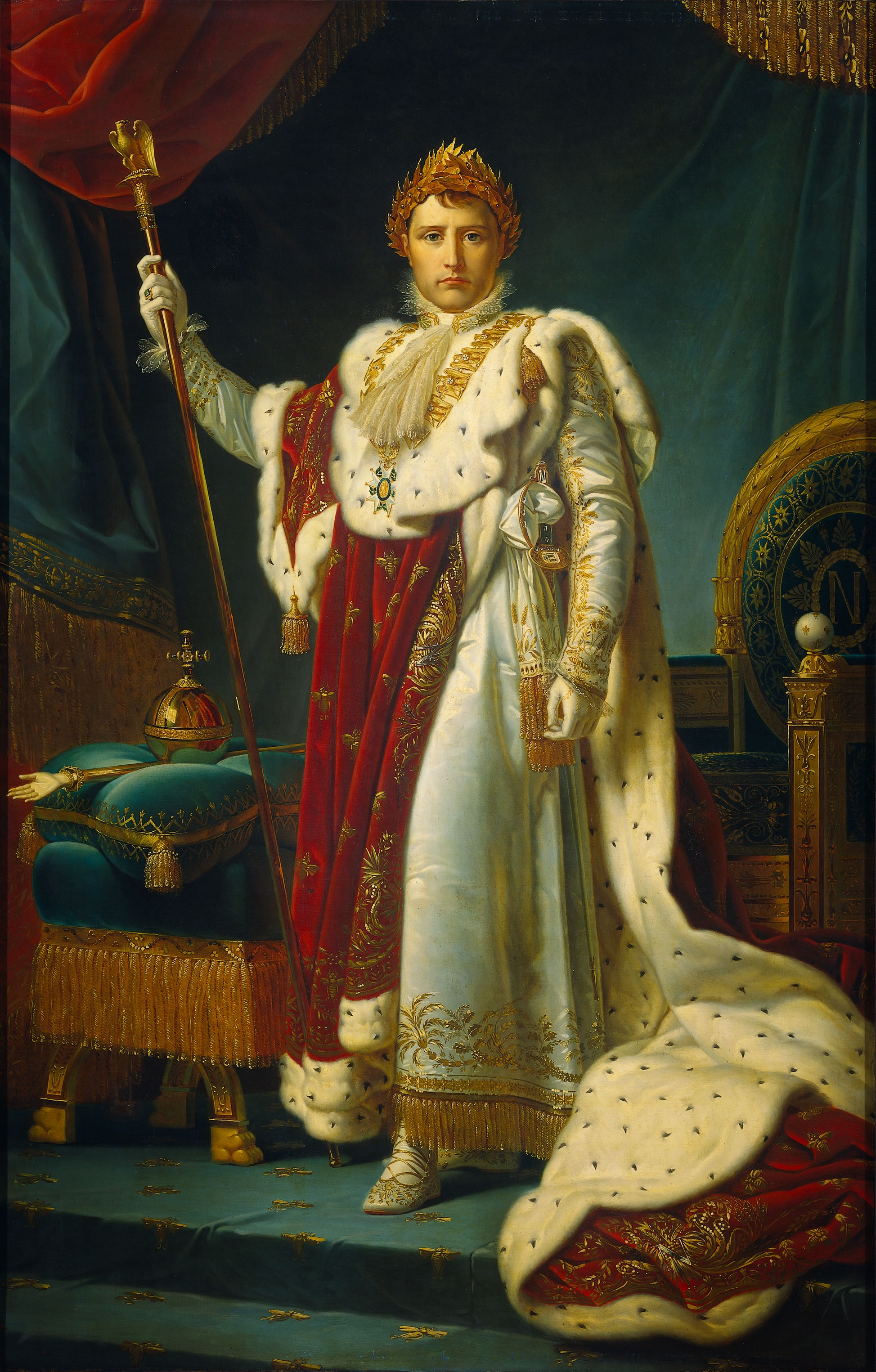
フランス皇帝ナポレオン1世
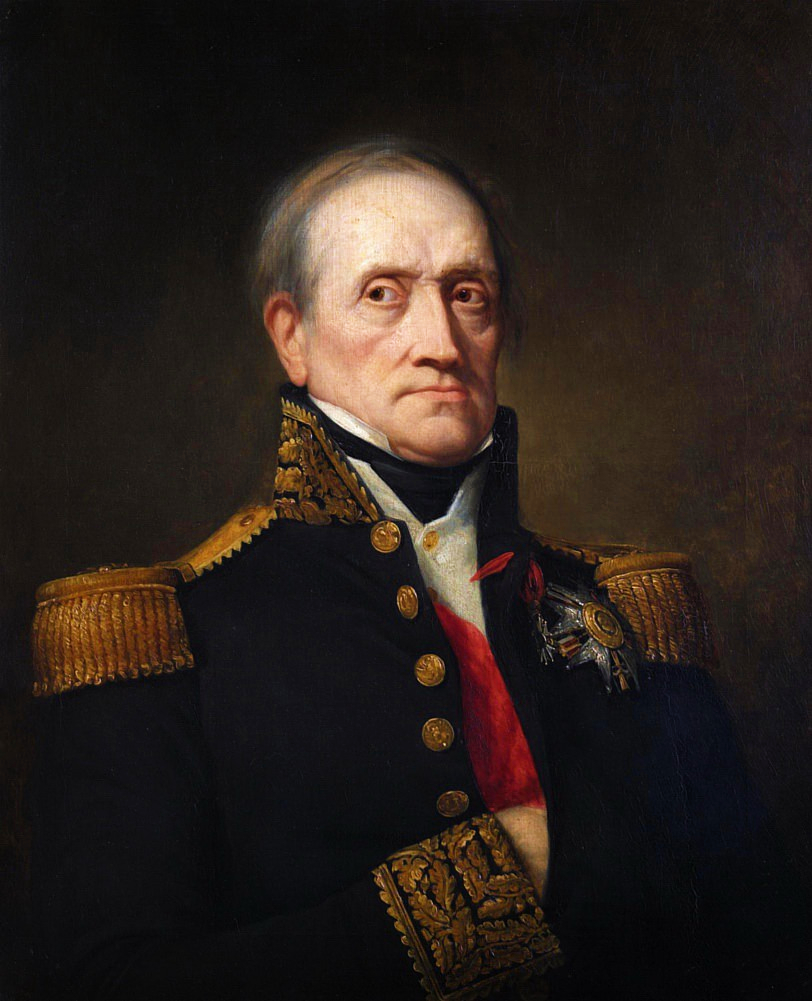
総参謀長スールト元帥
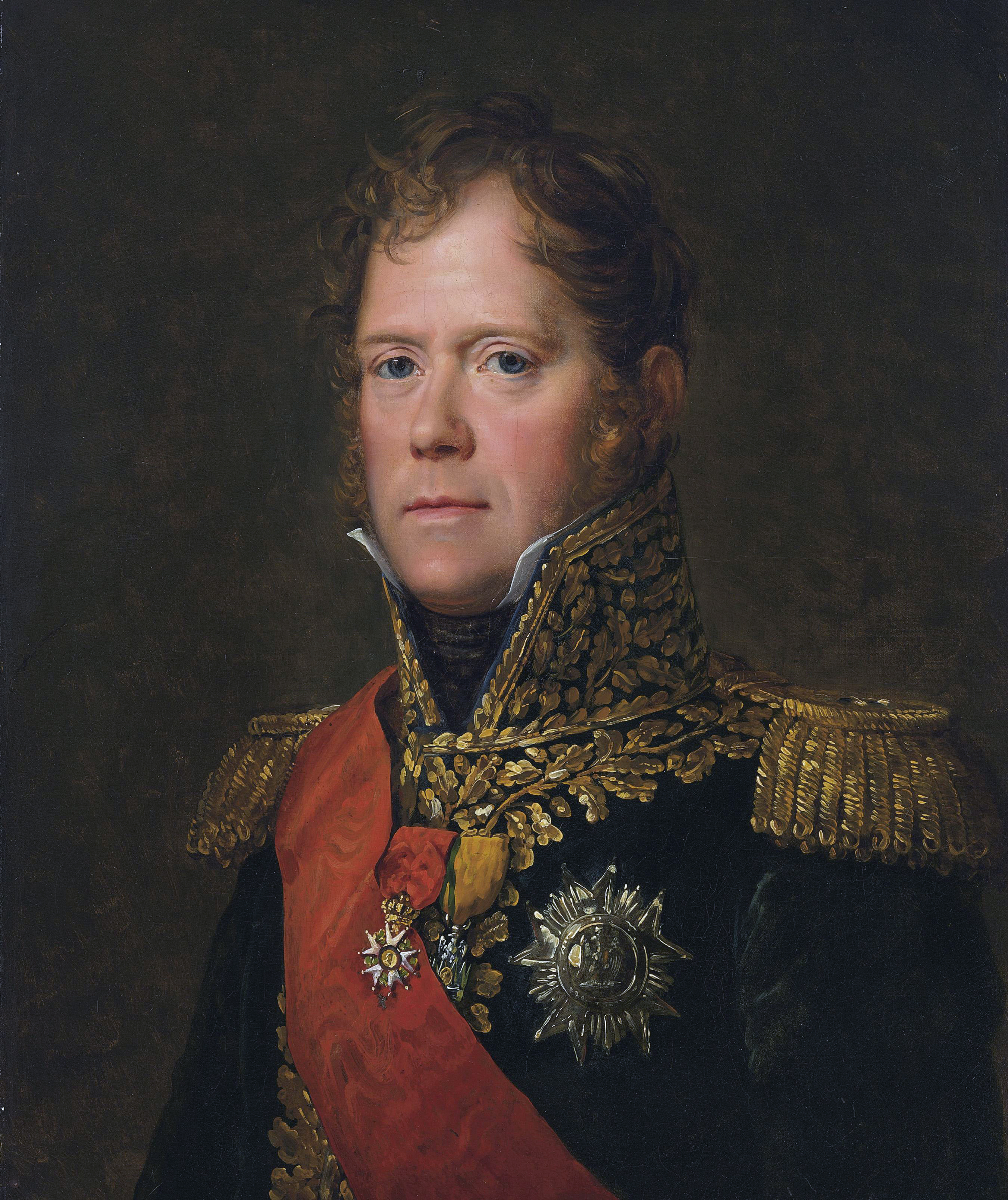
ネイ元帥
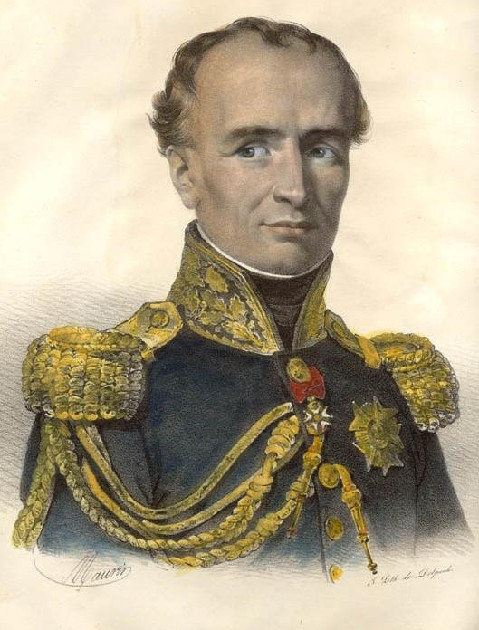
皇帝近衛軍団長ドルーオ中将
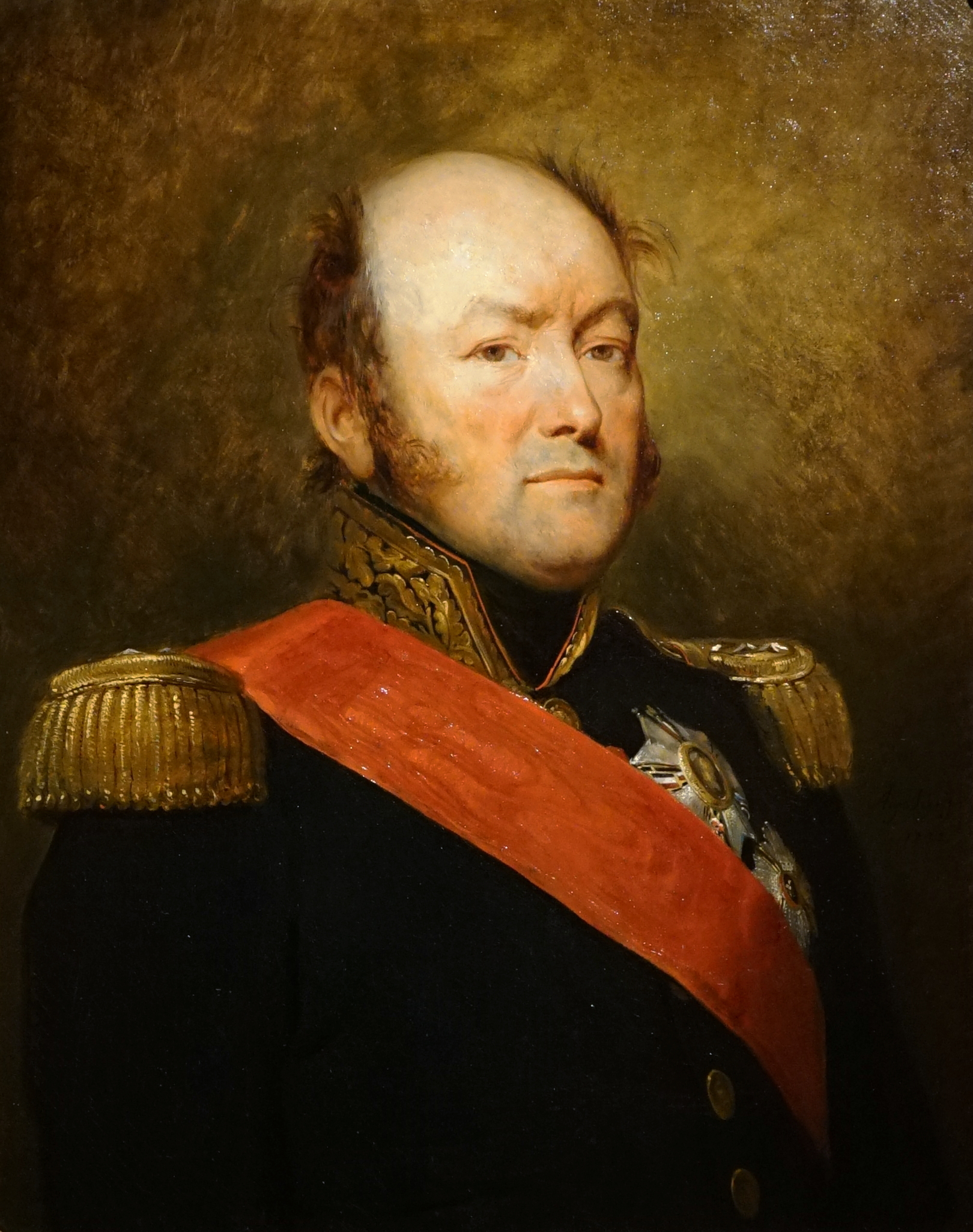
第1軍団長デルロン中将
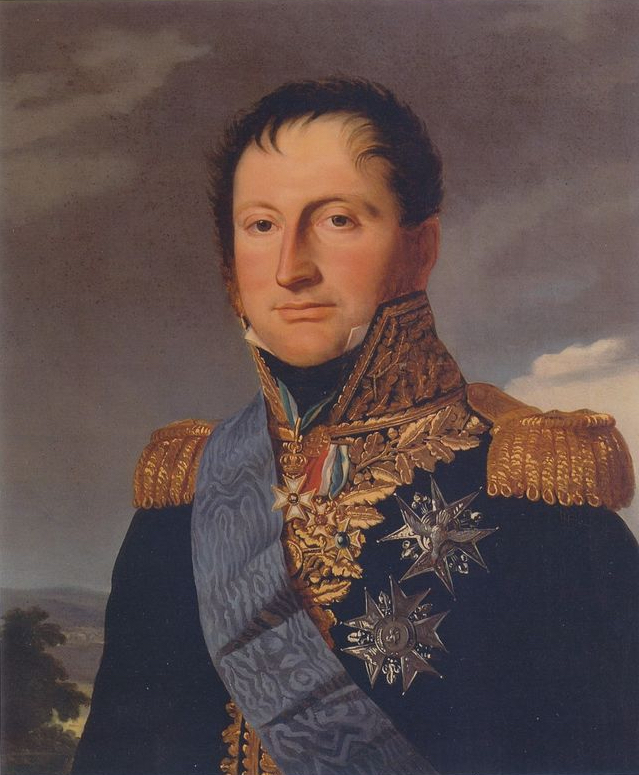
第2軍団長レイユ中将
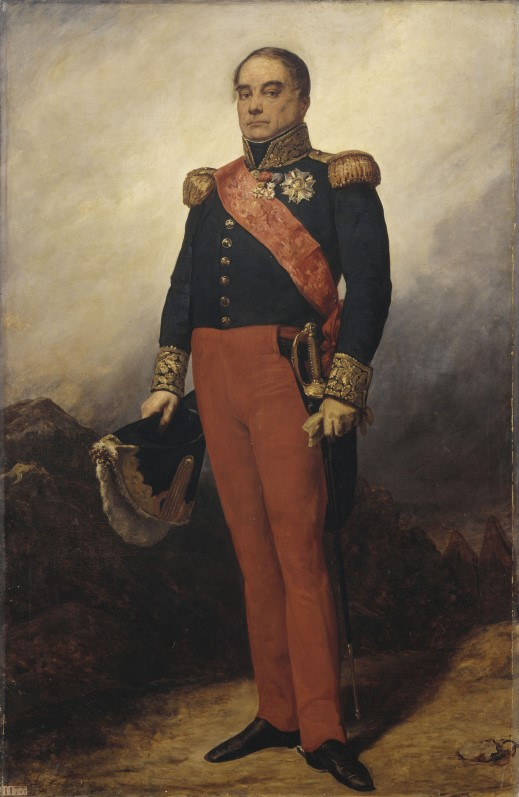
第6軍団長ロバウ中将
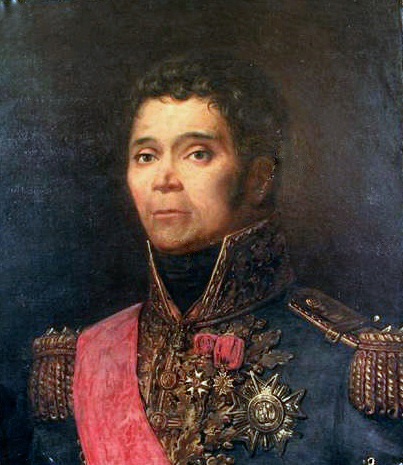
第3騎兵軍団長ケレルマン中将
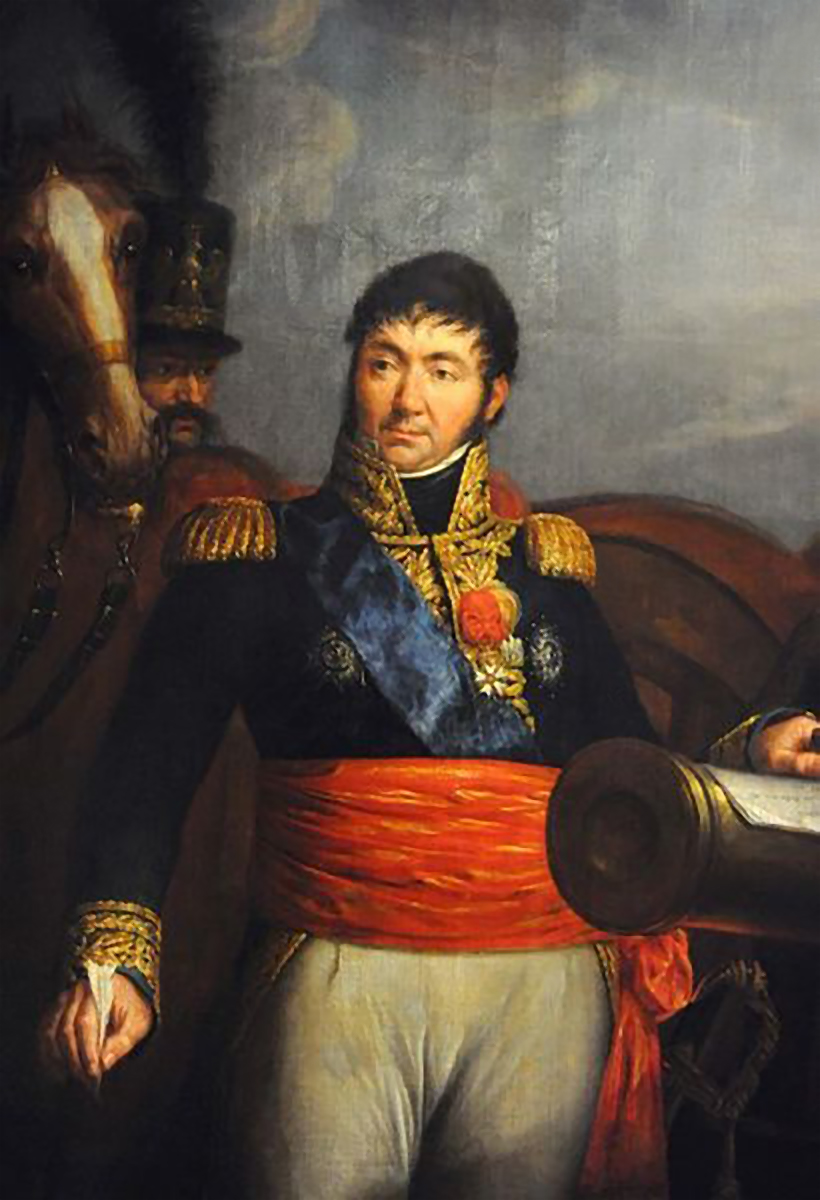
第4騎兵軍団長ミヨー中将
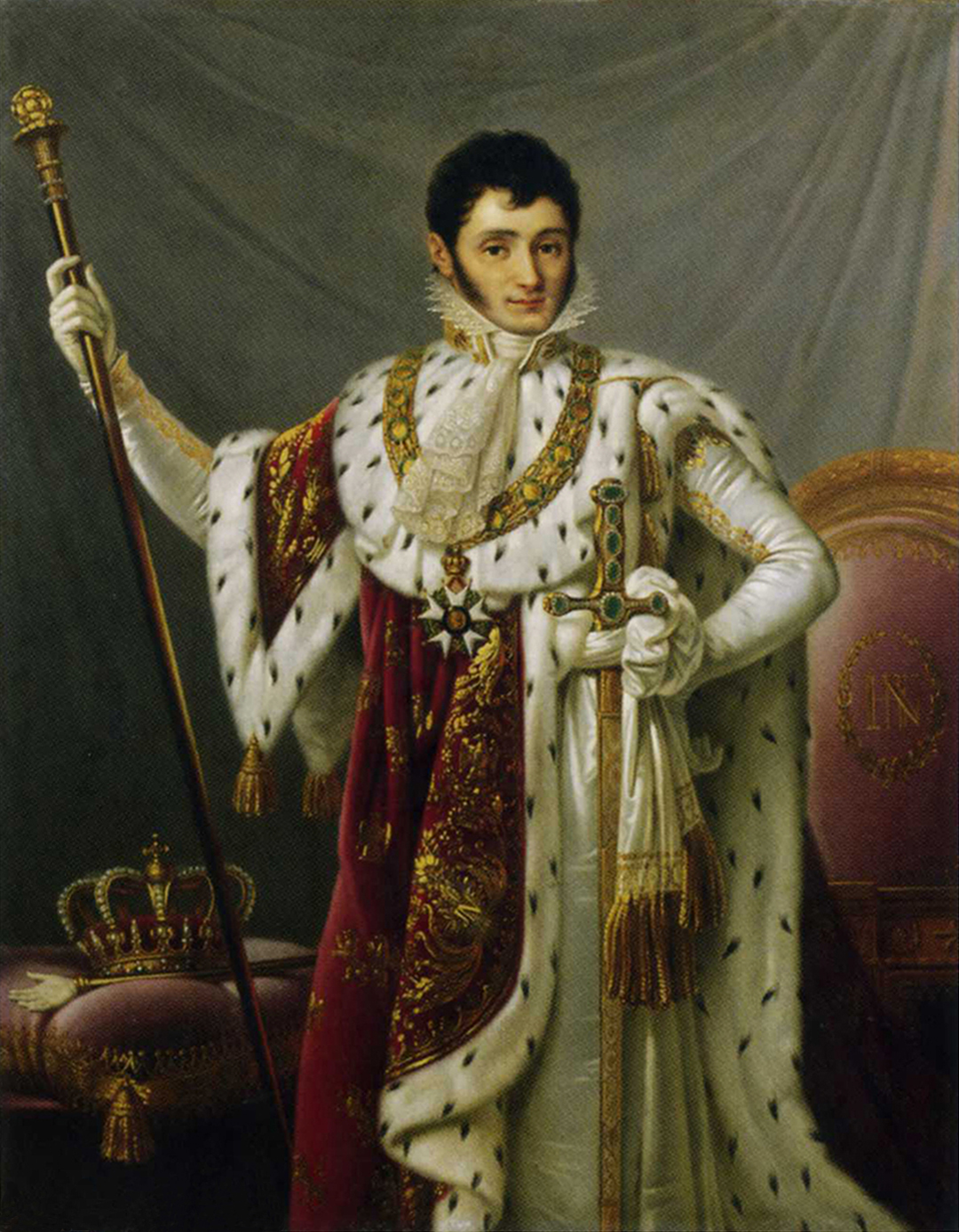
第6師団長ジェローム・ボナパルト中将
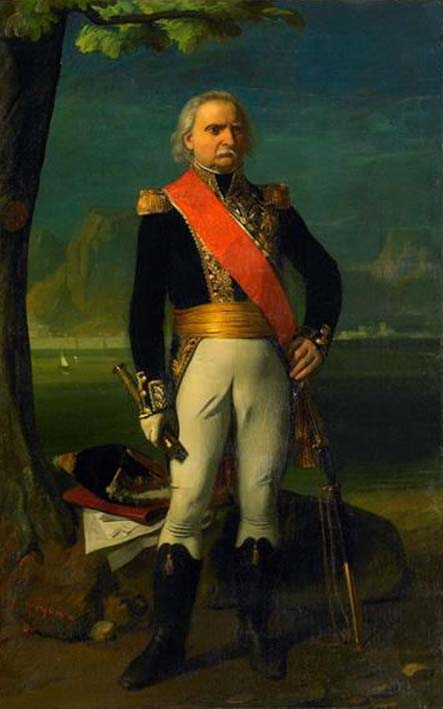
第2師団長ドンズロ中将
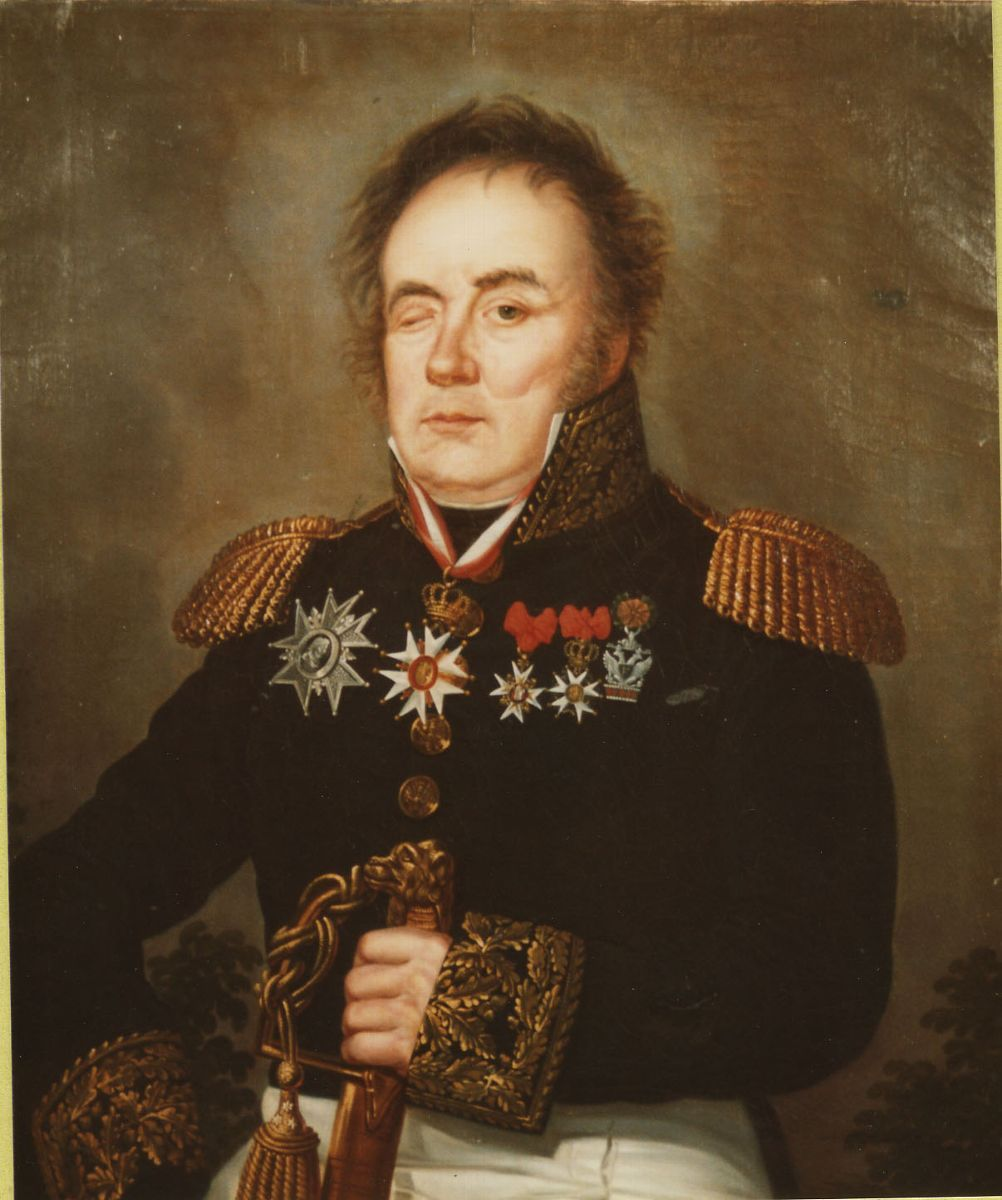
第4師団長デュリット中将
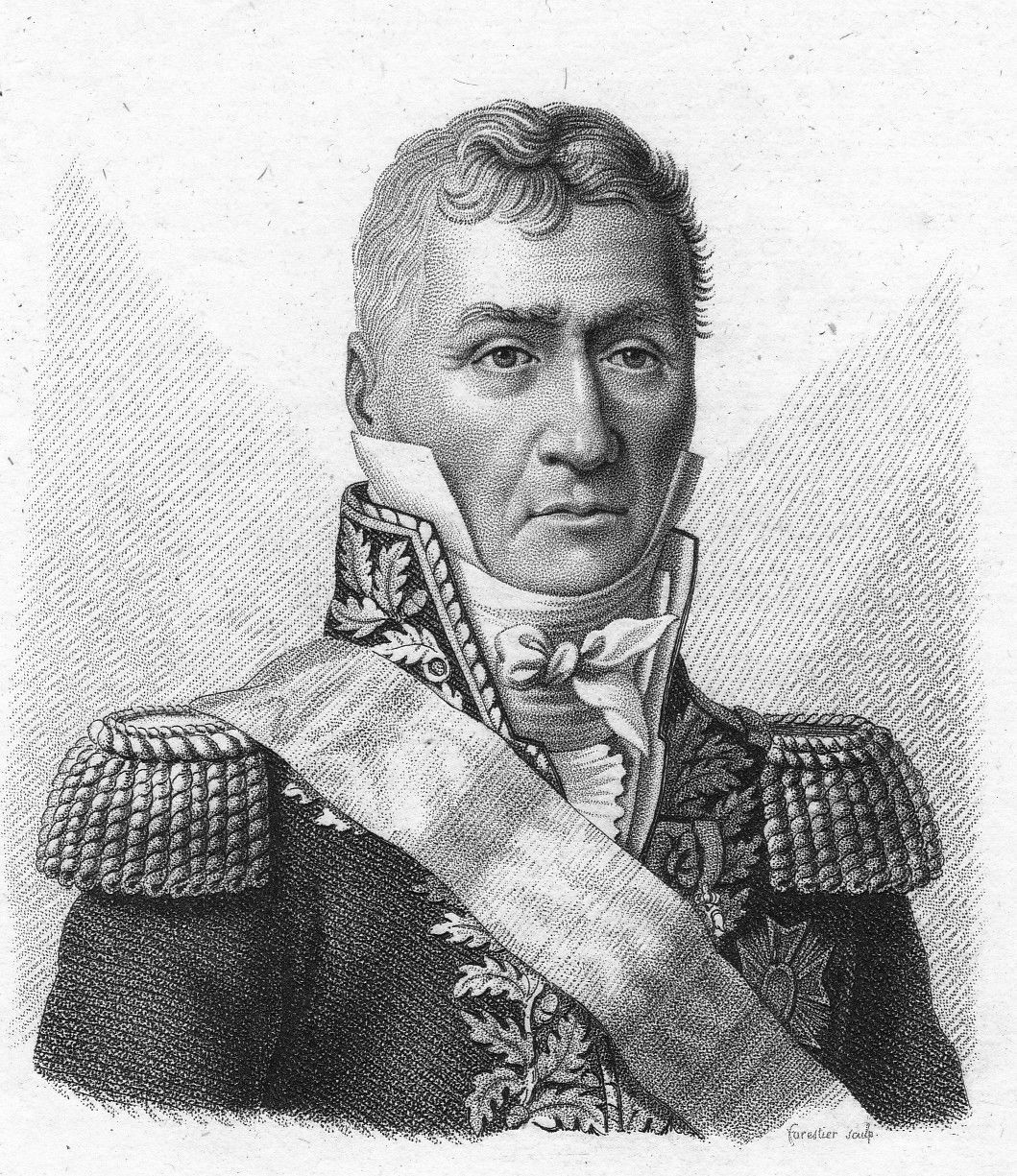
近衛擲弾歩兵師団長フィリアン中将
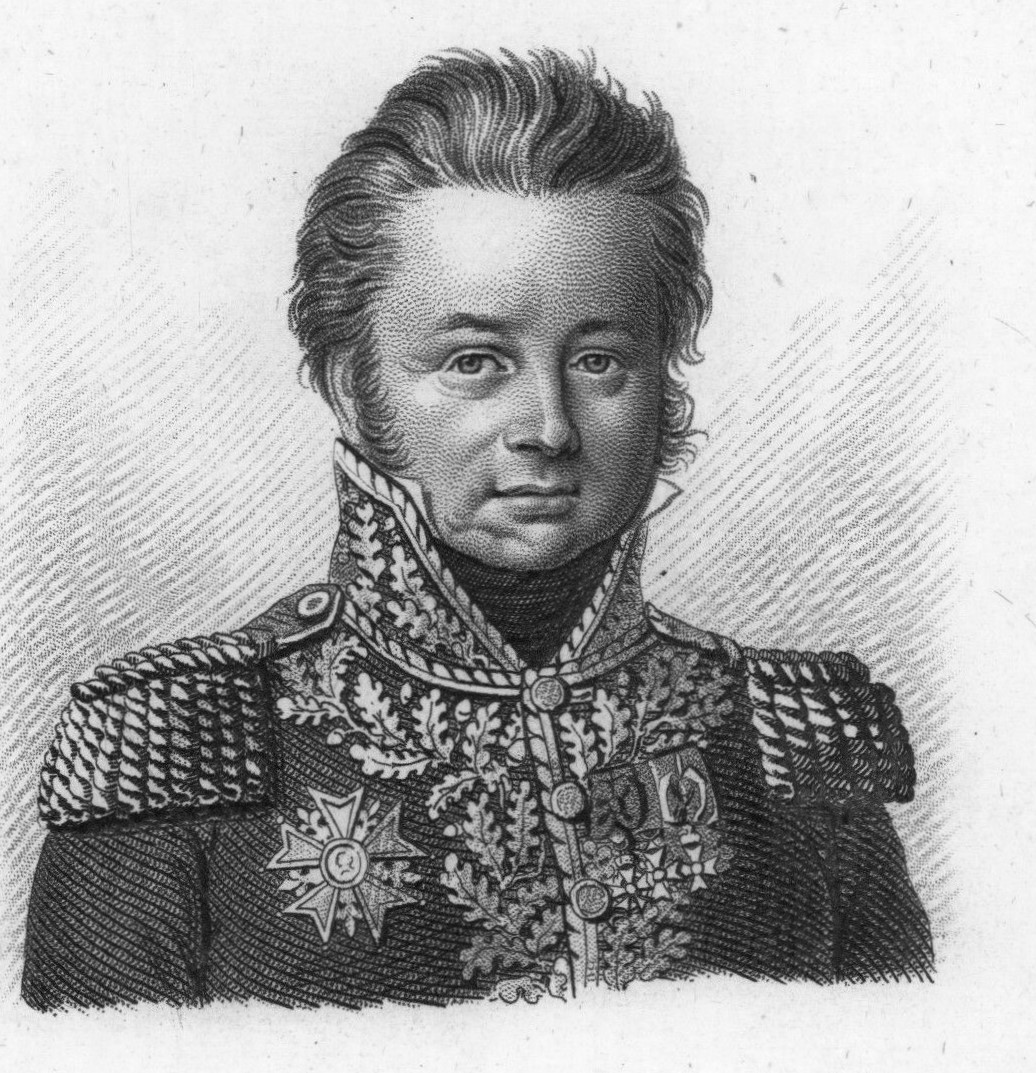
近衛猟歩兵師団長モラン中将
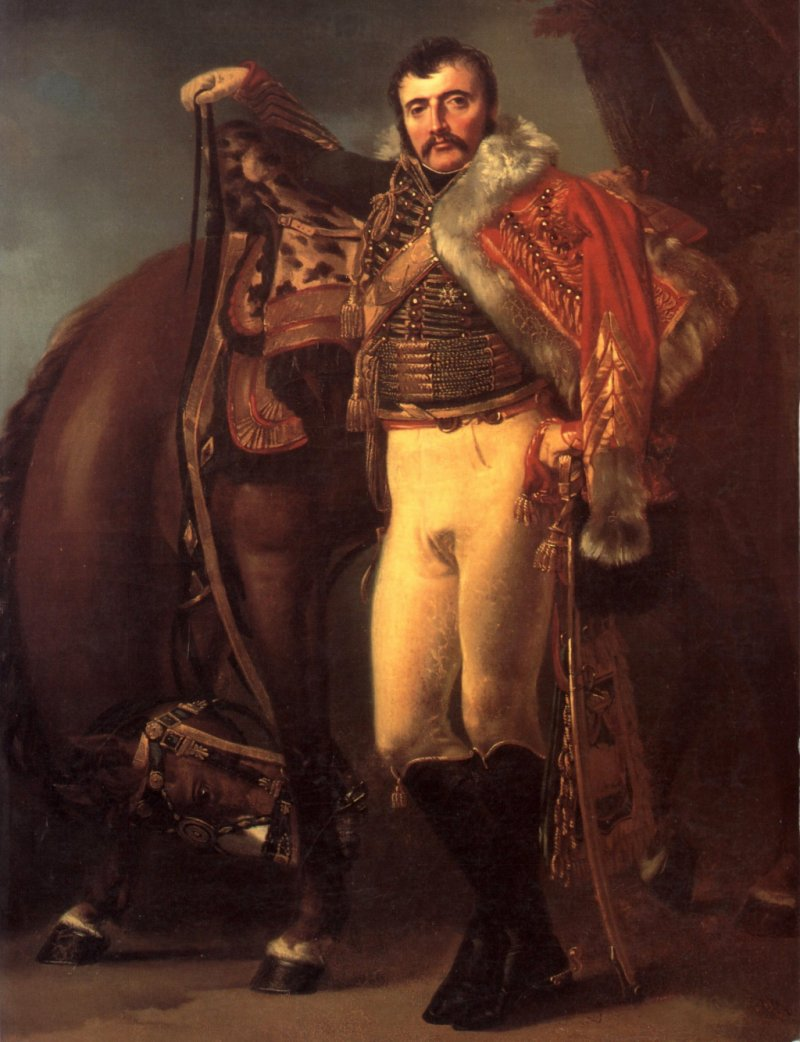
近衛重騎兵師団長ギヨー中将
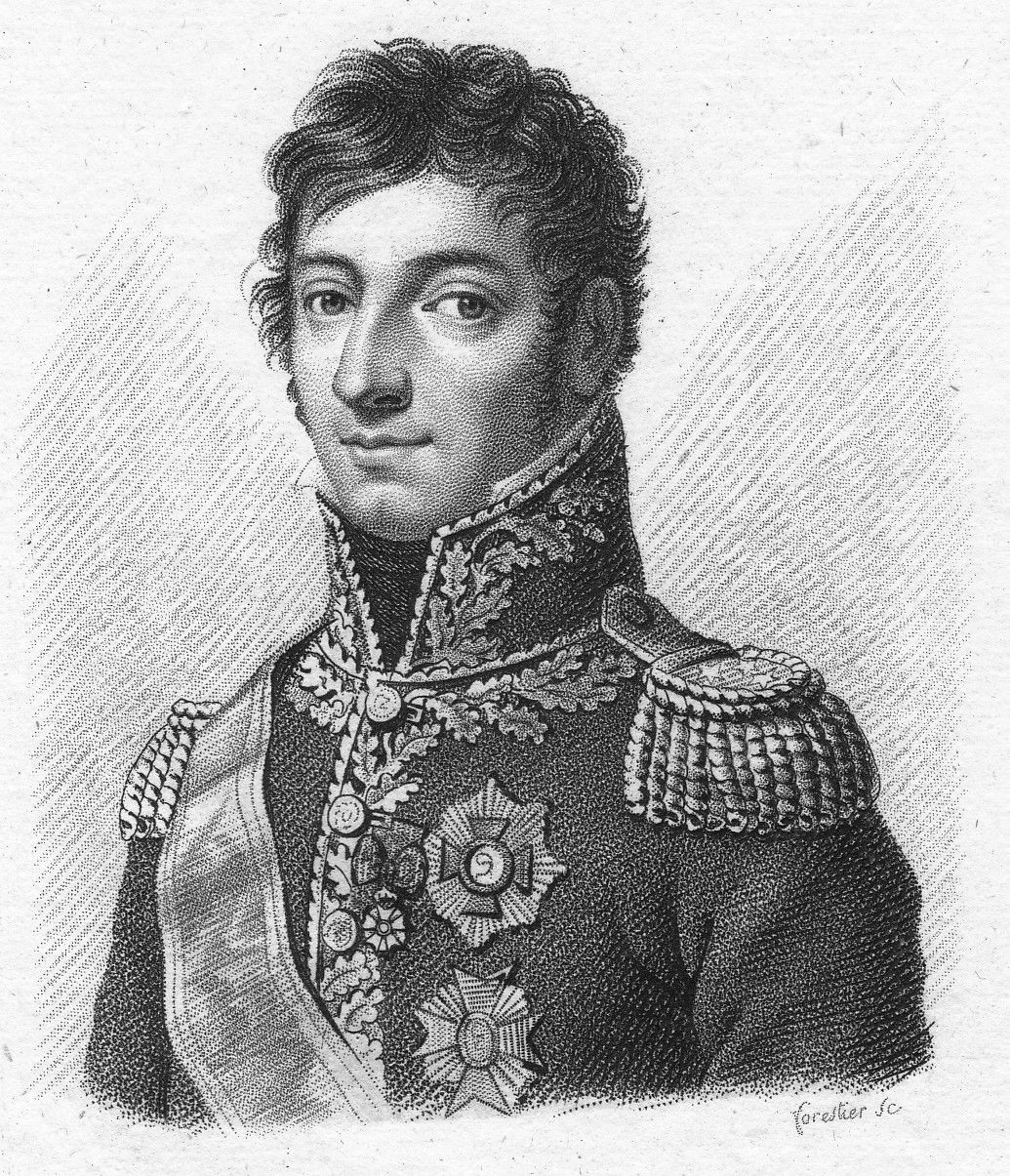
近衛軽騎兵師団長ルフェーブル＝デヌエット中将

### 英蘭連合軍
英蘭連合軍を指揮したウェリントン公は半島戦争における歴戦の将軍であった。ウェリントンは自らの軍について「ひどい軍隊、とても弱く装備も劣り、参謀たちはまったく経験不足だった」と述べている。ワーテルローの戦いに参加した68,000人の彼の軍隊は歩兵50,000、騎兵12,000、砲兵6,000、砲156門で構成されていた。このうち24,000人がイギリス兵であり、6,000人は国王直属ドイツ人部隊（King's German Legion：KGL）の兵士であった。イギリス軍の全員が正規兵であったが、半島戦争に従軍した古参兵は7,000人に過ぎなかった。これに加えて、17,000人のオランダ人とベルギー人の兵隊がおり、ハノーファー兵11,000、ブラウンシュヴァイク兵6,000、ナッサウ兵3,000からなっていた。
連合軍兵士の多くが戦闘未経験だった。オランダ軍は先年のナポレオンの敗北を受けて1815年に再編されたものであった。スペインでの半島戦争に従軍したイギリス兵およびイギリス軍に加わった一部のハノーファー兵とブラウンシュヴァイク兵を除き、連合軍の職業軍人の多くがナポレオン体制下でフランス軍の同盟軍としてともに戦った経験を持っていた。ウェリントンは騎兵も不足しており、イギリス軍騎兵7個連隊、オランダ軍騎兵3個連隊しかいなかった。ヨーク公は自分の参謀将校の多くをウェリントンに押しつけており、この中には副司令のアックスブリッジ将軍も含まれる。アックスブリッジは騎兵を指揮しており、彼はウェリントンから指揮下の部隊の行動の自由を認められていた。ウェリントンは13km西方のハレに兵17,000を後置させており、この兵力は戦闘に参加させず、敗北した場合の退却援護として用いることになっており、オラニエ公の弟のフレデリックが指揮するオランダ兵であった。

#### 英蘭連合軍戦闘序列
| | | | | | |                                         |                                         | 低地方面軍                              |                                         |                                         |                                         |         |         |                                                                                              |                                                                                              |                                                                                              |                                                                                              |                                                                                              |                                                                                              |          |          |                           |                           |                           |                           |                           |                           | | | | | | |                                     |                                     |  |  |  |  |  |  |  |  |  |  |  |  |  |  |  |  |  |  |  |  |  |  |  |  |  |  |  |  |
| | | | | | |                                         |                                         | ウェリントン元帥 122,000名、砲203門     |                                         |                                         |                                         |         |         |                                                                                              |                                                                                              |                                                                                              |                                                                                              |                                                                                              |                                                                                              |          |          |                           |                           |                           |                           |                           |                           | | | | | | |                                     |                                     |  |  |  |  |  |  |  |  |  |  |  |  |  |  |  |  |  |  |  |  |  |  |  |  |  |  |  |  |
| | | | | | |                                         |                                         |                                         |                                         |                                         |                                         |         |         |                                                                                              |                                                                                              |                                                                                              |                                                                                              |                                                                                              |                                                                                              |          |          |                           |                           |                           |                           |                           |                           | | | | | | |                                     |                                     |  |  |  |  |  |  |  |  |  |  |  |  |  |  |  |  |  |  |  |  |  |  |  |  |  |  |  |  |
| | | | | | |                                         |                                         |                                         |                                         |                                         |                                         |         |         |                                                                                              |                                                                                              |                                                                                              |                                                                                              |                                                                                              |                                                                                              |          |          |                           |                           |                           |                           |                           |                           | | | | | | |                                     |                                     |  |  |  |  |  |  |  |  |  |  |  |  |  |  |  |  |  |  |  |  |  |  |  |  |  |  |  |  |
| 第1軍団 | 第1軍団 | 第1軍団 | 第1軍団 | 第1軍団 | 第1軍団 |                                         |                                         | 第2軍団                                 | 第2軍団                                 | 第2軍団                                 | 第2軍団                                 | 第2軍団 | 第2軍団 |                                                                                              |                                                                                              | 騎兵軍団                                                                                     | 騎兵軍団                                                                                     | 騎兵軍団                                                                                     | 騎兵軍団                                                                                     | 騎兵軍団 | 騎兵軍団 |                           |                           |                           |                           |                           |                           | | | | | | |                                     |                                     |  |  |  |  |  |  |  |  |  |  |  |  |  |  |  |  |  |  |  |  |  |  |  |  |  |  |  |  |
| 第1軍団 | 第1軍団 | 第1軍団 | 第1軍団 | 第1軍団 | 第1軍団 | オラニエ公ウィレム大将 38,400名、砲56門 | オラニエ公ウィレム大将 38,400名、砲56門 | オラニエ公ウィレム大将 38,400名、砲56門 | オラニエ公ウィレム大将 38,400名、砲56門 | オラニエ公ウィレム大将 38,400名、砲56門 | オラニエ公ウィレム大将 38,400名、砲56門 | 第2軍団 | 第2軍団 |                                                                                              |                                                                                              | 騎兵軍団                                                                                     | 騎兵軍団                                                                                     | 騎兵軍団                                                                                     | 騎兵軍団                                                                                     | 騎兵軍団 | 騎兵軍団 | ヒル中将 27,300名、砲40門 | ヒル中将 27,300名、砲40門 | ヒル中将 27,300名、砲40門 | ヒル中将 27,300名、砲40門 | ヒル中将 27,300名、砲40門 | ヒル中将 27,300名、砲40門 | | | アクスブリッジ中将 16,500名、砲43門 | アクスブリッジ中将 16,500名、砲43門 | アクスブリッジ中将 16,500名、砲43門 | アクスブリッジ中将 16,500名、砲43門 | アクスブリッジ中将 16,500名、砲43門 | アクスブリッジ中将 16,500名、砲43門 |  |  |  |  |  |  |  |  |  |  |  |  |  |  |  |  |  |  |  |  |  |  |  |  |  |  |  |  |
| 第1近衛師団（クック少将） 第3師団（アルテン中将） オランダ軍第2師団（ペルポンシェ＝セドルニッツキ中将） オランダ軍第3師団（シャッセ中将）       | 第1近衛師団（クック少将） 第3師団（アルテン中将） オランダ軍第2師団（ペルポンシェ＝セドルニッツキ中将） オランダ軍第3師団（シャッセ中将） | 第1近衛師団（クック少将） 第3師団（アルテン中将） オランダ軍第2師団（ペルポンシェ＝セドルニッツキ中将） オランダ軍第3師団（シャッセ中将） | 第1近衛師団（クック少将） 第3師団（アルテン中将） オランダ軍第2師団（ペルポンシェ＝セドルニッツキ中将） オランダ軍第3師団（シャッセ中将） | 第1近衛師団（クック少将） 第3師団（アルテン中将） オランダ軍第2師団（ペルポンシェ＝セドルニッツキ中将） オランダ軍第3師団（シャッセ中将） | 第1近衛師団（クック少将） 第3師団（アルテン中将） オランダ軍第2師団（ペルポンシェ＝セドルニッツキ中将） オランダ軍第3師団（シャッセ中将） | オラニエ公ウィレム大将 38,400名、砲56門 | オラニエ公ウィレム大将 38,400名、砲56門 | オラニエ公ウィレム大将 38,400名、砲56門 | オラニエ公ウィレム大将 38,400名、砲56門 | オラニエ公ウィレム大将 38,400名、砲56門 | オラニエ公ウィレム大将 38,400名、砲56門 |         |         | 第2師団（クリントン中将） 第4師団（コルヴィール少将） オランダ軍第1師団（ステッドマン中将 ） | 第2師団（クリントン中将） 第4師団（コルヴィール少将） オランダ軍第1師団（ステッドマン中将 ） | 第2師団（クリントン中将） 第4師団（コルヴィール少将） オランダ軍第1師団（ステッドマン中将 ） | 第2師団（クリントン中将） 第4師団（コルヴィール少将） オランダ軍第1師団（ステッドマン中将 ） | 第2師団（クリントン中将） 第4師団（コルヴィール少将） オランダ軍第1師団（ステッドマン中将 ） | 第2師団（クリントン中将） 第4師団（コルヴィール少将） オランダ軍第1師団（ステッドマン中将 ） |          |          | ヒル中将 27,300名、砲40門 | ヒル中将 27,300名、砲40門 | ヒル中将 27,300名、砲40門 | ヒル中将 27,300名、砲40門 | ヒル中将 27,300名、砲40門 | ヒル中将 27,300名、砲40門 | 近衛騎兵旅団（エドワード・サマセット少将） 連合騎兵旅団（ポンソンビー少将） 第3騎兵旅団（ドルンベルク少将） 第4騎兵旅団（ヴァンドルー少将） 第5騎兵旅団（グラント少将） 第6騎兵旅団（ヴィヴィアン少将） 第7騎兵旅団（アレントシルト名誉大佐） ハノーファー軍第1騎兵旅団（エルストッフ少将） オランダ軍騎兵師団（コラエール中将 ） 予備騎馬砲兵隊（フレイザー中佐） | 近衛騎兵旅団（エドワード・サマセット少将） 連合騎兵旅団（ポンソンビー少将） 第3騎兵旅団（ドルンベルク少将） 第4騎兵旅団（ヴァンドルー少将） 第5騎兵旅団（グラント少将） 第6騎兵旅団（ヴィヴィアン少将） 第7騎兵旅団（アレントシルト名誉大佐） ハノーファー軍第1騎兵旅団（エルストッフ少将） オランダ軍騎兵師団（コラエール中将 ） 予備騎馬砲兵隊（フレイザー中佐） | 近衛騎兵旅団（エドワード・サマセット少将） 連合騎兵旅団（ポンソンビー少将） 第3騎兵旅団（ドルンベルク少将） 第4騎兵旅団（ヴァンドルー少将） 第5騎兵旅団（グラント少将） 第6騎兵旅団（ヴィヴィアン少将） 第7騎兵旅団（アレントシルト名誉大佐） ハノーファー軍第1騎兵旅団（エルストッフ少将） オランダ軍騎兵師団（コラエール中将 ） 予備騎馬砲兵隊（フレイザー中佐） | 近衛騎兵旅団（エドワード・サマセット少将） 連合騎兵旅団（ポンソンビー少将） 第3騎兵旅団（ドルンベルク少将） 第4騎兵旅団（ヴァンドルー少将） 第5騎兵旅団（グラント少将） 第6騎兵旅団（ヴィヴィアン少将） 第7騎兵旅団（アレントシルト名誉大佐） ハノーファー軍第1騎兵旅団（エルストッフ少将） オランダ軍騎兵師団（コラエール中将 ） 予備騎馬砲兵隊（フレイザー中佐） | 近衛騎兵旅団（エドワード・サマセット少将） 連合騎兵旅団（ポンソンビー少将） 第3騎兵旅団（ドルンベルク少将） 第4騎兵旅団（ヴァンドルー少将） 第5騎兵旅団（グラント少将） 第6騎兵旅団（ヴィヴィアン少将） 第7騎兵旅団（アレントシルト名誉大佐） ハノーファー軍第1騎兵旅団（エルストッフ少将） オランダ軍騎兵師団（コラエール中将 ） 予備騎馬砲兵隊（フレイザー中佐） | 近衛騎兵旅団（エドワード・サマセット少将） 連合騎兵旅団（ポンソンビー少将） 第3騎兵旅団（ドルンベルク少将） 第4騎兵旅団（ヴァンドルー少将） 第5騎兵旅団（グラント少将） 第6騎兵旅団（ヴィヴィアン少将） 第7騎兵旅団（アレントシルト名誉大佐） ハノーファー軍第1騎兵旅団（エルストッフ少将） オランダ軍騎兵師団（コラエール中将 ） 予備騎馬砲兵隊（フレイザー中佐） | アクスブリッジ中将 16,500名、砲43門 | アクスブリッジ中将 16,500名、砲43門 |  |  |  |  |  |  |  |  |  |  |  |  |  |  |  |  |  |  |  |  |  |  |  |  |  |  |  |  |
| 第1近衛師団（クック少将） 第3師団（アルテン中将） オランダ軍第2師団（ペルポンシェ＝セドルニッツキ中将） オランダ軍第3師団（シャッセ中将）       | 第1近衛師団（クック少将） 第3師団（アルテン中将） オランダ軍第2師団（ペルポンシェ＝セドルニッツキ中将） オランダ軍第3師団（シャッセ中将） | 第1近衛師団（クック少将） 第3師団（アルテン中将） オランダ軍第2師団（ペルポンシェ＝セドルニッツキ中将） オランダ軍第3師団（シャッセ中将） | 第1近衛師団（クック少将） 第3師団（アルテン中将） オランダ軍第2師団（ペルポンシェ＝セドルニッツキ中将） オランダ軍第3師団（シャッセ中将） | 第1近衛師団（クック少将） 第3師団（アルテン中将） オランダ軍第2師団（ペルポンシェ＝セドルニッツキ中将） オランダ軍第3師団（シャッセ中将） | 第1近衛師団（クック少将） 第3師団（アルテン中将） オランダ軍第2師団（ペルポンシェ＝セドルニッツキ中将） オランダ軍第3師団（シャッセ中将） |                                         |                                         |                                         |                                         |                                         |                                         |         |         | 第2師団（クリントン中将） 第4師団（コルヴィール少将） オランダ軍第1師団（ステッドマン中将 ） | 第2師団（クリントン中将） 第4師団（コルヴィール少将） オランダ軍第1師団（ステッドマン中将 ） | 第2師団（クリントン中将） 第4師団（コルヴィール少将） オランダ軍第1師団（ステッドマン中将 ） | 第2師団（クリントン中将） 第4師団（コルヴィール少将） オランダ軍第1師団（ステッドマン中将 ） | 第2師団（クリントン中将） 第4師団（コルヴィール少将） オランダ軍第1師団（ステッドマン中将 ） | 第2師団（クリントン中将） 第4師団（コルヴィール少将） オランダ軍第1師団（ステッドマン中将 ） |          |          |                           |                           |                           |                           |                           |                           | 近衛騎兵旅団（エドワード・サマセット少将） 連合騎兵旅団（ポンソンビー少将） 第3騎兵旅団（ドルンベルク少将） 第4騎兵旅団（ヴァンドルー少将） 第5騎兵旅団（グラント少将） 第6騎兵旅団（ヴィヴィアン少将） 第7騎兵旅団（アレントシルト名誉大佐） ハノーファー軍第1騎兵旅団（エルストッフ少将） オランダ軍騎兵師団（コラエール中将 ） 予備騎馬砲兵隊（フレイザー中佐） | 近衛騎兵旅団（エドワード・サマセット少将） 連合騎兵旅団（ポンソンビー少将） 第3騎兵旅団（ドルンベルク少将） 第4騎兵旅団（ヴァンドルー少将） 第5騎兵旅団（グラント少将） 第6騎兵旅団（ヴィヴィアン少将） 第7騎兵旅団（アレントシルト名誉大佐） ハノーファー軍第1騎兵旅団（エルストッフ少将） オランダ軍騎兵師団（コラエール中将 ） 予備騎馬砲兵隊（フレイザー中佐） | 近衛騎兵旅団（エドワード・サマセット少将） 連合騎兵旅団（ポンソンビー少将） 第3騎兵旅団（ドルンベルク少将） 第4騎兵旅団（ヴァンドルー少将） 第5騎兵旅団（グラント少将） 第6騎兵旅団（ヴィヴィアン少将） 第7騎兵旅団（アレントシルト名誉大佐） ハノーファー軍第1騎兵旅団（エルストッフ少将） オランダ軍騎兵師団（コラエール中将 ） 予備騎馬砲兵隊（フレイザー中佐） | 近衛騎兵旅団（エドワード・サマセット少将） 連合騎兵旅団（ポンソンビー少将） 第3騎兵旅団（ドルンベルク少将） 第4騎兵旅団（ヴァンドルー少将） 第5騎兵旅団（グラント少将） 第6騎兵旅団（ヴィヴィアン少将） 第7騎兵旅団（アレントシルト名誉大佐） ハノーファー軍第1騎兵旅団（エルストッフ少将） オランダ軍騎兵師団（コラエール中将 ） 予備騎馬砲兵隊（フレイザー中佐） | 近衛騎兵旅団（エドワード・サマセット少将） 連合騎兵旅団（ポンソンビー少将） 第3騎兵旅団（ドルンベルク少将） 第4騎兵旅団（ヴァンドルー少将） 第5騎兵旅団（グラント少将） 第6騎兵旅団（ヴィヴィアン少将） 第7騎兵旅団（アレントシルト名誉大佐） ハノーファー軍第1騎兵旅団（エルストッフ少将） オランダ軍騎兵師団（コラエール中将 ） 予備騎馬砲兵隊（フレイザー中佐） | 近衛騎兵旅団（エドワード・サマセット少将） 連合騎兵旅団（ポンソンビー少将） 第3騎兵旅団（ドルンベルク少将） 第4騎兵旅団（ヴァンドルー少将） 第5騎兵旅団（グラント少将） 第6騎兵旅団（ヴィヴィアン少将） 第7騎兵旅団（アレントシルト名誉大佐） ハノーファー軍第1騎兵旅団（エルストッフ少将） オランダ軍騎兵師団（コラエール中将 ） 予備騎馬砲兵隊（フレイザー中佐） |                                     |                                     |  |  |  |  |  |  |  |  |  |  |  |  |  |  |  |  |  |  |  |  |  |  |  |  |  |  |  |  |
| | | | | | |                                         |                                         |                                         |                                         |                                         |                                         |         |         |                                                                                              |                                                                                              |                                                                                              |                                                                                              |                                                                                              |                                                                                              |          |          |                           |                           |                           |                           |                           |                           | | | | | | |                                     |                                     |  |  |  |  |  |  |  |  |  |  |  |  |  |  |  |  |  |  |  |  |  |  |  |  |  |  |  |  |
| 予備軍団 | | | | | |                                         |                                         |                                         |                                         |                                         |                                         |         |         |                                                                                              |                                                                                              |                                                                                              |                                                                                              |                                                                                              |                                                                                              |          |          |                           |                           |                           |                           |                           |                           | | | | | | |                                     |                                     |  |  |  |  |  |  |  |  |  |  |  |  |  |  |  |  |  |  |  |  |  |  |  |  |  |  |  |  |
| ウェリントン元帥 36,900名、砲64門 | | | | | |                                         |                                         |                                         |                                         |                                         |                                         |         |         |                                                                                              |                                                                                              |                                                                                              |                                                                                              |                                                                                              |                                                                                              |          |          |                           |                           |                           |                           |                           |                           | | | | | | |                                     |                                     |  |  |  |  |  |  |  |  |  |  |  |  |  |  |  |  |  |  |  |  |  |  |  |  |  |  |  |  |
| 第5師団（ピクトン中将） 第6師団（コール中将） ブラウンシュヴァイク師団 ハノーファー軍予備師団（デッケン中将）※不在 予備砲兵隊（ドルモント少佐） | | | | | |                                         |                                         |                                         |                                         |                                         |                                         |         |         |                                                                                              |                                                                                              |                                                                                              |                                                                                              |                                                                                              |                                                                                              |          |          |                           |                           |                           |                           |                           |                           | | | | | | |                                     |                                     |  |  |  |  |  |  |  |  |  |  |  |  |  |  |  |  |  |  |  |  |  |  |  |  |  |  |  |  |

| *参考文献 - *アルバート・A.ノフィ 著、諸岡良史 訳『ワーテルロー戦役』コイノニア社、2004年、314-324頁。ISBN 978-4901943055。 ※兵員数・砲数は戦役の始まる前の数値であり、6月18日の会戦で実際に戦った人数とは異なる。イギリス軍師団にはハノーファー兵、ブラウンシュヴァイク兵、ナッサウ兵の部隊も含まれる。第1軍団のオランダ＝ベルギー軍部隊の多くは会戦には不参加だった。 |

英蘭連合軍主要将帥
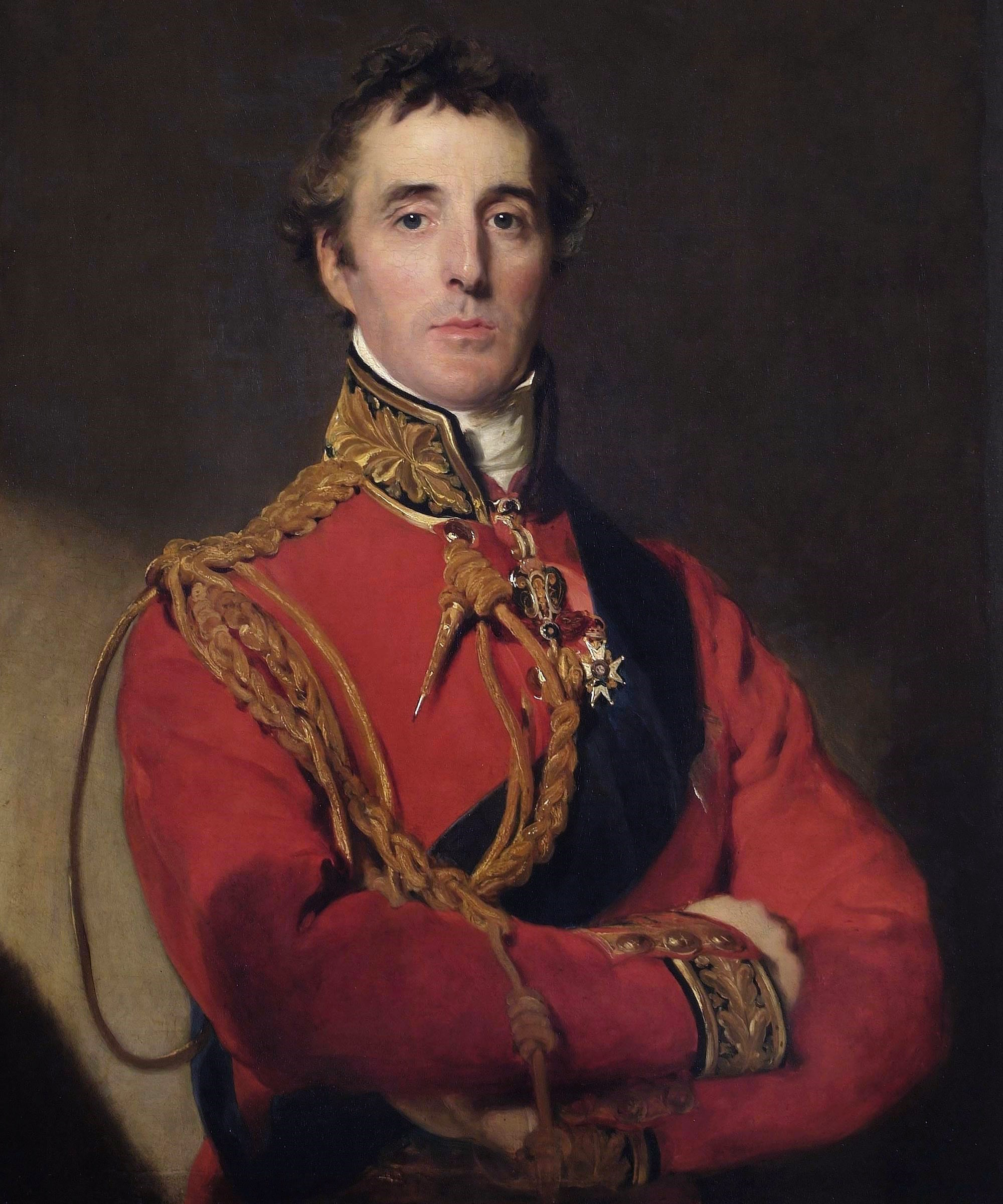
ウェリントン公
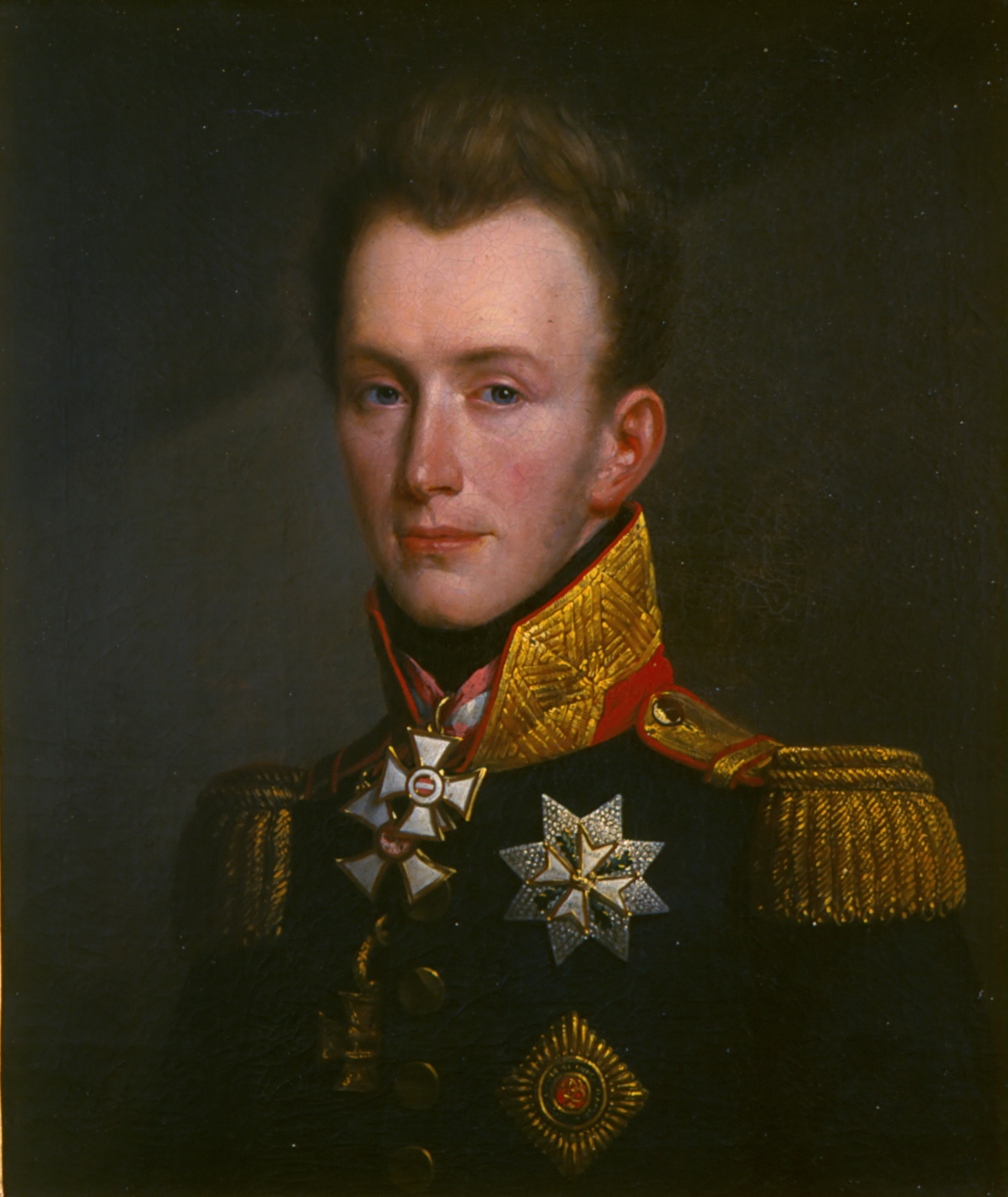
第1軍団長オラニエ公ウィレム
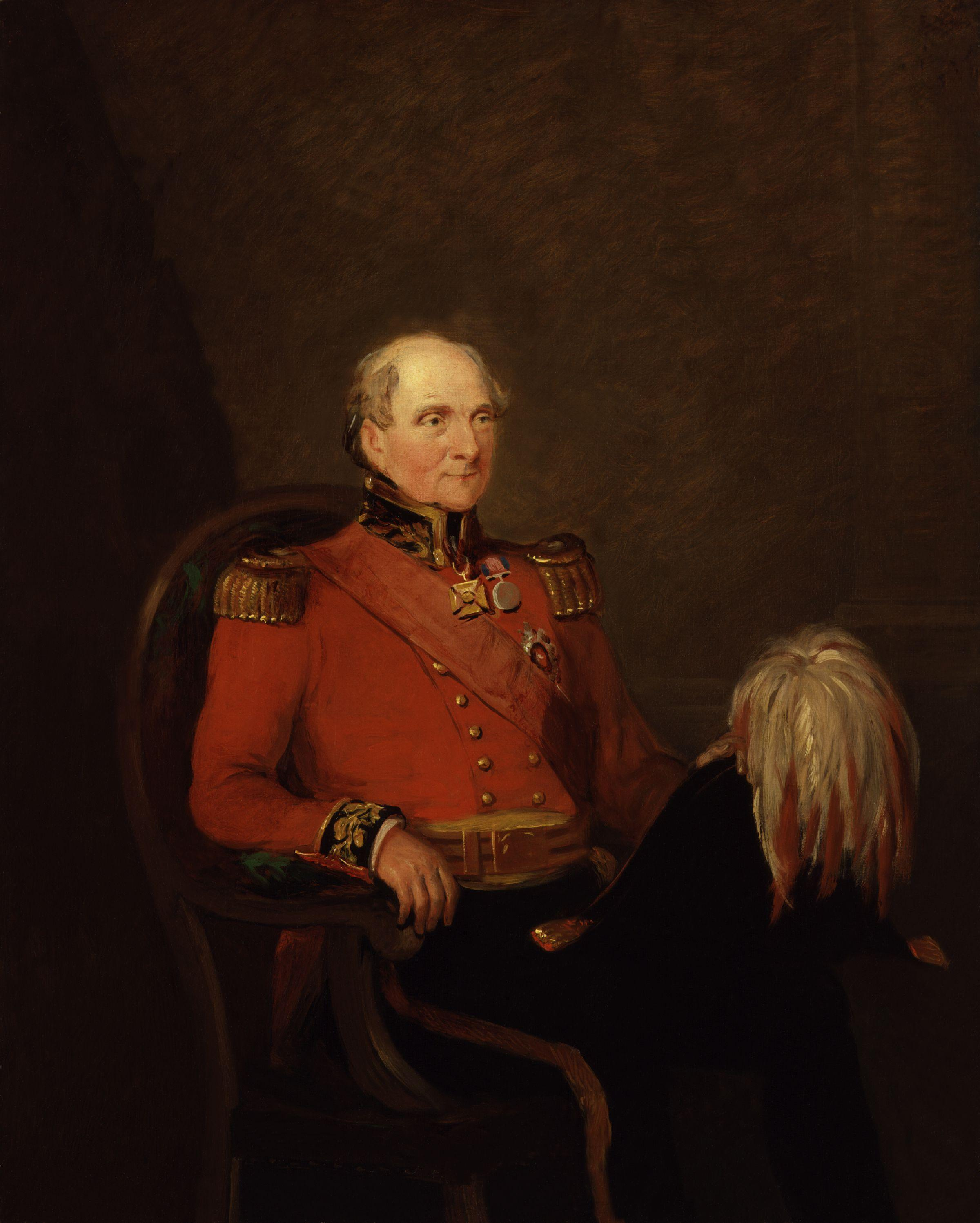
第2軍団長ヒル中将
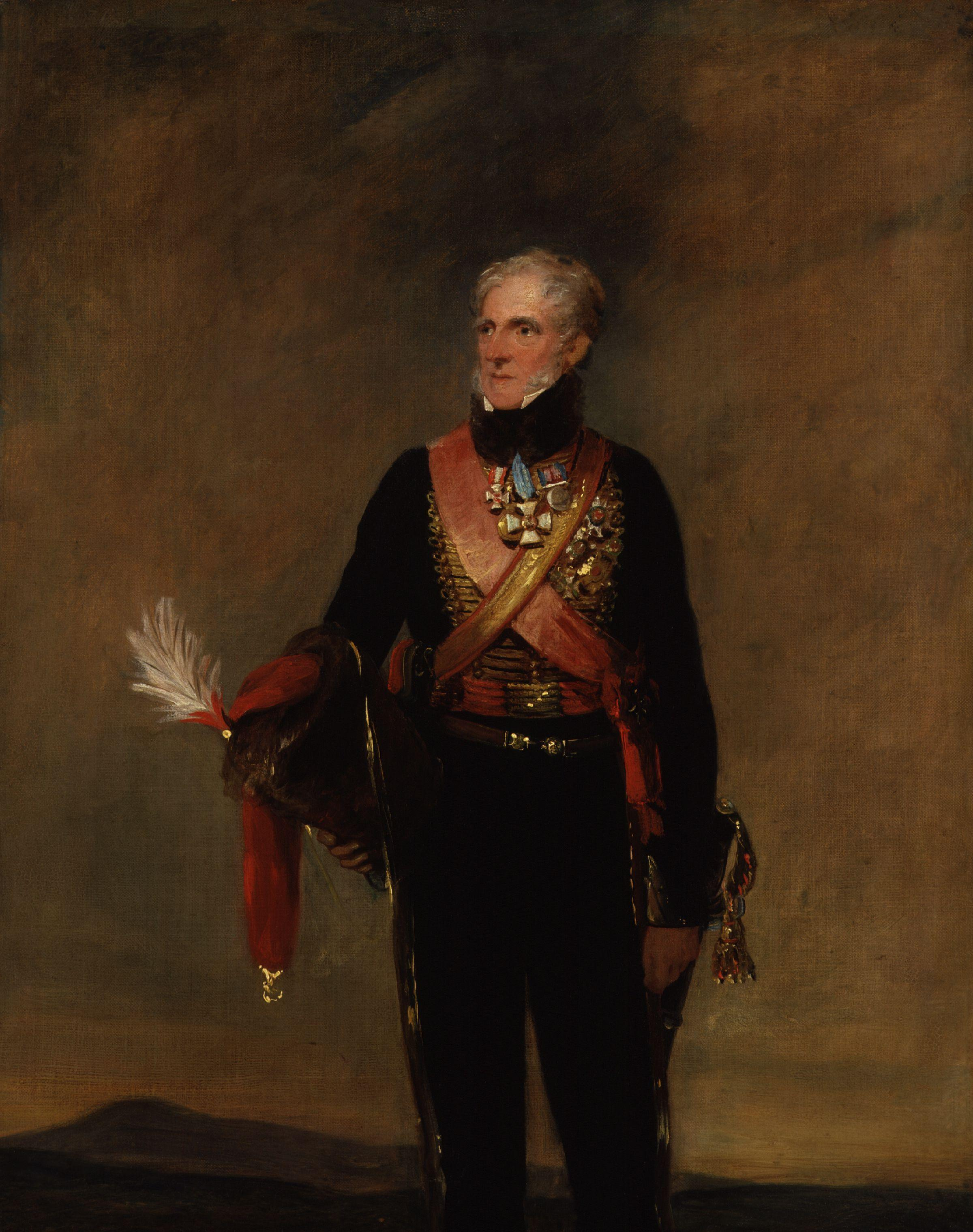
騎兵軍団長アクスブリッジ中将
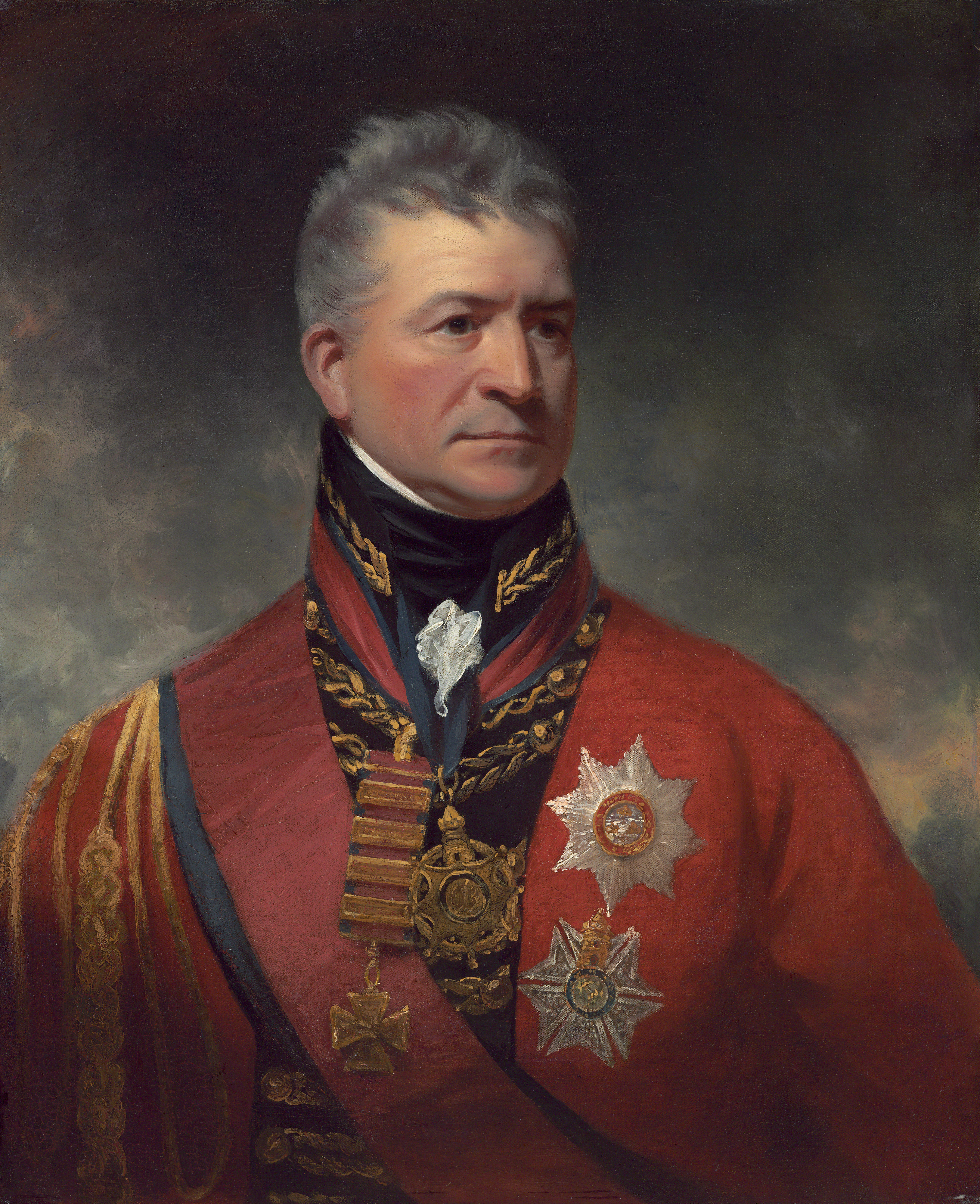
第5師団長ピクトン中将
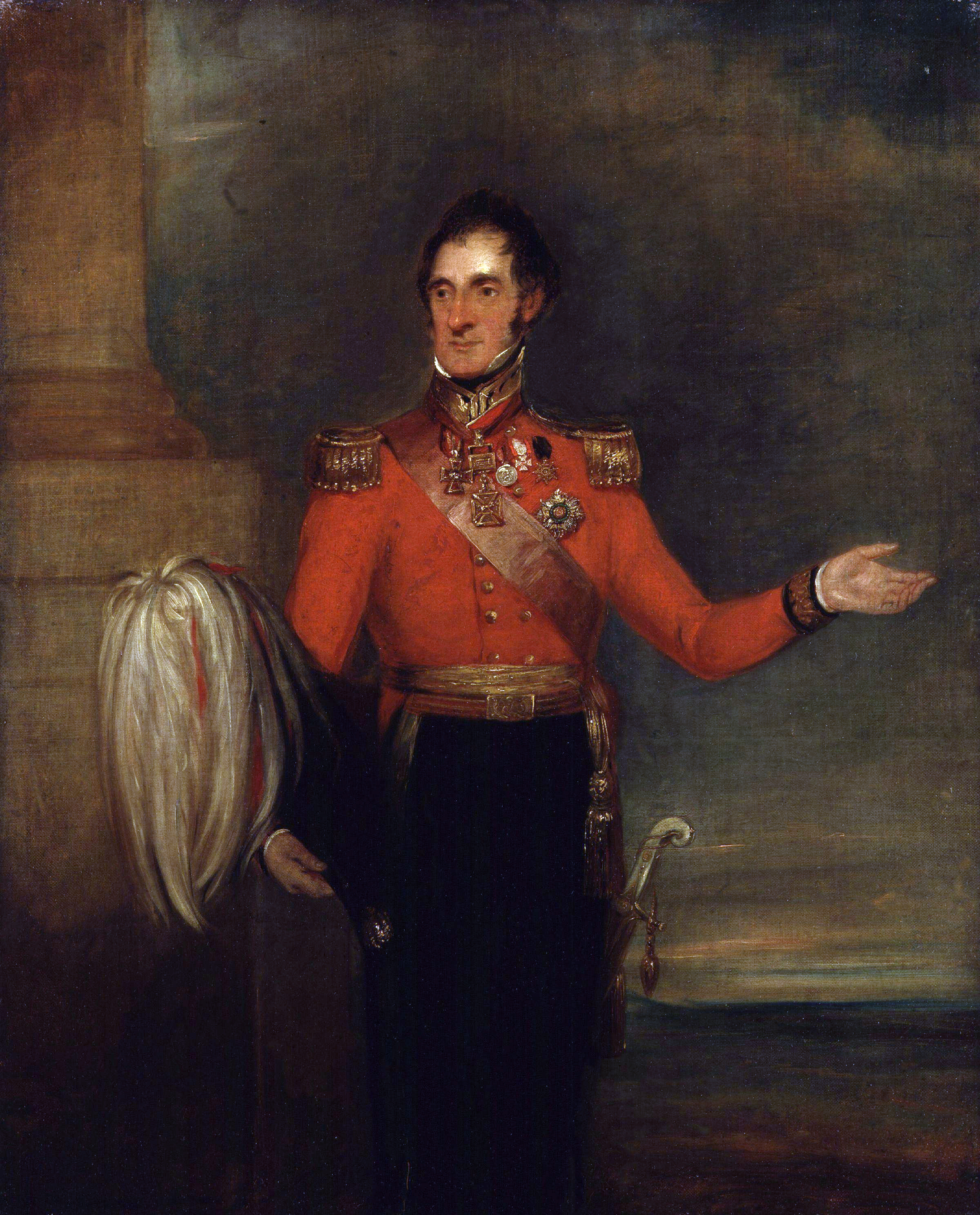
近衛騎兵旅団長サマセット少将
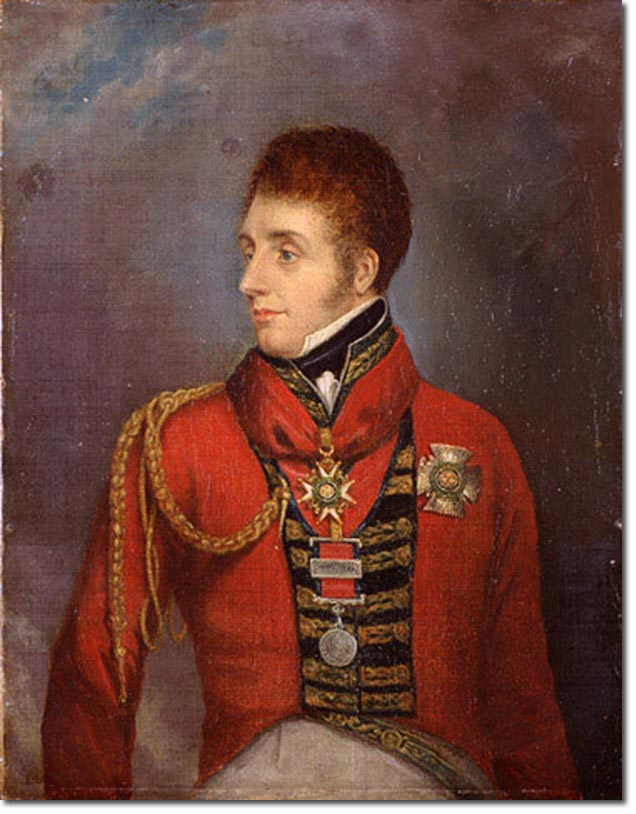
連合騎兵旅団長ポンゾビー少将
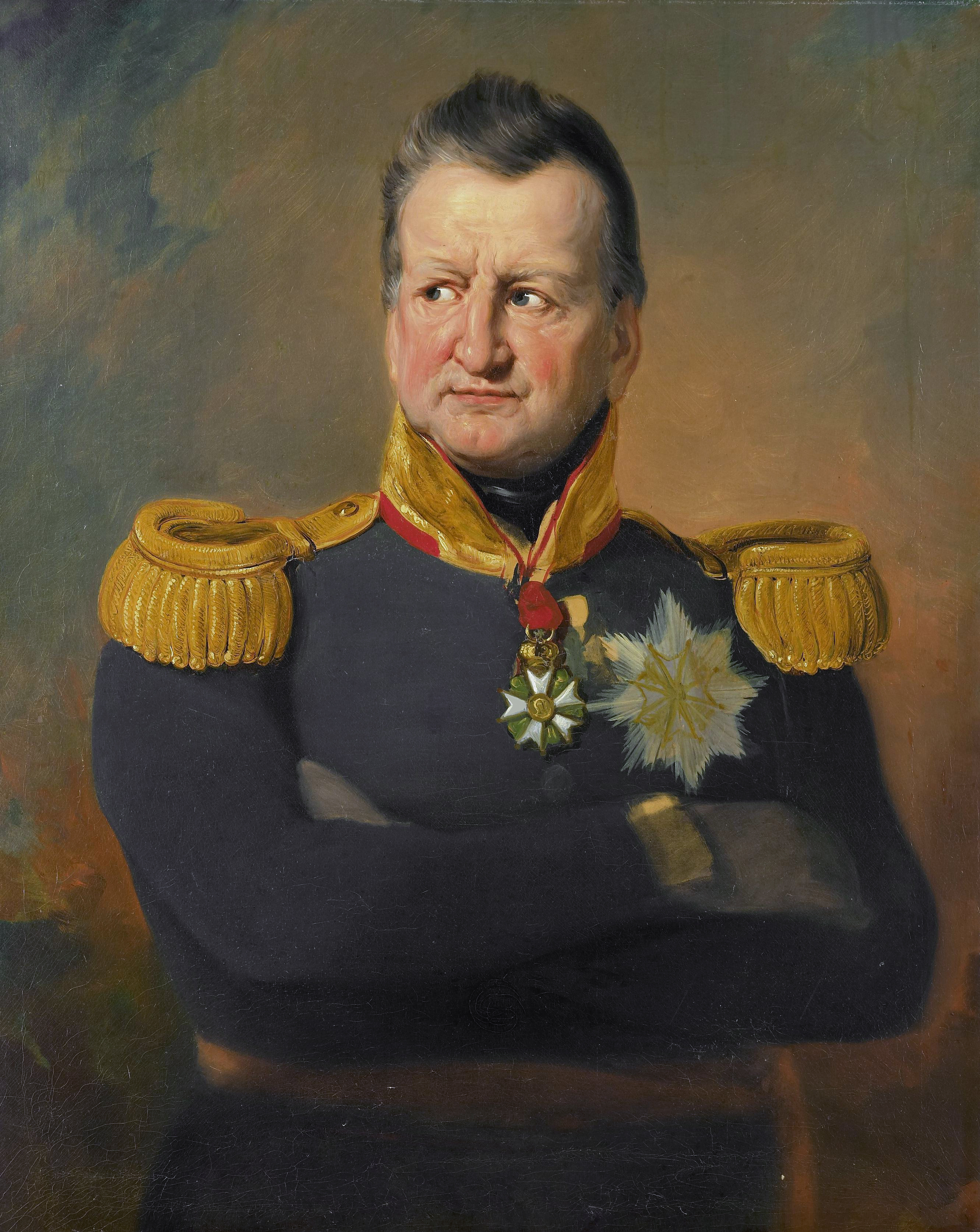
オランダ軍第3師団長シャッセ中将

### プロイセン軍
司令官のブリュッヘル元帥はライプツィヒの戦いでナポレオンを撃破した連合軍のうちのプロイセン軍を率いていた。参謀長のグナイゼナウ中将はプロイセンの軍制改革を推進した中心的人物である。
プロイセン軍は困難な再編成の途上にあった。1815年時点で、以前の予備連隊、外人部隊そして1813年から1814年にかけて編成された義勇軍（Freikorps）は正規軍や多数の後備兵（ラントヴェーア：民兵）連隊に統合される過程にあった。ベルギーに到着した時点ではラントヴェーアのほとんどは未訓練かつ兵器も支給されていなかった。プロイセン軍の騎兵も同様の状態だった。砲兵隊も再編中であり、万全に行動しうる状態になく、砲や装備は会戦中そして後に到着する有り様だった。しかしながら、これらの不利も戦役中にプロイセン軍参謀部の見せた見事な指揮統率によって埋め合わされた。これらの将校は参謀教育のためにつくられた四つの学校の出身者であり、共通した基準の訓練を受け任務についていた。このシステムは、矛盾し曖昧な命令を発しがちだったフランス軍のそれとは対照的なものであった。この参謀システムによってプロイセン軍はリニーの戦いの前に僅か24時間で兵力の4分の3を集結することを可能にさせた。リニーの戦いの後も、プロイセン軍は敗北はしたものの補給段列を再調整し、自軍を再編成し、48時間以内にワーテルローの戦場に駆けつけることが可能であった。プロイセンの2個半の軍団48,000人がワーテルローの戦いに参戦した。ビューロー第4軍団長の率いる2個旅団が16時30分にロバウのフランス軍第6軍団に攻撃をかけ、ツィーテンの第1軍団とピルヒの第2軍団の一部は18時に来援した。

#### プロイセン軍戦闘序列
| | | | | | |                                 |                                 | 低ライン方面軍                                                         |                                 |                                 |                                 |         |         | | | | | | |         |         |                             |                             |                             |                             |                             |                             | | | | | | |                                 |                                 |  |  |  |  |  |  |  |  |  |  |  |  |  |  |  |  |  |  |  |  |  |  |  |  |  |  |  |  |
| | | | | | |                                 |                                 | 司令官 - ブリュッヘル元帥 参謀長 - グナイゼナウ中将 123,000名、砲296門 |                                 |                                 |                                 |         |         | | | | | | |         |         |                             |                             |                             |                             |                             |                             | | | | | | |                                 |                                 |  |  |  |  |  |  |  |  |  |  |  |  |  |  |  |  |  |  |  |  |  |  |  |  |  |  |  |  |
| | | | | | |                                 |                                 |                                                                        |                                 |                                 |                                 |         |         | | | | | | |         |         |                             |                             |                             |                             |                             |                             | | | | | | |                                 |                                 |  |  |  |  |  |  |  |  |  |  |  |  |  |  |  |  |  |  |  |  |  |  |  |  |  |  |  |  |
| | | | | | |                                 |                                 |                                                                        |                                 |                                 |                                 |         |         | | | | | | |         |         |                             |                             |                             |                             |                             |                             | | | | | | |                                 |                                 |  |  |  |  |  |  |  |  |  |  |  |  |  |  |  |  |  |  |  |  |  |  |  |  |  |  |  |  |
| 第1軍団 | 第1軍団 | 第1軍団 | 第1軍団 | 第1軍団 | 第1軍団 |                                 |                                 | 第2軍団                                                                | 第2軍団                         | 第2軍団                         | 第2軍団                         | 第2軍団 | 第2軍団 | | | 第4軍団 | 第4軍団 | 第4軍団 | 第4軍団 | 第4軍団 | 第4軍団 |                             |                             |                             |                             |                             |                             | | | | | | |                                 |                                 |  |  |  |  |  |  |  |  |  |  |  |  |  |  |  |  |  |  |  |  |  |  |  |  |  |  |  |  |
| 第1軍団 | 第1軍団 | 第1軍団 | 第1軍団 | 第1軍団 | 第1軍団 | ツィーテン中将 31,800名、砲80門 | ツィーテン中将 31,800名、砲80門 | ツィーテン中将 31,800名、砲80門                                        | ツィーテン中将 31,800名、砲80門 | ツィーテン中将 31,800名、砲80門 | ツィーテン中将 31,800名、砲80門 | 第2軍団 | 第2軍団 | | | 第4軍団 | 第4軍団 | 第4軍団 | 第4軍団 | 第4軍団 | 第4軍団 | ピルヒ中将 35,100名、砲80門 | ピルヒ中将 35,100名、砲80門 | ピルヒ中将 35,100名、砲80門 | ピルヒ中将 35,100名、砲80門 | ピルヒ中将 35,100名、砲80門 | ピルヒ中将 35,100名、砲80門 | | | ビューロー中将 31,900名、砲88門 | ビューロー中将 31,900名、砲88門 | ビューロー中将 31,900名、砲88門 | ビューロー中将 31,900名、砲88門 | ビューロー中将 31,900名、砲88門 | ビューロー中将 31,900名、砲88門 |  |  |  |  |  |  |  |  |  |  |  |  |  |  |  |  |  |  |  |  |  |  |  |  |  |  |  |  |
| 第1旅団（シュタインメッツ少将） 第2旅団（ピルヒ少将） 第3旅団（ヤゴウ少将） 第4旅団（ヘンケル＝ドナーススマルク少将） 予備騎兵（レーダー中将） 予備砲兵（レーマン少将） | 第1旅団（シュタインメッツ少将） 第2旅団（ピルヒ少将） 第3旅団（ヤゴウ少将） 第4旅団（ヘンケル＝ドナーススマルク少将） 予備騎兵（レーダー中将） 予備砲兵（レーマン少将） | 第1旅団（シュタインメッツ少将） 第2旅団（ピルヒ少将） 第3旅団（ヤゴウ少将） 第4旅団（ヘンケル＝ドナーススマルク少将） 予備騎兵（レーダー中将） 予備砲兵（レーマン少将） | 第1旅団（シュタインメッツ少将） 第2旅団（ピルヒ少将） 第3旅団（ヤゴウ少将） 第4旅団（ヘンケル＝ドナーススマルク少将） 予備騎兵（レーダー中将） 予備砲兵（レーマン少将） | 第1旅団（シュタインメッツ少将） 第2旅団（ピルヒ少将） 第3旅団（ヤゴウ少将） 第4旅団（ヘンケル＝ドナーススマルク少将） 予備騎兵（レーダー中将） 予備砲兵（レーマン少将） | 第1旅団（シュタインメッツ少将） 第2旅団（ピルヒ少将） 第3旅団（ヤゴウ少将） 第4旅団（ヘンケル＝ドナーススマルク少将） 予備騎兵（レーダー中将） 予備砲兵（レーマン少将） | ツィーテン中将 31,800名、砲80門 | ツィーテン中将 31,800名、砲80門 | ツィーテン中将 31,800名、砲80門                                        | ツィーテン中将 31,800名、砲80門 | ツィーテン中将 31,800名、砲80門 | ツィーテン中将 31,800名、砲80門 |         |         | 第5旅団（ティペルスキルヒ少将） 第6旅団（クラフト少将） 第7旅団（ブラウゼ少将） 第8旅団（ボーゼ少将） 予備騎兵（ヴァーレン＝ユルガス少将） 予備砲兵（ロール） | 第5旅団（ティペルスキルヒ少将） 第6旅団（クラフト少将） 第7旅団（ブラウゼ少将） 第8旅団（ボーゼ少将） 予備騎兵（ヴァーレン＝ユルガス少将） 予備砲兵（ロール） | 第5旅団（ティペルスキルヒ少将） 第6旅団（クラフト少将） 第7旅団（ブラウゼ少将） 第8旅団（ボーゼ少将） 予備騎兵（ヴァーレン＝ユルガス少将） 予備砲兵（ロール） | 第5旅団（ティペルスキルヒ少将） 第6旅団（クラフト少将） 第7旅団（ブラウゼ少将） 第8旅団（ボーゼ少将） 予備騎兵（ヴァーレン＝ユルガス少将） 予備砲兵（ロール） | 第5旅団（ティペルスキルヒ少将） 第6旅団（クラフト少将） 第7旅団（ブラウゼ少将） 第8旅団（ボーゼ少将） 予備騎兵（ヴァーレン＝ユルガス少将） 予備砲兵（ロール） | 第5旅団（ティペルスキルヒ少将） 第6旅団（クラフト少将） 第7旅団（ブラウゼ少将） 第8旅団（ボーゼ少将） 予備騎兵（ヴァーレン＝ユルガス少将） 予備砲兵（ロール） |         |         | ピルヒ中将 35,100名、砲80門 | ピルヒ中将 35,100名、砲80門 | ピルヒ中将 35,100名、砲80門 | ピルヒ中将 35,100名、砲80門 | ピルヒ中将 35,100名、砲80門 | ピルヒ中将 35,100名、砲80門 | 第13旅団（ハッケ） 第14旅団（ライセル） 第15旅団（ロシュッティン） 第16旅団（ヒラー） 予備騎兵（ヴィルヘルム大公） 予備砲兵（ブライオン） | 第13旅団（ハッケ） 第14旅団（ライセル） 第15旅団（ロシュッティン） 第16旅団（ヒラー） 予備騎兵（ヴィルヘルム大公） 予備砲兵（ブライオン） | 第13旅団（ハッケ） 第14旅団（ライセル） 第15旅団（ロシュッティン） 第16旅団（ヒラー） 予備騎兵（ヴィルヘルム大公） 予備砲兵（ブライオン） | 第13旅団（ハッケ） 第14旅団（ライセル） 第15旅団（ロシュッティン） 第16旅団（ヒラー） 予備騎兵（ヴィルヘルム大公） 予備砲兵（ブライオン） | 第13旅団（ハッケ） 第14旅団（ライセル） 第15旅団（ロシュッティン） 第16旅団（ヒラー） 予備騎兵（ヴィルヘルム大公） 予備砲兵（ブライオン） | 第13旅団（ハッケ） 第14旅団（ライセル） 第15旅団（ロシュッティン） 第16旅団（ヒラー） 予備騎兵（ヴィルヘルム大公） 予備砲兵（ブライオン） | ビューロー中将 31,900名、砲88門 | ビューロー中将 31,900名、砲88門 |  |  |  |  |  |  |  |  |  |  |  |  |  |  |  |  |  |  |  |  |  |  |  |  |  |  |  |  |
| 第1旅団（シュタインメッツ少将） 第2旅団（ピルヒ少将） 第3旅団（ヤゴウ少将） 第4旅団（ヘンケル＝ドナーススマルク少将） 予備騎兵（レーダー中将） 予備砲兵（レーマン少将） | 第1旅団（シュタインメッツ少将） 第2旅団（ピルヒ少将） 第3旅団（ヤゴウ少将） 第4旅団（ヘンケル＝ドナーススマルク少将） 予備騎兵（レーダー中将） 予備砲兵（レーマン少将） | 第1旅団（シュタインメッツ少将） 第2旅団（ピルヒ少将） 第3旅団（ヤゴウ少将） 第4旅団（ヘンケル＝ドナーススマルク少将） 予備騎兵（レーダー中将） 予備砲兵（レーマン少将） | 第1旅団（シュタインメッツ少将） 第2旅団（ピルヒ少将） 第3旅団（ヤゴウ少将） 第4旅団（ヘンケル＝ドナーススマルク少将） 予備騎兵（レーダー中将） 予備砲兵（レーマン少将） | 第1旅団（シュタインメッツ少将） 第2旅団（ピルヒ少将） 第3旅団（ヤゴウ少将） 第4旅団（ヘンケル＝ドナーススマルク少将） 予備騎兵（レーダー中将） 予備砲兵（レーマン少将） | 第1旅団（シュタインメッツ少将） 第2旅団（ピルヒ少将） 第3旅団（ヤゴウ少将） 第4旅団（ヘンケル＝ドナーススマルク少将） 予備騎兵（レーダー中将） 予備砲兵（レーマン少将） |                                 |                                 |                                                                        |                                 |                                 |                                 |         |         | 第5旅団（ティペルスキルヒ少将） 第6旅団（クラフト少将） 第7旅団（ブラウゼ少将） 第8旅団（ボーゼ少将） 予備騎兵（ヴァーレン＝ユルガス少将） 予備砲兵（ロール） | 第5旅団（ティペルスキルヒ少将） 第6旅団（クラフト少将） 第7旅団（ブラウゼ少将） 第8旅団（ボーゼ少将） 予備騎兵（ヴァーレン＝ユルガス少将） 予備砲兵（ロール） | 第5旅団（ティペルスキルヒ少将） 第6旅団（クラフト少将） 第7旅団（ブラウゼ少将） 第8旅団（ボーゼ少将） 予備騎兵（ヴァーレン＝ユルガス少将） 予備砲兵（ロール） | 第5旅団（ティペルスキルヒ少将） 第6旅団（クラフト少将） 第7旅団（ブラウゼ少将） 第8旅団（ボーゼ少将） 予備騎兵（ヴァーレン＝ユルガス少将） 予備砲兵（ロール） | 第5旅団（ティペルスキルヒ少将） 第6旅団（クラフト少将） 第7旅団（ブラウゼ少将） 第8旅団（ボーゼ少将） 予備騎兵（ヴァーレン＝ユルガス少将） 予備砲兵（ロール） | 第5旅団（ティペルスキルヒ少将） 第6旅団（クラフト少将） 第7旅団（ブラウゼ少将） 第8旅団（ボーゼ少将） 予備騎兵（ヴァーレン＝ユルガス少将） 予備砲兵（ロール） |         |         |                             |                             |                             |                             |                             |                             | 第13旅団（ハッケ） 第14旅団（ライセル） 第15旅団（ロシュッティン） 第16旅団（ヒラー） 予備騎兵（ヴィルヘルム大公） 予備砲兵（ブライオン） | 第13旅団（ハッケ） 第14旅団（ライセル） 第15旅団（ロシュッティン） 第16旅団（ヒラー） 予備騎兵（ヴィルヘルム大公） 予備砲兵（ブライオン） | 第13旅団（ハッケ） 第14旅団（ライセル） 第15旅団（ロシュッティン） 第16旅団（ヒラー） 予備騎兵（ヴィルヘルム大公） 予備砲兵（ブライオン） | 第13旅団（ハッケ） 第14旅団（ライセル） 第15旅団（ロシュッティン） 第16旅団（ヒラー） 予備騎兵（ヴィルヘルム大公） 予備砲兵（ブライオン） | 第13旅団（ハッケ） 第14旅団（ライセル） 第15旅団（ロシュッティン） 第16旅団（ヒラー） 予備騎兵（ヴィルヘルム大公） 予備砲兵（ブライオン） | 第13旅団（ハッケ） 第14旅団（ライセル） 第15旅団（ロシュッティン） 第16旅団（ヒラー） 予備騎兵（ヴィルヘルム大公） 予備砲兵（ブライオン） |                                 |                                 |  |  |  |  |  |  |  |  |  |  |  |  |  |  |  |  |  |  |  |  |  |  |  |  |  |  |  |  |
| | | | | | |                                 |                                 |                                                                        |                                 |                                 |                                 |         |         | | | | | | |         |         |                             |                             |                             |                             |                             |                             | | | | | | |                                 |                                 |  |  |  |  |  |  |  |  |  |  |  |  |  |  |  |  |  |  |  |  |  |  |  |  |  |  |  |  |
| 第3軍団 | | | | | |                                 |                                 |                                                                        |                                 |                                 |                                 |         |         | | | | | | |         |         |                             |                             |                             |                             |                             |                             | | | | | | |                                 |                                 |  |  |  |  |  |  |  |  |  |  |  |  |  |  |  |  |  |  |  |  |  |  |  |  |  |  |  |  |
| ティールマン中将 27,925名、砲64門 | | | | | |                                 |                                 |                                                                        |                                 |                                 |                                 |         |         | | | | | | |         |         |                             |                             |                             |                             |                             |                             | | | | | | |                                 |                                 |  |  |  |  |  |  |  |  |  |  |  |  |  |  |  |  |  |  |  |  |  |  |  |  |  |  |  |  |
| 第9旅団（ボルッケ） 第10旅団（カンプフェン） 第11旅団（ルック） 第12旅団（シュトゥルプナゲル） 予備騎兵（ホーベ） 予備砲兵（モンハウプト）                              | | | | | |                                 |                                 |                                                                        |                                 |                                 |                                 |         |         | | | | | | |         |         |                             |                             |                             |                             |                             |                             | | | | | | |                                 |                                 |  |  |  |  |  |  |  |  |  |  |  |  |  |  |  |  |  |  |  |  |  |  |  |  |  |  |  |  |

| *参考文献 - *アルバート・A.ノフィ 著、諸岡良史 訳『ワーテルロー戦役』コイノニア社、2004年、324-331頁。ISBN 978-4901943055。 ※兵員数・砲数は戦役の始まる前の数値であり、6月18日の会戦で実際に戦った人数とは異なる。点線の枠はティールマン中将の第3軍団でワーテルローの戦いには不参加。 |

プロイセン軍主要将帥
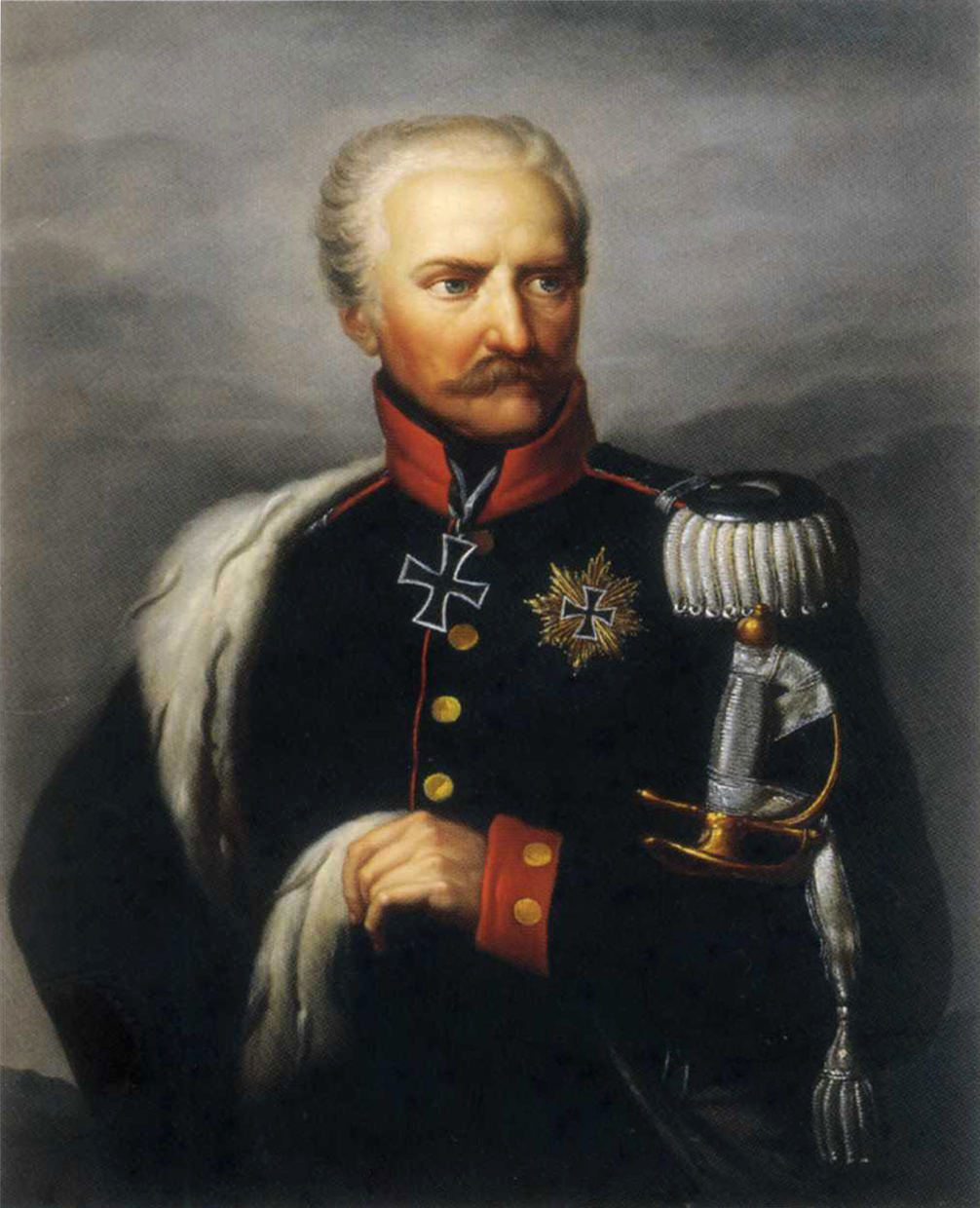
ブリュッヘル元帥
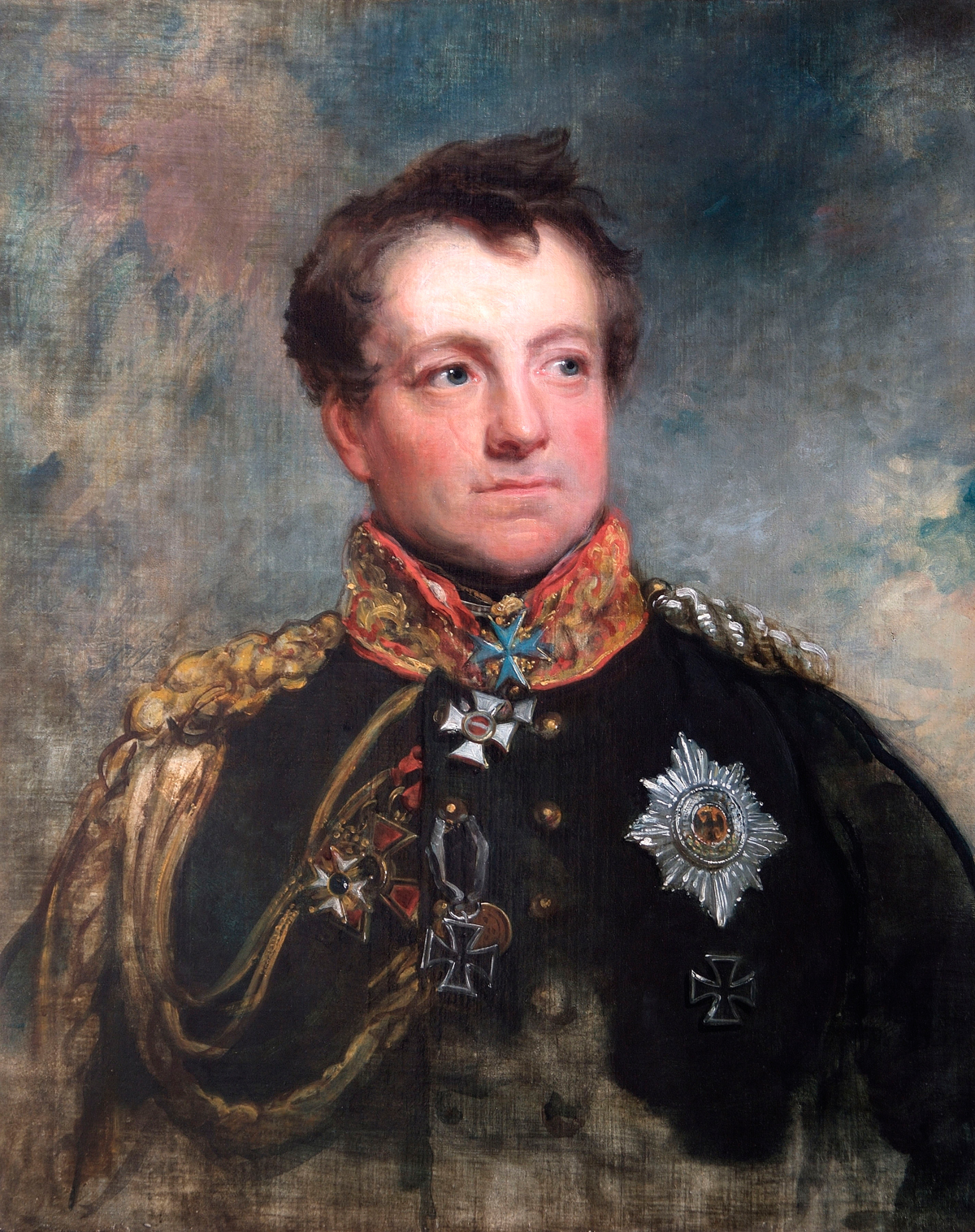
参謀長グナイゼナウ中将
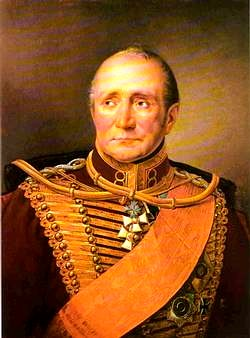
第1軍団長ツィーテン中将
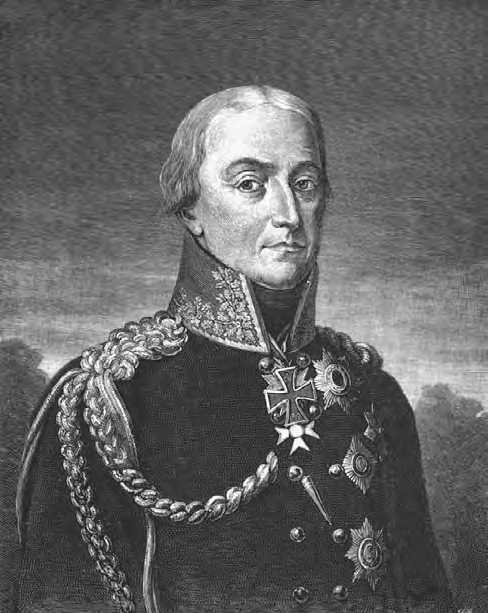
第4軍団長ビューロー中将

## 戦場
ワーテルローは要害堅固な場所だった。ここはブリュッセルに至る主要街道に対して垂直に切り立ち、かつ横切られている長い尾根が東西に走っていた。尾根の頂きに沿って深い窪んだ小道 (英語版) のオヘイン道が通っている。ブリュッセル街道との交差点の近くには大きな楡の木があり、ここはウェリントンの布陣のほぼ中央に位置し、会戦中のほとんどの時間、この場所を本営とした。ウェリントンはオヘイン道に沿った尾根の頂の背後に歩兵を一線状に布陣させた。彼が過去の戦闘で幾度も行ってきたように、今回も反対斜面を活用して敵軍から（散兵や砲兵を除く）自軍の兵力を隠した。戦場の幅は比較的狭く4kmであり、これによって彼はブレーヌ・ラルー村までの範囲に布陣させた（プロイセン軍がこの日のうちに来援することになっている左翼を除く）中央および右翼の部隊に縦深を持たせることができた。
尾根の前面には陣地化が可能な三つの場所があった。右端にはウーグモンの館と庭園そして果樹園があった。ここは広くしっかりした造りの邸宅であり、当初は木々で隠されていた。家の北側には窪んで隠された小道があり（イギリスでは「窪み道」（the hollow-way）と呼ばれている）、これを使って補給ができた。左端にはパプロットの小集落があった。ウーグモンとパプロットは陣地化されて守備兵が配置され、英蘭軍の側面を確保していた。パプロットはまた英蘭軍を救援に来るプロイセン軍が通るワーヴルへの道を見おろしていた。残りの英蘭軍の布陣の前面にあたる主要街道の西側にはラ・エー・サントの農場と果樹園があり、国王直属ドイツ人部隊（KGL）の軽歩兵400人が守備に置かれた。道路の反対側には閉鎖された砂坑があり、ここには第95ライフル連隊が射撃兵として配置された。
これらの場所は攻撃側にとって厄介な障害となった。ウェリントンの右側面を攻撃すれば陣地化されたウーグモンからの攻撃を引き起こし、中央右側を進撃すればウーグモンとラ・エー・サントからの縦射 (英語版) に曝されることになる。中央左側からではラ・エー・サントと隣接する砂坑から縦射を受けることになり、左側面を突こうにも地面はぬかるんでおり、パプロット集落の通りや生け垣に配置された兵からの銃撃を受けることになる
フランス軍は南方の別の尾根の斜面に布陣した。ナポレオンは英蘭軍の布陣を視認することができず、ブリュッセル街道に対するかたちで布陣を行った。右翼はデルロン率いる第1軍団で歩兵13,000、騎兵1,300、予備騎兵4,700からなっていた。左翼はレイユの第2軍団で兵力は歩兵13,000、騎兵1,300、予備騎兵4,600であった。街道の南側、宿場ラ・ベル・アリアンスの周辺にはロバウの第6軍団（兵6,000）、皇帝近衛隊（歩兵13,000）そして予備騎兵2,000が置かれた。フランス軍の右翼後方にはプランスノワの集落があり、右端には「パリの森」（Bois de Paris）があった。当初、ナポレオンは戦場を見渡すことができるロッサム農場に本営を置いていたが、午後になってラ・ベル・アリアンスに移っている。（ナポレオンのいる場所からは見渡せなくなったために）戦場での統率はネイ元帥に委ねられることになった。
| ラ・エー・サント モン・サン・ジャン ラ・ベル・アリアンス ウーグモン ブレーヌ・ラルー ル・メニル ブレーヌ パプロット フリシェルモン ラ・エイ プランスノワ ロッサム パリの森 オアンの森 デルロン レイユ ロバウ 皇帝近衛隊 ケレルマン ミヨー フランス軍（歩兵／騎兵／砲兵） ピクトン アルテン クック クリントン オランダ軍 英蘭連合軍（歩兵／騎兵／砲兵） ビューロー ツィーテン プロイセン軍団 |

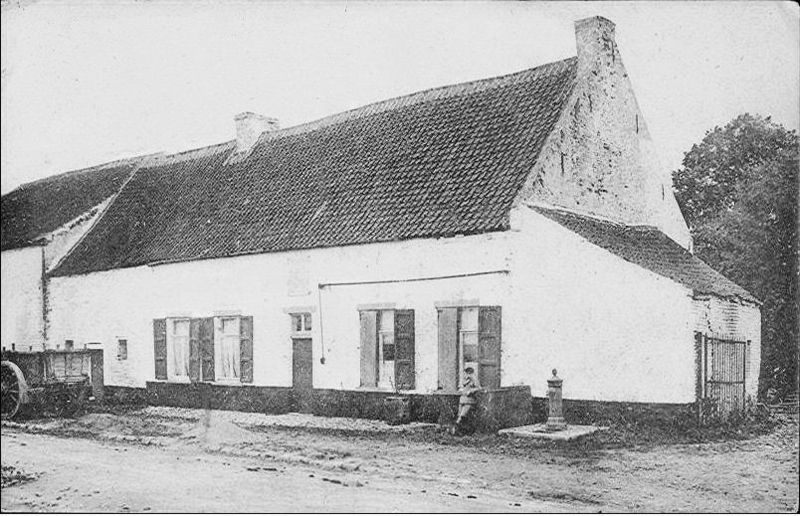
ナポレオンが本営を置いたラ・ベル・アリアンス。1880年代撮影
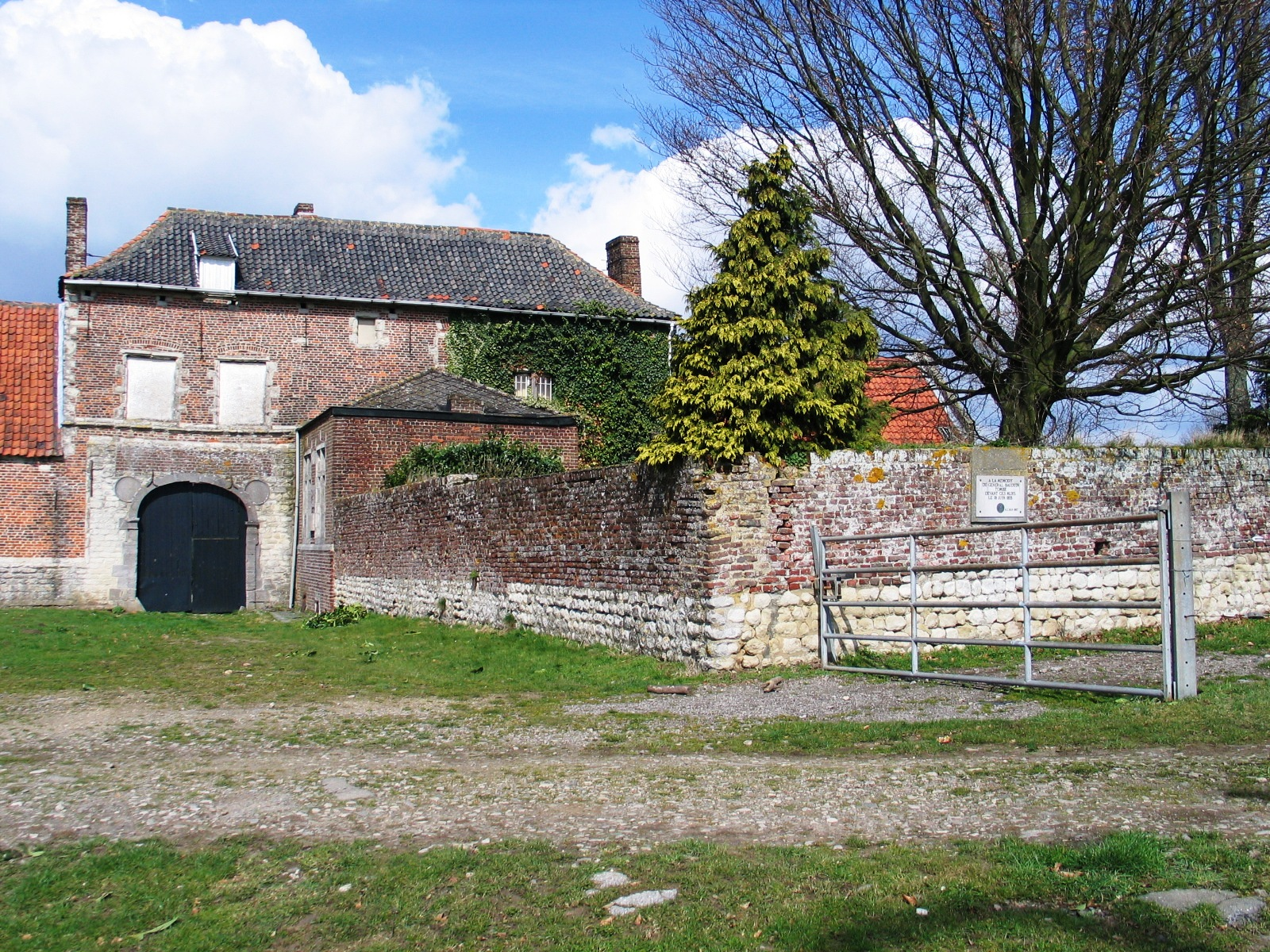
ウーグモン。戦場西側の激戦地となった。
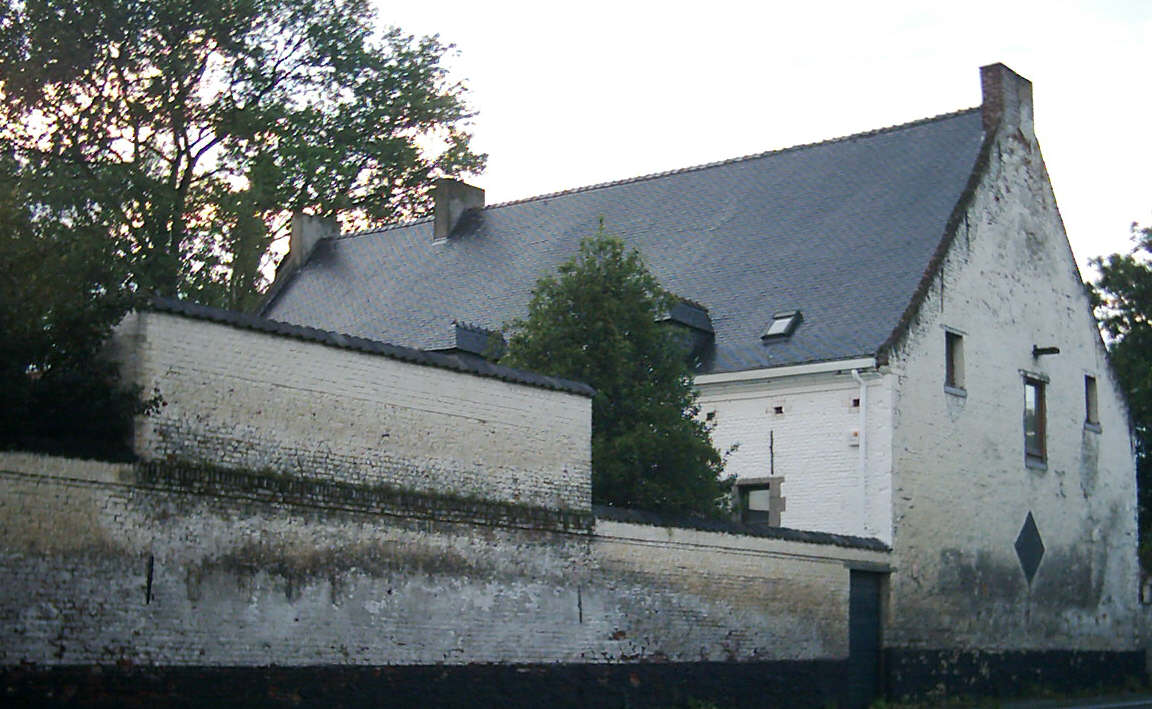
ラ・エー・サント 戦場中央部の要衝であり、熾烈な攻防戦が行われた。

## 開戦

### 戦闘準備

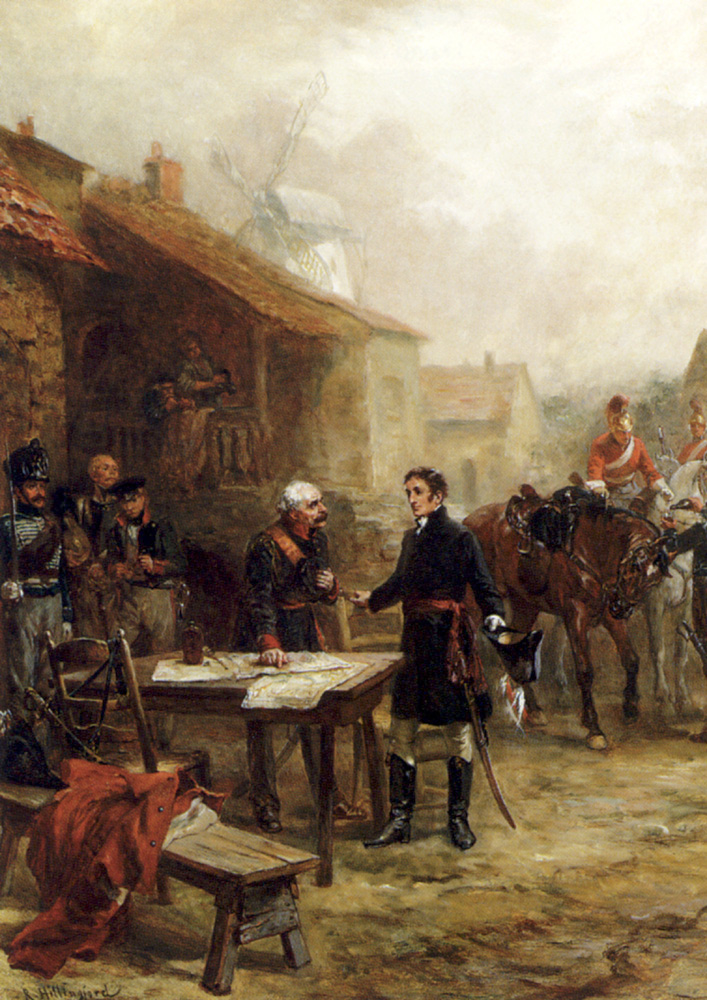
ワーテルローの戦いの前に会談を行うウェリントンとブリュッヘル。
Robert Alexander Hillingford画。

ウェリントンは2時から3時頃に起床し、夜明けまで手紙を書いている。彼はブリュッヘルに対して「少なくとも1個軍団を送ってくれればモン・サン・ジャンで戦うが、そうでなければブリュッセルまで後退する」と書き送った。6時にウェリントンは自軍の布陣を視察した。
その日の未明の軍議でブリュッヘルの参謀長グナイゼナウはウェリントンの作戦に対して不信感を示していたが、ブリュッヘルはウェリントンの軍を救援せねばならないと彼を説得した。ワーヴルでは、ビューローの第4軍団がワーテルローの戦場に向けて先発しており、この軍団はリニーの戦いに参加しておらず無傷の状態であった。もっとも、第4軍団は犠牲者は出ていなかったが、プロイセン軍のリニーからの撤退援護のための2日間に渡る行軍で疲労していた。彼らは戦場からはるか東方に位置しており、進軍は遅々としたものだった。前夜の豪雨によって道路の状態は悪く、ビューローの兵と88門の大砲はワーヴルの渋滞した道路を通らねばならなかった。ワーヴルでの戦闘が始まったことにより事態はさらに悪化し、ビューローの軍が通過する予定だった道のいくつかが閉鎖されている。しかしながら、10時には行軍も順調になり、この頃、先発した部隊は英蘭軍左翼から8kmのところまで進んでいた。ビューローの兵に続いて、第1軍団と第2軍団がワーテルローに向かった。

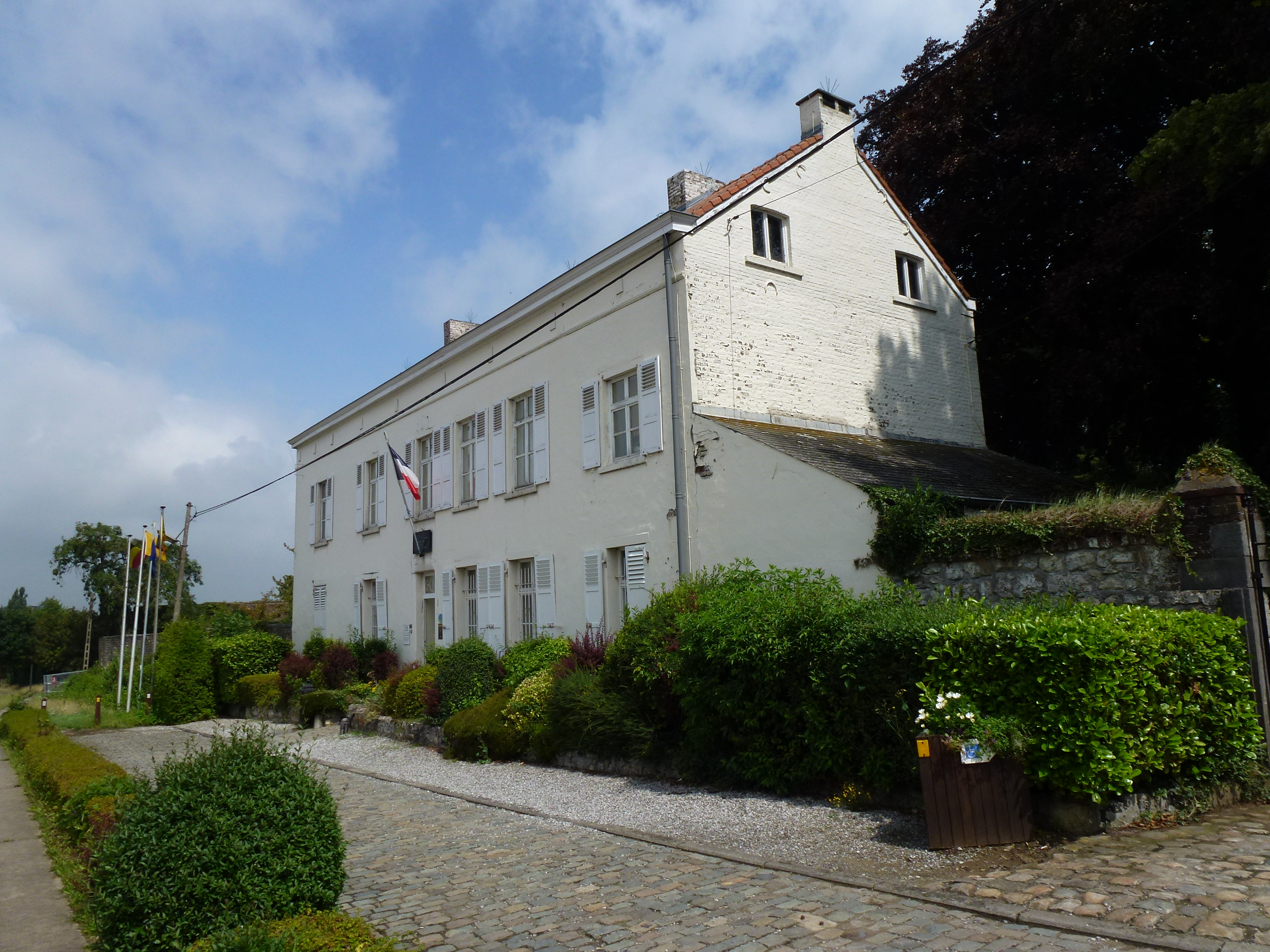
会戦前夜にナポレオンの司令部が置かれたル・カイユー（Le Caillou）農場

ナポレオンは前夜を過ごしたル・カイユー（Le Caillou）の館で朝食をとった。スールトがグルーシーの軍を呼び戻して本隊と合流させるべきではないかと意見具申をするとナポレオンは「卿はウェリントンに負け続けているから、彼を買い被っているのではないか。余に言わせれば、ウェリントンは愚将であり、イギリス人は弱兵だ。連中を打ち負かすなぞ朝飯前だ」と言い返した。しかしながら、このナポレオンのひどく侮蔑的な言葉を額面通りに取るべきではないだろう。彼の格言のひとつに「戦場においては士気がすべてである」という言葉があり、敵を称賛することは常に誤りであり、いたずらに自軍の士気を低下させることにつながる。実際、彼は過去のいくつもの会戦の前に士気を高揚させる演説を行っており、このワーテルローの戦いの前の朝も幕僚たちの悲観論や臆病に対処せねばならず、一部の将官たちからの執拗かつほとんど敗北主義的な反対論に対抗しなければならなかった。
この後、ナポレオンは末弟のジェロームから、宿屋の給仕がジュナッペの旅館「キング・オブ・スペイン（King of Spain）」で食事をとったイギリス軍将校から漏れ聞いたプロイセン軍がワーヴルから行軍中であるという噂話が伝えられたものの、ナポレオンはプロイセン軍が再起するには少なくとも2日は必要であり、グルーシー元帥が対処するだろうと断言した。驚くべきことに、このジェロームの噂話を別にすると、この日のル・カイユーの軍議に出席したフランス軍の指揮官たちは誰もプロイセン軍が危険なほど近づいている情報を持っておらず、この僅か5時間後にワーテルローの戦場になだれ込むべく進発することを想像もしていなかった。
戦闘開始は9時と計画されていたが、前夜の豪雨で地面が水浸しになり、騎兵と砲兵の移動が困難になっていたためナポレオンは戦闘開始を13時まで遅らせた。結果的には、この攻撃開始の遅延により、プロイセン軍の戦場への来援が間に合い、ナポレオンにとって致命的となった。10時、彼は6時間前にグルーシーから受けた急報への返信を発し、「（グルーシーの現在位置から南方の）ワーヴルへ向かい、（グルーシーから西方の）我々との接触を維持する場所に位置し」それからプロイセン軍を「押し出せ」と命じた。その内容は曖昧であり、グルーシーは合流すべきなのか独自の行動をすべきなのか分かりにくいものだった。
11時にナポレオンは全体命令を発し、左翼はレイユ将軍の第2軍団で、右翼はデルロン将軍の第1軍団が担いモン・サン・ジャン村にある主要街道の十字路を確保することになった。この命令は英蘭軍の戦線は尾根ではなくその奥の村にあると想定していた。これを行うためにジェロームの師団がウーグモンへの先制攻撃を行い、ナポレオンは（ここを失えば海への連絡線が断たれるために）英蘭軍の予備兵力を誘い込むことができると見込んでいた。作戦は13時頃に第1、第2そして第6軍団の大砲列（grande batterie）が英蘭軍中央への砲撃を開始し、その後、デルロンの軍団が英蘭軍の左翼を攻撃して突破し、東から西に旋回して包囲する計画になっていた。ナポレオンの手記によれば、彼は英蘭軍をプロイセン軍から分断して海に叩き落とすことを企図していた。

### ウーグモン

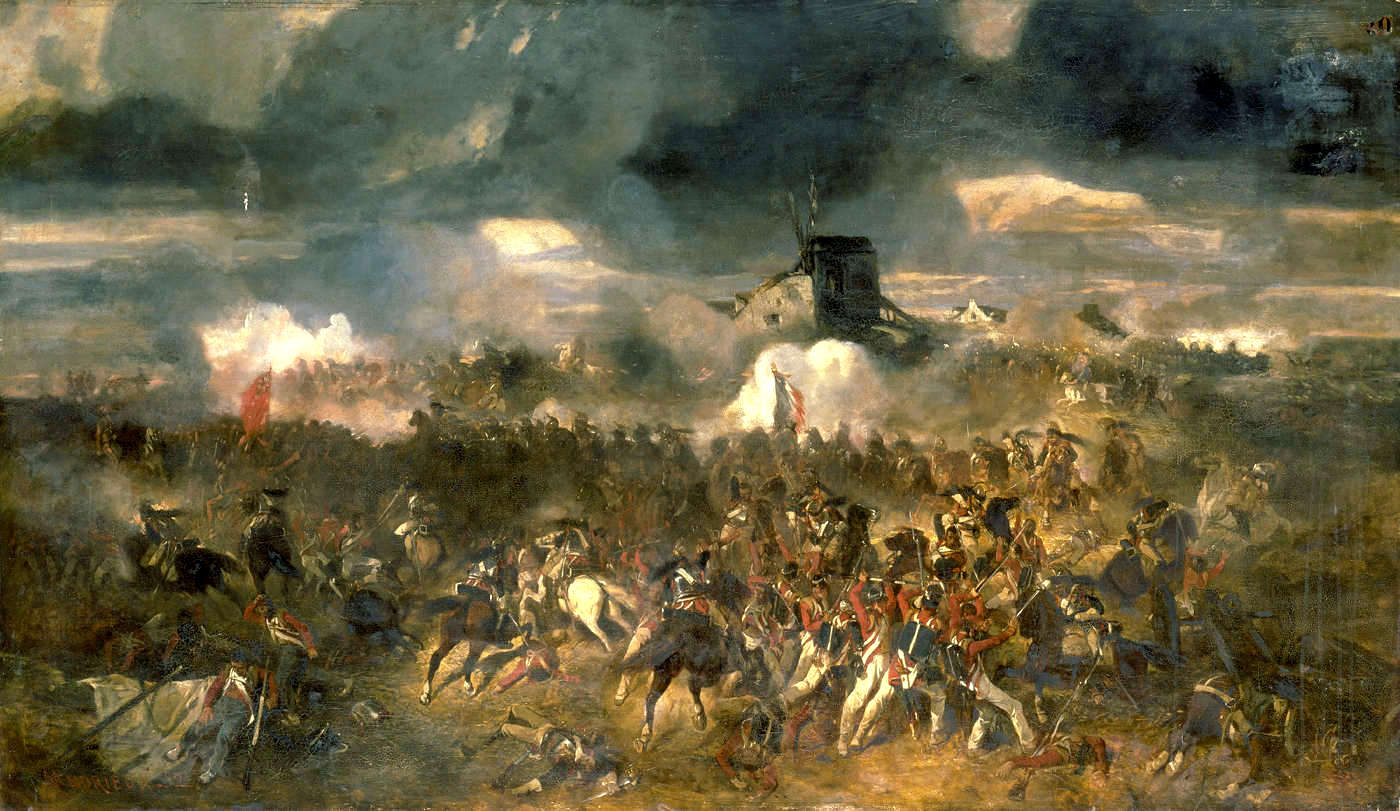
ワーテルローの戦い。
Clément-Auguste Andrieux画、1852年。

「ワーテルローの戦いにおける奇妙な事実はこの戦いがいつ始まったのか確証できる者が誰もいないことである」と歴史家アンドリュー・ロバートは述べている。ウェリントンは公文書で「10時頃にナポレオンが我が軍の拠点が置かれたウーグモンに対して熾烈な攻撃を仕掛けてきた」と記録している。その他の史料は11時30分に攻撃が始まったと述べている。
ウーグモンの館とその周辺は近衛軽歩兵4個中隊、果樹園と庭園はハノーファー軍猟兵およびナッサウ軍第2連隊第1大隊がおのおの守備についていた。ジェローム・ボナパルトの第6師団が攻撃の口火を切り、麾下のボードワン将軍の第1旅団が突入して果樹園と庭園の守備隊を駆逐したものの、指揮官のボードワンが戦死する。ジェロームは騎馬砲兵の支援のもとでソワイエ将軍の第2旅団を投入して攻撃を続けさせるが、イギリス軍王室騎馬砲兵の曲射砲の砲撃を受けて進撃が鈍ってしまう。フランス軍砲兵が前進して対砲兵射撃によって英軍砲兵が制圧されると、ソワイエは兵を進めて館の北門を打ち壊して内部に突入した。フランス兵の一部は中庭までたどり着くが、イギリス兵に門を奪回されて閉じ込められ全滅してしまった。ジェロームは主攻勢前の牽制攻撃の役割は果たしたのだが、なおも攻撃を続け、フォワ将軍の第9師団までこの戦いに巻き込み、一方、ウェリントンも第2近衛歩兵連隊と第3近衛歩兵連隊の一部をウーグモンに送り込んだ。

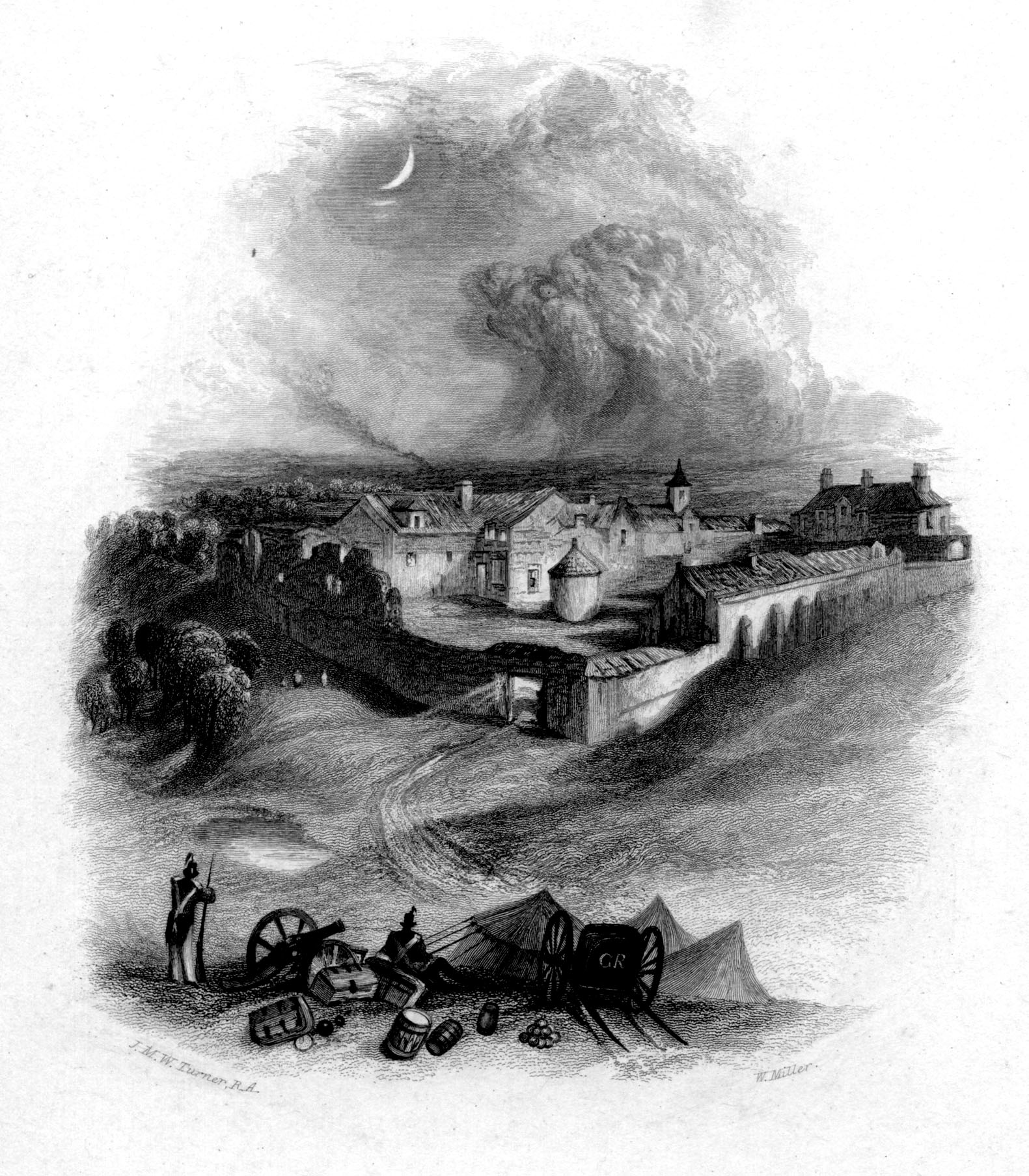
ウーグモン。
William Miller画、1836年。

ウーグモンでの戦闘は午後いっぱい続いた。その周囲はフランス軍軽歩兵によって幾重にも取り囲まれ、連携した攻撃がウーグモン内の部隊に仕掛けられた。英蘭軍は館と北へ通じる窪み道を守った。午後になってナポレオンは砲撃によって家に火をかけるよう命じ、その結果、礼拝堂を除くすべての建物が破壊された。国王直属ドイツ人部隊のデュ・プラの旅団は窪み道の防御に差し向けられ、高級士官を欠いた状態でこの任務を果たさねばならなかった。最終的に彼らは英軍の第71歩兵連隊の応援を受けた。アダム将軍のイギリス軍第3旅団はヒュー・ハケットのハノーファー軍第3旅団によって増強され、レイユによって差し向けられたフランス軍歩兵および騎兵のさらなる攻撃を撃退することに成功した。結局、ウーグモンはこの会戦の間中、持ちこたえた。
ウーグモンでの戦いはもともとはウェリントンの予備兵力を誘引するための陽動攻撃であったものが終日の戦闘にエスカレートし、逆にフランス軍の予備兵力が消耗させられる結果となったとしばしば言われる。しかしながら、実際はナポレオンとウェリントンの双方がウーグモンの確保が会戦の勝利のカギであったと考えていたとする見方もある。ウーグモンはナポレオンから良く見渡すことができた場所であり、彼は午後の間中、兵力をこことその周辺に送り続けている（総計で33個大隊、14,000人）。同じようにウェリントンも、本来なら大兵力を収容することができないこの邸宅に21個大隊（12,000人）を投入し、窪み道を守り通せたため補充兵や弾薬を邸宅内の建物に供給し続けることができた。戦闘中、ウェリントンは敵軍からの激しい圧力を受けている中央部から砲兵隊を引き抜いてウーグモンを支援させており、後になって彼は「会戦の勝利はウーグモンの門を閉じ続けることにかかっていた」と述べている

### フランス軍歩兵の第一次攻撃
フランス軍の大砲列（grande batterie）80門が中央部に整列した。砲撃の開始は英蘭軍第2軍団長ローランド・ヒルによれば11時50分、その他の史料では正午から13時30分の間となっている。大砲列は正確な照準を付けるには遠すぎる位置に布陣しており、目視できたのはオランダ軍師団の一部だけであり、その他の英蘭軍の部隊は反対斜線に布陣していた。それでも砲撃は多大な損害を与えた。地面が軟弱で砲撃による跳弾効果が妨げられていたが、さらにフランス軍砲兵は英蘭軍の布陣全域をカバーせねばならず、砲撃の集弾性が低くなった。しかしながら、この時のナポレオンの命令は「敵を驚かせ、士気を萎えさせる」ことであり、敵に大きな物理的損害を出させることではなかった。

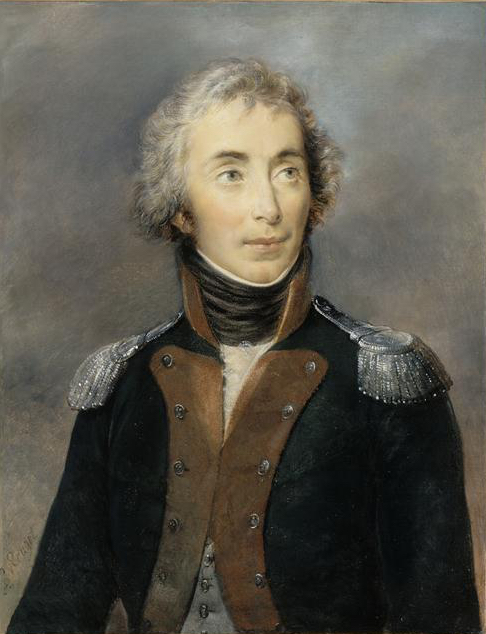
グルーシー元帥。
優れた騎兵指揮官であったが、ワーテルロー戦役では臨機応変の対応ができず、ナポレオンの敗戦の原因となった。
Jean-Sébastien Rouillard画、1835年。

およそ13時頃、ナポレオンはフランス軍右側面から4-5マイルほど（3時間程度の行軍距離）の場所にあるラスン＝シャペル＝サン＝ランベール村周辺にいるプロイセン軍の第一陣を目にした。ナポレオンは参謀長のスールトに対して「ただちに戦場に駆けつけプロイセン軍を攻撃せよ」との伝令をグルーシー元帥へ送るように命じた。だが、この時のグルーシーは「（プロイセン軍を追撃して）貴官の剣をもって敵の背後を突け」との以前のナポレオンの命令を遂行するためワーヴルに向かっており、6月18日の朝には決戦場のモン・サン・ジャンから20kmも離れた場所にいた。
モン・サン・ジャンの方向からの砲声はグルーシーの司令部でも聞かれ、グルーシーは部下のジェラール将軍から「砲声の方角へ進軍すべきです」との進言を受けていたが、彼は以前に受けた命令に固執してヨハン・フォン・ティールマン中将率いるプロイセン軍第3軍団後衛部隊とのワーヴルの戦いを始めた。このグルーシーの判断により、彼の麾下の33,000人ものフランス軍がワーテルローの戦いに参戦できなくなり、作家シュテファン・ツヴァイクは「世界の運命を決定した世界史的瞬間」と呼んだ。さらに不味いことに、13時にスールトがグルーシーに宛てた「直ちに移動して本隊と合流し、ビューローを叩け」とのナポレオンの命令を携えた伝令は道に迷い、19時になるまで到着しなかった。
13時過ぎにデルロンの第1軍団が攻撃を開始した。左翼をキオ将軍の第1師団、中央をドンズロ将軍の第2師団・マルコニェ将軍の第3師団そして右翼をデュリット将軍の第4師団が受け持ったが、第1・第2・第3師団は「大隊編成の師団縦隊」と呼ばれる密集隊形をとり、この隊形は戦術的融通性がなく敵砲兵の格好の的になった。デュリット将軍の第4師団のみは「分割された大隊縦隊」と呼ばれる縦深の深い隊形で進軍している。これは本来「分割」を意味していたdivision を「師団」の意味と取り違えた命令が司令部から伝達される不手際だったと考えられている。後に軍事学者ジョミニは第1軍団のこの隊形を「信じがたい」と酷評している。
ドンズロ将軍率いる左端の第2師団がラ・エー・サントに進撃した。1個大隊が正面の守備隊と交戦する間に後続の大隊が両側に展開し、いくつかの胸甲騎兵大隊の支援を受けつつ、農場の孤立化に成功する。ラ・エー・サントが分断されたと見たオラニエ公はハノーファー・リューネブルク大隊を投入してこれを救出しようと試みた。だが、地面の窪みに隠れていた胸甲騎兵がこれを捕捉して瞬時に撃破してしまい、それからラ・エー・サントを通り越して尾根の頂にまで進出し、進撃を続けるデルロンの左側面を守った。
13時30分頃、デルロンは残る3個師団に前進を命じ、14,000人以上のフランス軍兵士が英蘭軍左翼の守るおよそ1,000mの戦線に展開した。彼らが対する英蘭軍は6,000人であり、第一線はバイラント率いるオランダ＝ベルギー軍第2師団第1旅団によって構成されていた。第二線はトマス・ピクトン中将率いるイギリスおよびハノーファー兵の部隊であり、尾根の背後の死角に伏せていた。これらの部隊はいずれもカトル・ブラの戦いで大きな損害を出していた。加えて、戦場のほぼ中央部に配置されたバイラントの旅団は砲撃に身をさらす斜面前方に布陣していた。命令を受けていなかった彼らは危険な場所に留まっていた。
砲撃によって大打撃を受けていたバイラントの旅団はフランス軍の攻撃に抗しきれずに窪み道へ退却し、将校のほとんどが戦死するか負傷し兵力の40％を失ってしまい、ベルギー第7大隊を残して戦場から離脱した。
デルロンの兵は斜面を駆け上がり、そこにピクトンの兵が立ち上がって銃撃を浴びせた。フランス歩兵も応戦し、8,000対2,000と数に勝る彼らはイギリス兵を圧迫した。デルロンの攻撃は英蘭軍中央部をたじろがせることに成功し、デルロンの左側の英蘭軍戦列が崩れはじめた。ピクトンは再集結を命じた直後に戦死し、敵の数に圧倒された英蘭軍の兵士たちも挫けかけていた。

### イギリス騎兵の突撃

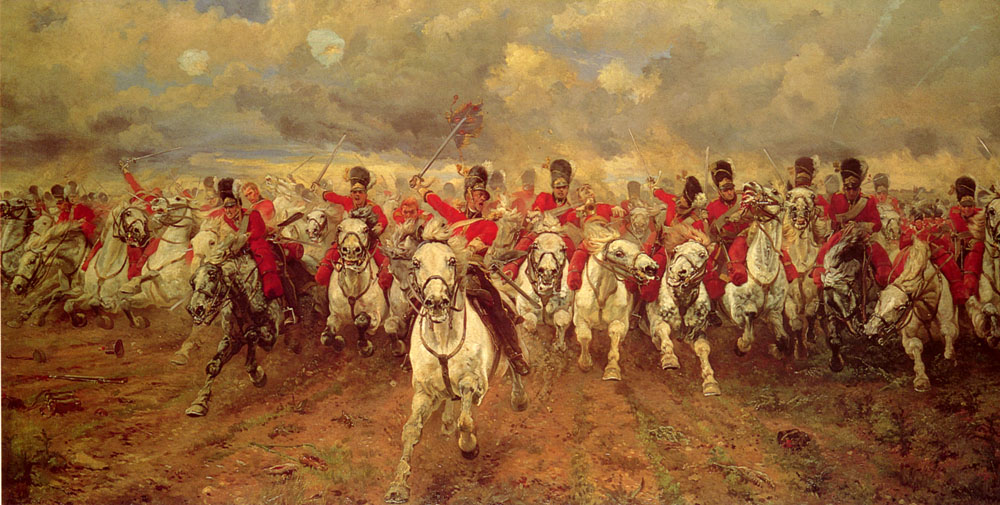
『スコットランドよ永遠なれ』
第2竜騎兵連隊（Scots Greys）の突撃。
エリザベス・トンプソン画

この決定的な時点で、英蘭軍の騎兵軍団を指揮するアックスブリッジは過大な重圧を受けている歩兵部隊を救援すべく、敵から見えない尾根の背後で整列していた近衛騎兵旅団（Household Brigade）の名で知られる第1騎兵旅団（エドワード・サマセット少将）と連合騎兵旅団（Union Brigade）の名で知られる第2騎兵旅団（ウィリアム・ポンソビー少将）の2個重騎兵旅団に突撃を命じた。
およそ20年におよぶ戦乱により、ヨーロッパ大陸では騎乗に適した馬が激減しており、この結果、1815年戦役に参加したイギリス軍重騎兵は同時代の欧州諸国の騎兵部隊の中でも最も優れた馬を用いており、彼らはまた優れた馬上剣術の訓練を受けてもいた。しかしながら、彼らは大部隊での機動についてフランス騎兵に劣り、態度は尊大であり、歩兵と違って実戦経験が不足していた。ウェリントンの言によれば、彼らは戦術能力も思慮分別もほとんどなかった。

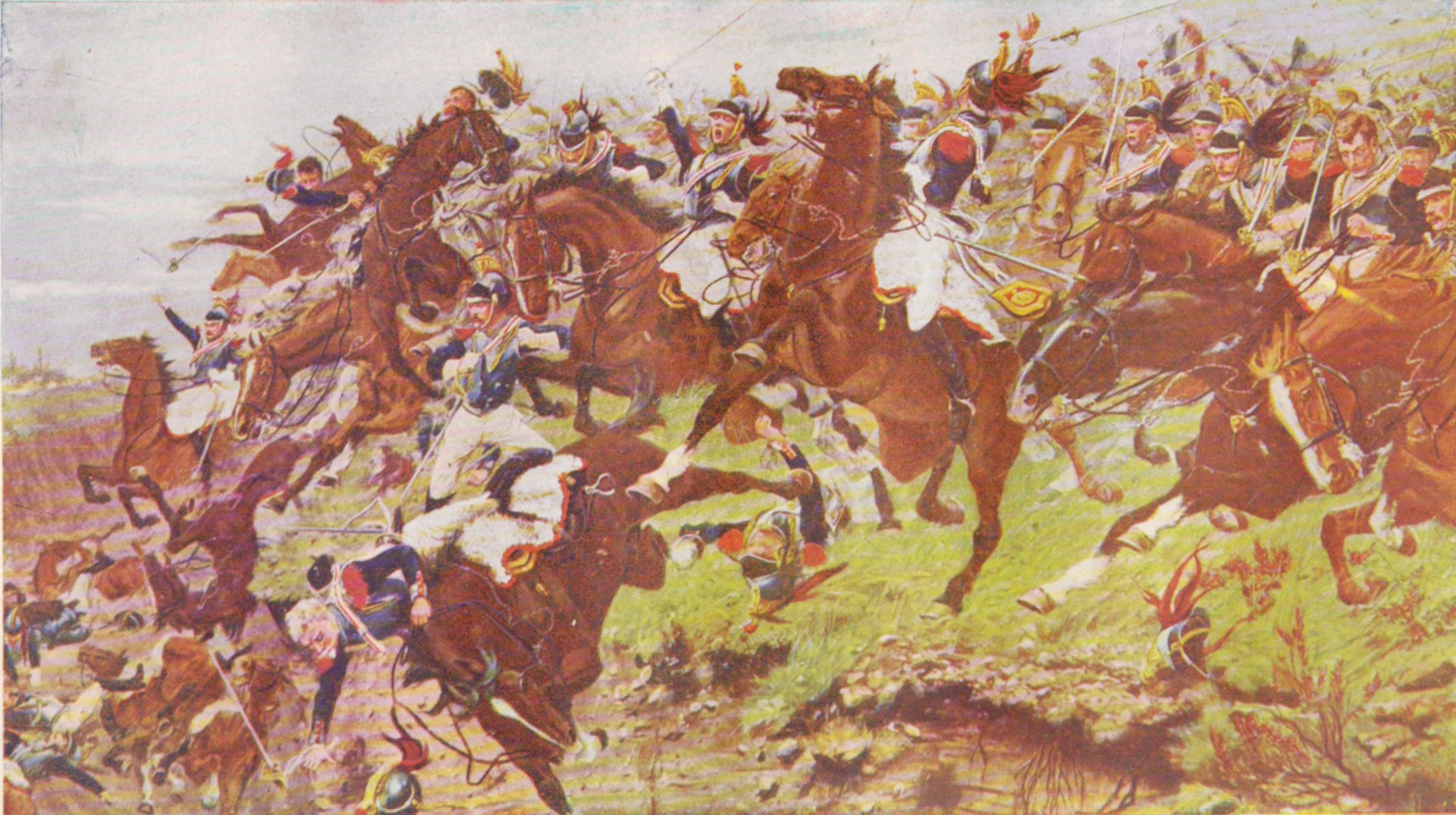
窪み道に落ちるフランス騎兵。
Stanley Berkley画、1902年。
この伝説は後にヴィクトル・ユーゴーの小説『レ・ミゼラブル』で用いられ有名になったが、実際の窪み道の高低差は大きなものではなく、影響は僅かだった。

2個の騎兵旅団の兵力はおよそ2,000騎（定数2,651騎）であり、47歳になるアックスブリッジが率いていたが、彼は不適切な数の予備兵力しか用意しておかなかった。会戦の日の朝、アックスブリッジは配下の騎兵旅団長たちに対して戦場では自分の命令が常に届くとは限らないので、おのおの自らの判断で行動するよう告げ、「前線に対して支援する運動をせよ」と命じていた。この際、アックスブリッジはヴァンドルー少将、ヴィヴィアン少将そしてオランダ＝ベルギーの各騎兵隊がイギリス重騎兵隊を支援することを期待していた。後にアックスブリッジは前進に際して十分な数の予備隊を編成させなかったことに関して「私は大きな誤りを犯した」と後悔の念を吐露している。
近衛騎兵旅団は尾根の頂の連合軍布陣地を越えて丘の下へと突撃した。デルロンの左翼を守っていた胸甲騎兵は散開しており、深く窪んだ街道へと追いやられ、総崩れになった。窪み道は罠と化し、イギリス軍騎兵に追われた胸甲騎兵たちを彼らの右方向へと押し流した。胸甲騎兵たちの一部は窪み道の急勾配と前方の混乱した友軍歩兵の集団との間に挟まれてしまい、そこへ英軍第95歩兵連隊が窪み道の北側から銃撃をし、サマセットの重騎兵が背後から彼らを押し続けた。この装甲化した敵とのもの珍しい戦闘はイギリス騎兵たちに強い印象を与えており、近衛騎兵旅団長はこう記録している。
近衛騎兵旅団左翼の大隊は戦闘を続け、フランス軍第2師団第2旅団（オーラール少将）を撃破した。司令部は彼らを呼び戻そうと試みたものの、彼らは前進を続けてしまい、ラ・エー・サントを通り過ぎて丘の下に出たところで方陣を組む第1旅団（シュミット少将）と出くわした。

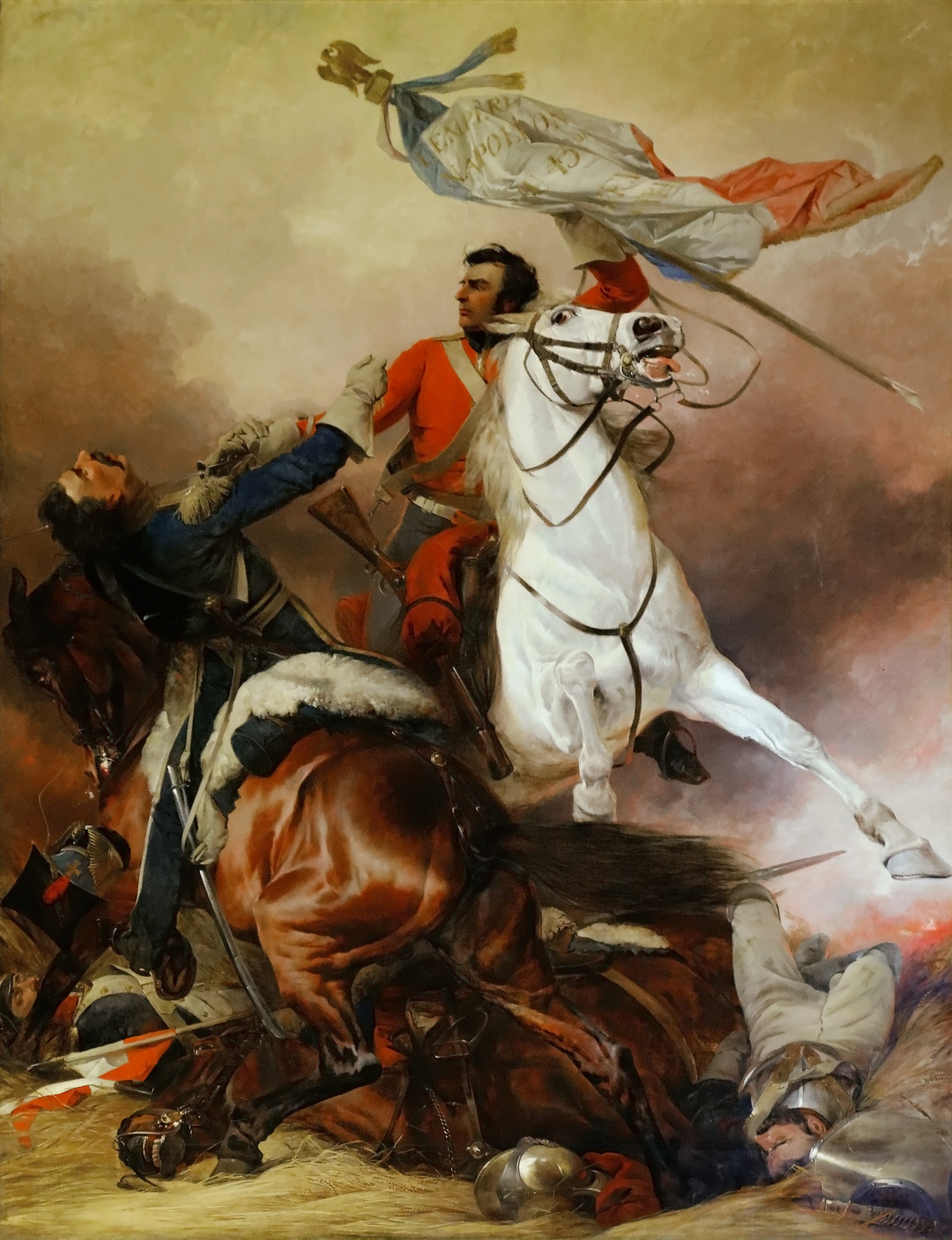
第45連隊の鷲章旗を奪取するスコットランド騎兵のエドワード軍曹。
リチャード・アンズデル画、1847年。

左翼では連合騎兵旅団が自軍の歩兵の隊列をすり抜けて突撃しており、この際に第92歩兵連隊（Gordon Highlanders）の兵士の幾人かが馬の鐙金にしがみついて突撃に参加したとの伝説が生まれている。中央左側では第2竜騎兵連隊（Scots Greys）が第1師団第2旅団（ブルジョワ少将）の第105連隊を撃破して鷲章旗を奪取した。第6竜騎兵連隊（Inniskillings）はその他のフランス軍第1師団（キオ少将）の旅団を敗走させ、第2竜騎兵連隊は第3師団第2旅団（クルニエ少将）も叩きのめして第45連隊の鷲章旗を奪い取っている。だが、英蘭軍の左端ではデュリット将軍のフランス軍第4師団が方陣を組む時間的余裕を得て、第2竜騎兵連隊を追い払った。

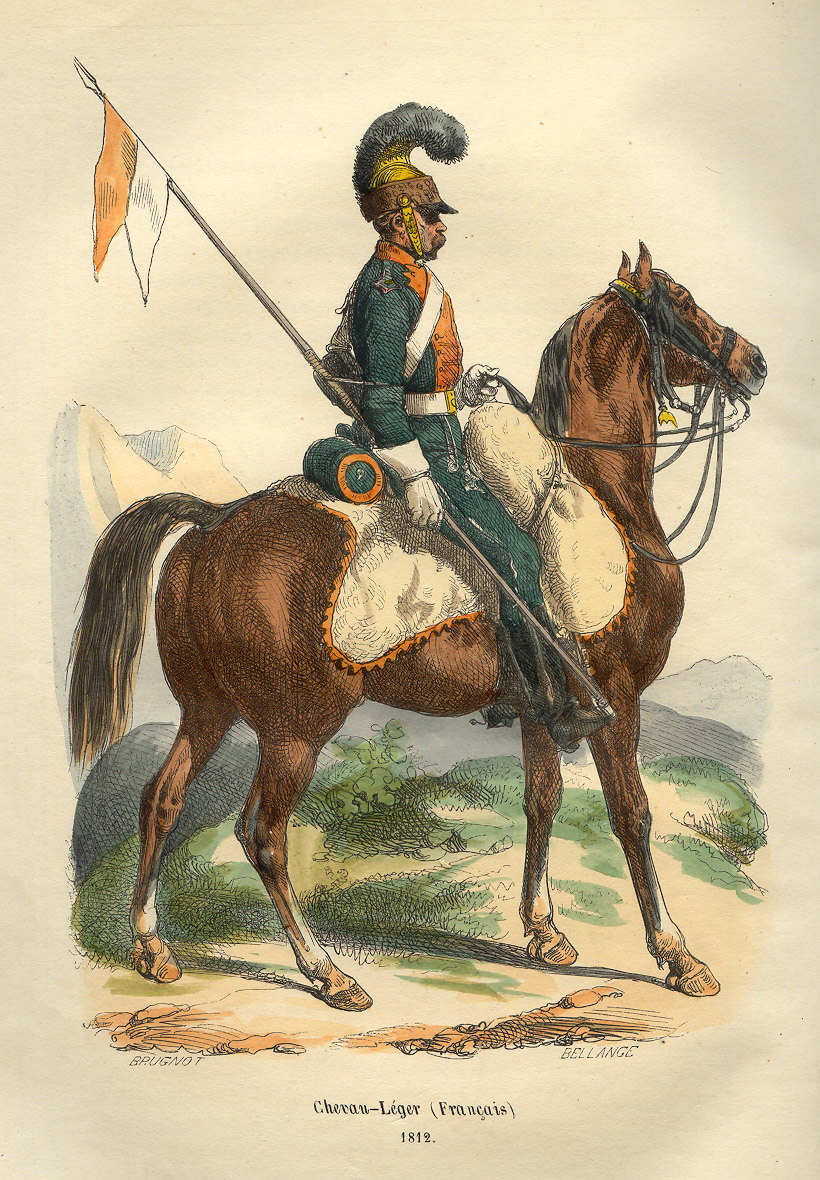
フランス軍の槍騎兵（Chevau-légers）

近衛騎兵旅団と同様、連合騎兵旅団の将校たちも部隊の統率が失われていたために兵を引くことが難しくなっていた。第2竜騎兵連隊の指揮官ジェームズ・ハミルトンは攻撃続行を命じ、フランス軍砲兵隊列に突進した。第2竜騎兵連隊は大砲を使用不能にしたり鹵獲する道具も時間的余裕もなかったが、彼らが砲兵たちを殺すか逃亡させたため結果的に大砲のほとんどが無力化された。
この様子を見ていたナポレオンは即座にフラリンヌとトラバーサーの2個胸甲騎兵旅団そして第1軍団の軽騎兵師団に所属する2個槍騎兵（Chevau-léger）連隊に反撃を命じた。イギリス軍騎兵はすでに疲労困憊しており、そこをフランス騎兵に突かれ、連合騎兵旅団は叩きのめされ、近衛騎兵旅団は包囲され、たちまち危機に陥った。ウェリントンはヴァンドルー少将率いるイギリス軍軽竜騎兵隊、ヴィヴィアン少将のオランダ＝ベルギー軽竜騎兵および驃騎兵そしてトリップ少将のオランダ＝ベルギー騎銃兵を救出に差し向けたが、英蘭軍の騎兵隊はこの突撃で2,500騎を失う甚大な被害を蒙ることになった。
連合騎兵旅団は将校と兵士が多数戦死傷し、旅団長のウィリアム・ポンソビーと第2竜騎兵連隊長のハミルトン大佐が戦死している。近衛騎兵旅団の第2近衛騎兵連隊（Life Guards）と近衛竜騎兵連隊もまた近衛竜騎兵連隊長フラー大佐の戦死を含む大損害を出した。 この一方で突撃の最右翼にいた第1近衛騎兵連隊（Life Guards）と予備に控置された王室近衛騎兵連隊（Blues）は統率を保つことができ、犠牲者数はごく少数だった。第8ベルギー軽騎兵連隊の戦いぶりを見た、この突撃の目撃者による手記は「気違いじみた勇敢さ」と回想している
20,000以上のフランス軍将兵がこの攻撃に加わった。この失敗は多数の犠牲者（捕虜3,000を出している）だけでなく、ナポレオンに貴重な時間を失わせることになり、今やプロイセン軍が戦場の右手に姿を現し始めていた。ナポレオンはプロイセン軍を押し止めるべく、ロバウの第6軍団と2個騎兵師団の兵15,000の予備兵力を割かざる得なくなった。これにより、ナポレオンは近衛軍団を除く予備の歩兵戦力を全て投入したことになり、今や彼は劣勢な兵力をもって英蘭軍を速やかに打ち破らねばならなくなった。

### ネイ元帥の騎兵攻撃

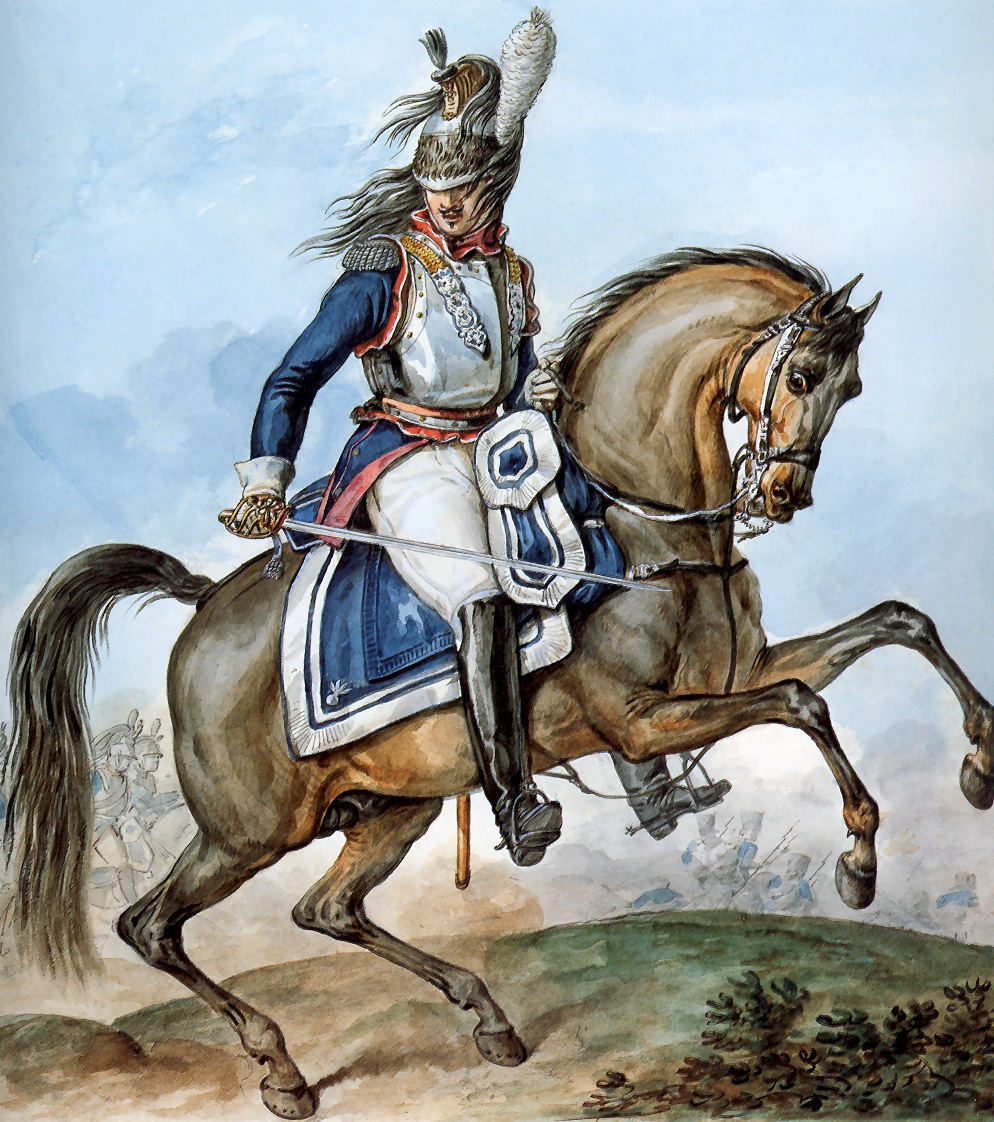
フランス軍の胸甲騎兵。
カルル・ヴェルネ画、1812年

15時30分、ナポレオンはネイ元帥に対してラ・エー・サントの奪取を厳命し、ネイはデルロンの第1軍団から引き抜いた2個旅団の兵力を持ってラ・エー・サントへの攻撃を開始した。
この戦闘が行われていた16時少し前、ネイは英蘭軍中央部に後退の動きがあると感じ取った。彼はこの機を逃さず突破口にしようと考えたが、実際には彼は負傷兵や捕虜の後送を撤退の兆候であると誤解していた。デルロンの敗退の後、ネイの手元には僅かな数の歩兵予備戦力しか残されておらず、他は実りのないウーグモン攻撃か、右翼の防衛に回されていた。このためネイ元帥は英蘭軍中央部を騎兵戦力のみで突破しようとした。
第一次攻撃はミヨー将軍の第4騎兵軍団の胸甲騎兵とデヌエット将軍の近衛軽騎兵師団の合わせて4,800騎をもって敢行された。この攻撃はあまりに性急に組織されたものであり、掩護の歩兵も砲兵もなく決行された。
英蘭軍の歩兵は20個の方陣（四角形の陣形）を組んでこれに対抗した。方陣は戦闘を題材とした絵画によく描かれるものよりも小さめで、500人の大隊方陣は18m四方程度である。方陣は砲撃や歩兵に対しては脆弱だが騎兵にとっては致命的だった。方陣には側面攻撃ができず、馬は銃剣の矢ぶすまの中に突入できない。ウェリントンは砲兵に対して敵騎兵が近づいたら方陣の中に逃げ込み、敵が退却したら再び大砲に戻り戦うように命令していた。
フランス軍騎兵の攻撃を目撃したイギリス軍近衛歩兵将校はその印象を非常に明快かつ幾分か詩的に書き残している。

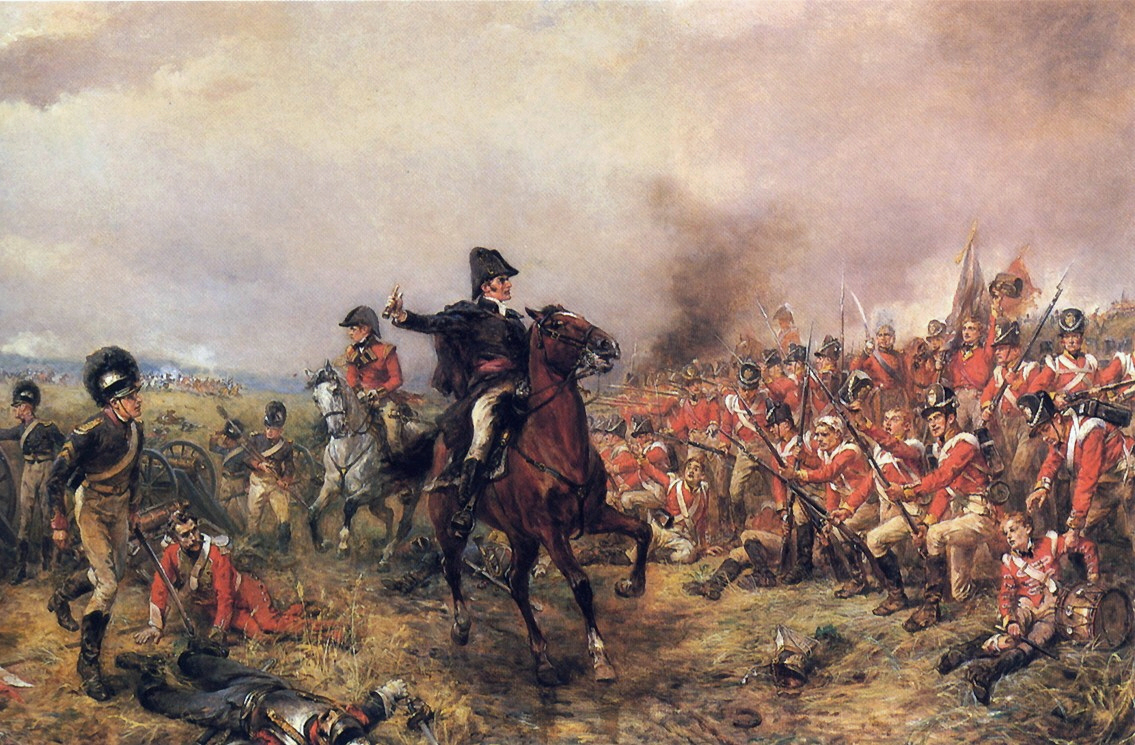
戦場を巡り兵を鼓舞するウェリントン。
Robert Alexander Hillingford画。

このタイプの騎兵による集団攻撃は心理的衝撃効果の有無にほとんど完全に依存していた。砲兵による近接支援が歩兵の方陣を崩して騎兵の突入を可能にするが、ワーテルローの戦いにおいてはフランス軍騎兵と砲兵の協同は拙劣なものだった。英蘭軍歩兵を叩ける距離まで近づいた砲兵の数は十分ではなかった。
この突撃に際してフランス軍の砲撃は英蘭軍に死傷者を出させた。イギリス軍は稜線の内側に後退していたので、フランス軍砲兵士官は稜線上からイギリス軍を視認することが出来、効果的に砲撃を行ったためである。もしも、攻撃を受けた歩兵が方陣防御の陣形をしっかり保ち、パニックに陥らなければ、騎兵それ自体では歩兵に対してほんの僅かな被害しか与えられない。フランス軍騎兵の突撃は不動の歩兵方陣によって繰り返し撃退され、イギリス砲兵の絶え間ない砲撃によってフランス騎兵は再編成のために斜面を下ることを強いられ、そしてイギリス軍軽騎兵連隊、オランダ軍重騎兵旅団そして近衛騎兵旅団の生き残りによる果断な反撃を受けることになった。
少なくとも一人の砲兵士官は突撃を受けたときに最寄りの方陣に逃げ込めとのウェリントンの命令に従わなかった。王室騎馬砲兵（Royal Horse Artillery）のマーサー大尉は両側で方陣を組むブラウンシュヴァイク兵は当てにならないと考え、この戦闘の間中、9門の6ポンド砲を敵に向けて戦い続け、多大な戦果をあげた。

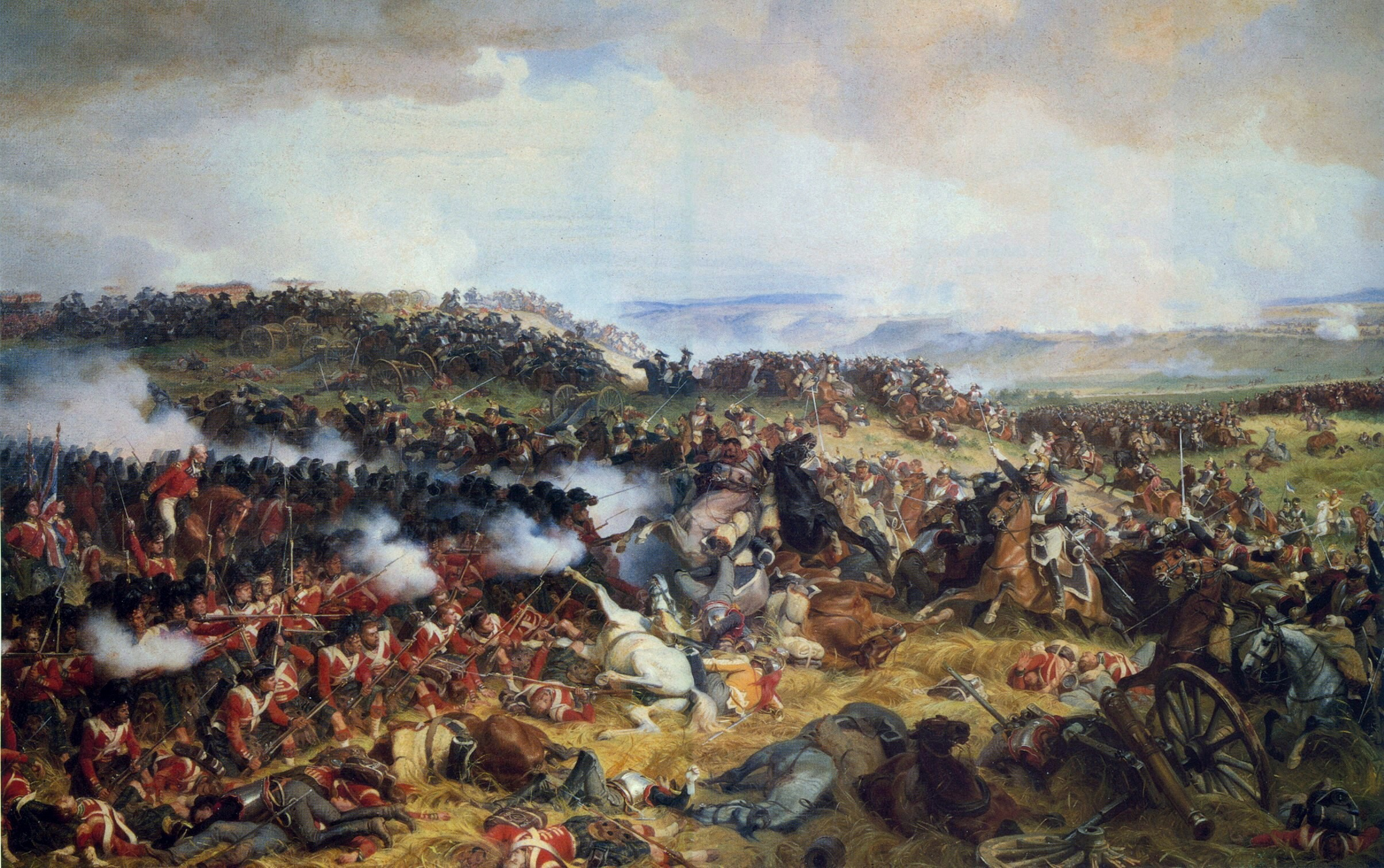
英蘭軍の方陣はフランス軍騎兵の突撃に対して頑強に抵抗した。
アンリ・フェリックス・エマニュエル・フィリッポトー画、19世紀。

理由は定かではないが、フランス軍が英蘭連合軍の砲兵隊列を制圧しても、砲尾に穴を開けて使用不能にしておかなかった。そのため、方陣に逃げ込んでいた英蘭軍砲兵たちはフランス騎兵が撃退されると大砲のあった場所に戻り、再び彼らに砲撃を浴びせることができた。
ネイは4度の突撃を敢行させたが、遂に英蘭軍の方陣を突破することはできなかった。
ナポレオンはネイの攻撃は時期尚早にすぎ失策であるとは思っていたが、一方でプロイセン軍が右側面から迫っている状況でもあり、まずは早急に英蘭軍を撃破すべきであり、中央部への攻撃を続行させる決断をした。
ミヨーとデヌエットの残存兵力にケレルマン将軍の第3騎兵軍団とギヨー将軍の近衛重騎兵師団が加えられ、総兵力は67個騎兵大隊9,000騎となった。この攻撃は無意味であると認識していたケレルマンは精鋭の銃騎兵旅団を予備として控えさせ、戦闘に参加させなかったが、このことを見抜いたネイが彼らの投入を要求している。
8度の突撃が行われ、ある方陣は23度も攻撃を受けたが、今回も砲兵は1個中隊しか加わっておらず、英蘭軍は一つの方陣も崩壊せず、ネイの攻撃はまたも頓挫した。
被害の大きい、だが実りのない攻撃がモン・サン・ジャン尾根に繰り返された末にフランス軍騎兵は消耗し尽くしてしまった。フランス軍の高級騎兵将校、とりわけ将官は大きな損失を被った。勇敢さゆえ、そして指揮官が部隊の先頭に立つ習慣のために、フランス軍の師団長4人が負傷し、旅団長は9人が負傷し、1人が戦死した。死傷者数は簡単には見積もれないが、例として、6月15日時点で796人いた近衛擲弾騎兵連隊（Grenadiers à Cheval ）は6月19日には462人になっており、近衛竜騎兵連隊（l'Impératrice Dragons）は同じ期間に816人中416人を失った。
ここに至り、騎兵単独では僅かしか成し得ないと、ネイ元帥もようやく悟った。遅まきながら彼は諸兵科連合での攻撃を組織することにし、レイユ将軍の第2軍団からバシュルュ将軍の第5師団とフォワ将軍の第9師団からティソ大佐の連隊を抽出させて兵6,500を集め、これに騎兵のうち未だに戦闘可能なものたちを加えさせた。今回の攻撃もそれまでの重騎兵による攻撃と同じ経路が用いられた 。この攻撃はアックスブリッジ率いる近衛騎兵旅団によって止められた。だが、イギリス騎兵の攻撃はフランス軍歩兵を突破することができず、銃撃の損害により後退を強いられている。バシュルュとティソの歩兵と彼らを支援する騎兵たちは砲撃とアダム将軍のイギリス軍第3旅団の銃撃にひどく叩かれ、後退を余儀なくされた。フランス騎兵自体は英蘭軍中央部に僅かな死傷者しか与えられなかったが、方陣に対する砲撃は多数の犠牲者を出させていた。最左翼に布陣していたヴァンドルーの第4騎兵旅団とヴィヴィアンの第6騎兵旅団を除く、英蘭軍の騎兵はこの戦闘に投入されて、多大な損害を受けていた。英蘭軍にとっても危険な状態であり、カンバーランド驃騎兵連隊（この戦いに参加した唯一のハノーファー騎兵）は戦場から逃げ出し、ブリュッセルまでの道中で敗戦の噂をまき散らしている

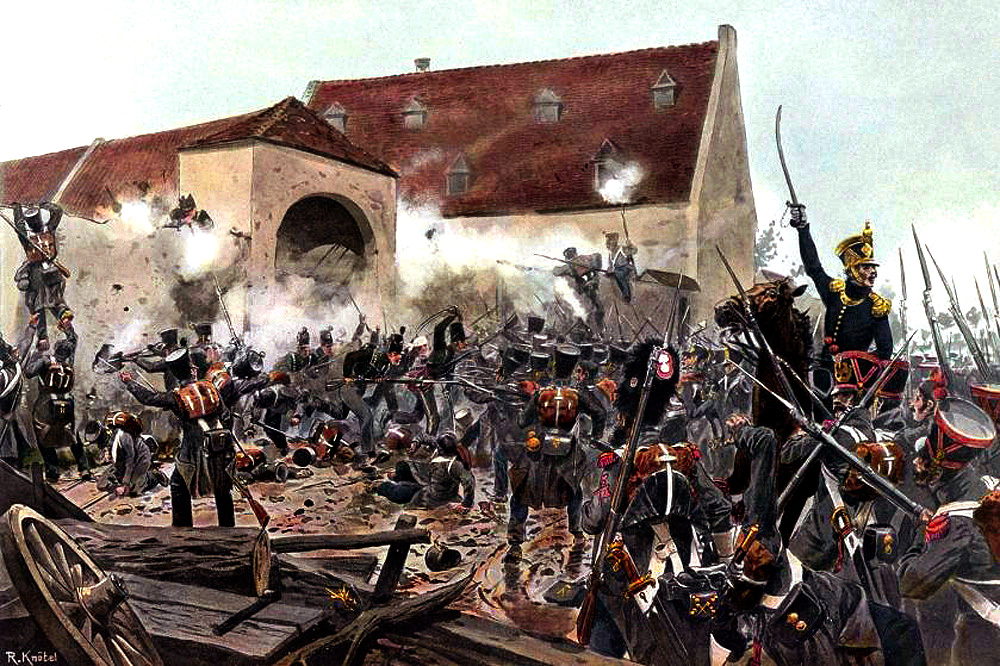
ラ・エー・サントへの突入。
Knötel画。

ネイの諸兵科連合攻撃が決行されたと時を同じくして、デルロンの第1軍団も兵を集結させ、第13歩兵連隊を先鋒にラ・エー・サントへの攻撃を再開した。ラ・エー・サントは国王直属ドイツ人部隊（KGL）が守備していたが、英蘭軍は他の方面での戦闘に忙殺されてここへの弾薬の補給が滞っており、フランス軍の猛攻を受けた国王直属ドイツ人部隊は支えきれずに退却し、400人いた兵士は僅か42人に減っていた。
ラ・エー・サントを占領したネイは騎馬砲兵を英蘭軍中央部に向けて移動させると歩兵の方陣に対して短射程のぶどう弾を用いた砲撃を加えた。これによって目に付きやすい方陣を組んでいた第27歩兵連隊（Inniskilling）そして第30および第73歩兵連隊は多数の犠牲者を出して撃破された。
この時、英蘭軍の中央部は危険なほど手薄になっており、もう一撃でネイは中央部を突破しえるところまで来たが、彼にはそれを実行する予備兵力がなかった。ネイはナポレオンの本営に増援を求めたものの、この時すでにプランスノワでプロイセン軍との戦闘が始まっている状況でありその余裕はなく、使者に対してナポレオンは「もっと兵隊をよこせだと!?どこからそんなものが手に入る？奴は私が兵士をつくれるとでも思ってるのか？」と言い放った。
実際にはナポレオンの手元には皇帝近衛軍団の15個大隊の無傷の兵力が残されていたが、彼はこの最後の予備戦力を投入する決断ができなかった。
ウェリントンは兵力をかき集めて戦線の穴を塞ぐよう努め、「最後の一兵まで戦場に踏みとどまれ、今少しで救済は得られる」と兵を叱咤した。

### プロイセン軍の来援

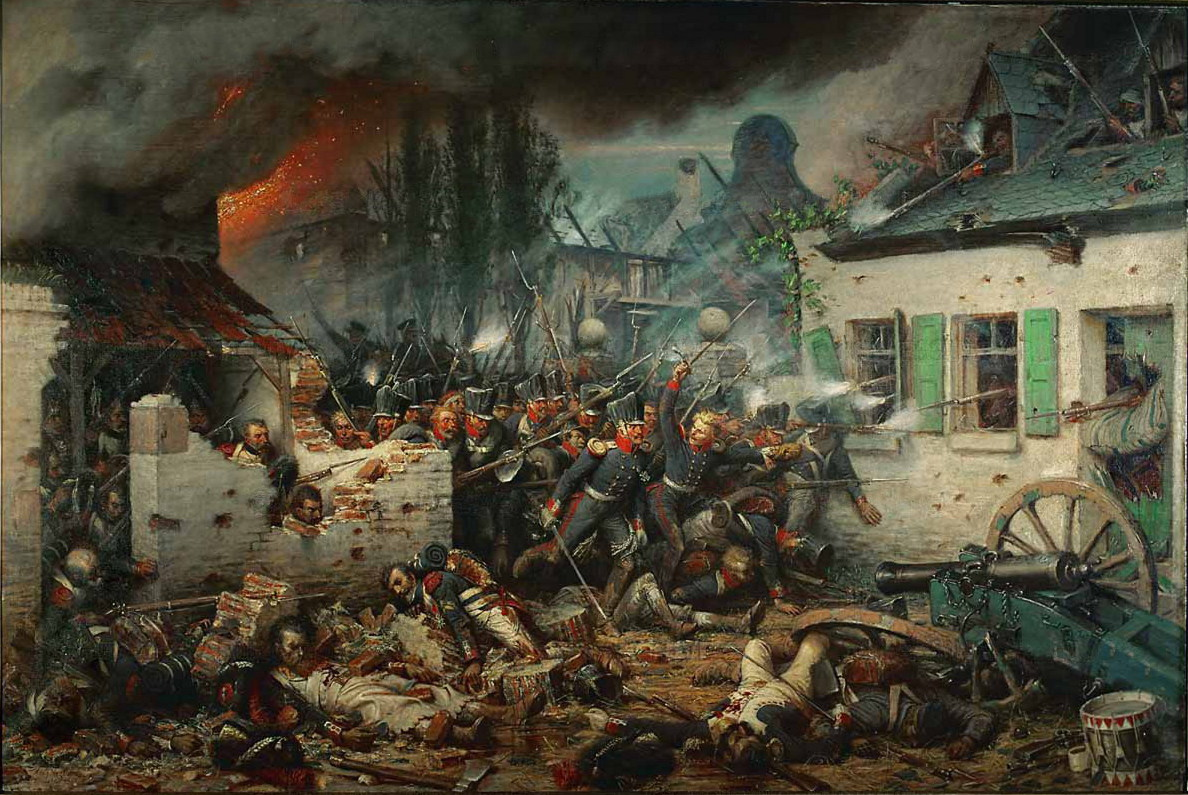
プロイセン軍のプランスノワ攻撃。
Adolph Northern画、1863年。

16時頃、ビューロー中将のプロイセン軍第4軍団がフランス軍の前哨部隊と接触し始めた。彼の目標はプランスノワであり、プロイセン軍はここをフランス軍の背後に回り込む跳躍台に使うことを計画していた。ブリュッヘル元帥はパリの森の道を通過する自軍の右側面を守るためにフリシェルモンの集落を確保することを考えている。ブリュッヘルとウェリントンはこの日の10時から連絡を取り合っており、もしも英蘭軍の中央部が攻撃されていたら、フリシェルモンへ進出することになっていた。
プランスノワへの道が空いているとビューロー将軍が気づいたのは16時30分のことだった。この時はフランス軍騎兵による攻撃が最高潮に達しており、英蘭軍の左側面を守るナッサウ軍と連携すべくフリシェルモン＝ラ・エイ間の地域へ第15旅団が派遣された。ナポレオンはプランスノワへ向けて進軍中のビューローの第4軍団を迎撃すべく、ロバウ将軍の第6軍団を差し向けた。プロイセン軍第15旅団は決死の銃剣突撃でフリシェルモンにいたロバウの兵を追い払い、そのままフリシェルモンの高地に進出して12ポンド砲でフランス軍猟兵を打ちのめすとプランスノワへ向かった。これによってロバウの軍団はプランスノワ方面へ退却させられ、結果的にロバウはフランス軍の右翼後方を通り過ぎることになり、唯一の退却路であるシャルルロワ―ブリュッセル街道が直接脅かされることになる。
ヒラー将軍のプロイセン軍第16旅団もまた6個大隊をもってプランスノワへと進撃していた。ナポレオンは押しまくられているロバウへの増援として新規近衛隊の全力である8個大隊を送った。新規近衛隊は反撃を行い、激戦の末にいったんはプランスノワを確保したものの、プロイセン軍の逆襲を受けて駆逐されてしまう。ナポレオンは更に中堅近衛隊と古参近衛隊から2個大隊を派遣し、熾烈な銃剣戦闘の末に村を奪回した。頑強なプロイセン軍は未だ打ち倒されてはおらず、18時30分にはピルヒの第2軍団の兵15,000も来着し、ビューローの第1軍団主力とともにプランスノワ攻撃を準備した。
18時頃、ツィーテン将軍の第1軍団20,000がオアンに到着した。ウェリントンとの連絡将校を務めるミュッフリンクが第1軍団のもとを訪れた。この時、ツィーテンは既に第1旅団を繰り出していたが、英蘭軍左翼のナッサウ軍部隊やプロイセン軍第15旅団の戦いぶりと犠牲者数を見て憂慮するようになっていた。これらの部隊は退却しているように見受けられ、自分の部隊が総崩れに巻き込まれるのではないかと恐れたツィーテンは英蘭軍の側面から離れてプロイセン軍の主力がいるプランスノワへ向かおうとしていた。この動きを知ったミュッフリンクは英蘭軍の退却は事実無根であり、彼らの左翼を支援するようツィーテンを説得した。ツィーテンは当初の方針通りに英蘭軍を直接支援することにし、彼の軍団の到着により、ウェリントンは左翼の騎兵を崩壊しかけていた中央へ振り向けることができた。
第1軍団はパプロット前面でフランス軍を攻撃し、19時30分にはフランス軍の戦線は馬蹄型へねじ曲げられてしまう。戦線の左端はウーグモン、右がプランスノワ、中央はラ・エイとなった。一連の攻撃を受けたデュリュットのフランス軍第4師団はラ・エイとパプロットに陣取っていたが、プロイセン軍第24連隊に抵抗することなくソムランの背後にまで後退した。第24連隊は新たなフランス軍の布陣地を攻撃したが撃退され、シュレジェン・ライフル兵（Schützen ）連隊と第1後備兵（Landwehr）連隊の支援を受けて再度攻撃を仕掛けた。この再攻撃を受けフランス軍はいったんは後退させられたものの、激しく抵抗し始め、ソムラン奪回を図り、尾根やパプロットの集落の最後の数軒に立て籠もって死守した。第24連隊は右側でイギリス軍ハイランダー大隊と結びつき、第13後備兵連隊や騎兵の支援を受けてこの場所からフランス軍の兵士を追い立てた。第13後備兵連隊と第15旅団の攻撃により、フランス軍はフリシェルモンから駆逐された。デュリュットの師団はツィーテンの第1軍団騎兵予備から大規模な突撃を受けかねないと考え、戦場から退却した。これにより、第1軍団はフランス軍の唯一の退路だったブリュッセル街道へ前進した。

### 皇帝近衛隊の突撃
この一方、ラ・エー・サントが陥ちたことで英蘭軍中央部がむき出しになり、プランスノワの戦線は一時的に小康を得た。ナポレオンはこれまで無敵を誇ってきた皇帝近衛隊の投入を決めた。19時30分に決行されたこの攻撃は英蘭軍の中央を突破してその戦線をプロイセン軍から引き離すことにあった。この突撃は軍事史上名高い出来事の一つではあるが、具体的にどの部隊が参加したのかは不明確である。この攻撃は古参近衛隊の擲弾兵や猟歩兵ではなく、中堅近衛隊5個大隊によって行われたと見られる。古参近衛隊3個大隊は前進し、攻撃の第二陣を構成したものの、彼らは予備のまま留め置かれ英蘭軍に対する攻撃には直接加わっていない。

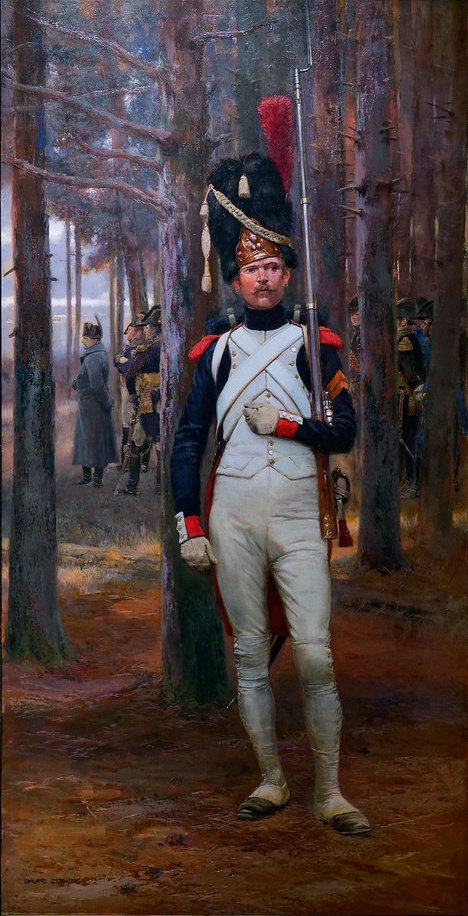
古参近衛隊の擲弾兵。
エドゥアール・デタイユ画。

ぶどう弾による砲撃や散兵からの銃撃を受けつつ、およそ3,000の中堅近衛兵はラ・エー・サントの西側にまで前進し、攻撃のために三方向に別たれた。2個中堅近衛擲弾兵大隊からなる集団はイギリス、ブラウンシュヴァイクそしてナッサウ兵からなる第一線を突破し、比較的損害の少ないシャッセ将軍のオランダ＝ベルギー軍第3師団が彼らに対するべく差し向けられ、英蘭軍の砲兵が勝ち誇る中堅近衛擲弾兵の側面を攻撃した。これでもなお中堅近衛隊の前進を止められなかったために、シャッセは自らの第1旅団に数に劣る中堅近衛隊に対する突撃を命じ、中堅近衛隊はひるみそして粉砕された。
西側ではメイトランド少将のイギリス軍第1近衛旅団1500人がフランス軍の砲撃から身を守るために伏せていた。フランス軍第二波である2個中堅近衛猟歩兵大隊が接近するとメイトランドの近衛歩兵は立ち上がり、猛烈な一斉射撃を浴びせた。中堅近衛隊の猟歩兵はこれに応戦すべく展開したが、浮き足立ち始めた。イギリス軍近衛歩兵隊による銃剣突撃がこれを打ち破った。無傷の近衛猟歩兵大隊からなる第三波が支援のために駆けつけた。イギリス軍近衛兵は後退し、フランス軍の中堅近衛猟歩兵がこれを追うが、ジョン・コルボーン中佐率いる第52軽歩兵連隊が彼らの側面に回りこみ強烈的な射撃を浴びせかけ、突撃した。この猛攻により、フランス軍第三波も撃破された。
最後の皇帝近衛隊が一目散に退却すると、フランス軍の前線に仰天すべき知らせが駆け巡り、パニックが巻き起こった。「近衛隊が退却した。我が身を守れ！」（ "La Garde recule. Sauve qui peut!" ）。一方、愛馬のコペンハーゲン号に跨ったウェリントンは帽子を頭上に振って総進撃を命じ、「始めたからにはやり通せ」（"In for a penny, in for a pound"）と言った。陣地から飛び出した彼の軍隊は、退却するフランス軍に襲いかかった。
生き残った皇帝近衛隊の兵士たちは最後の抵抗の場所 (英語版) とすべく予備としてラ・エー・サント南側に後置されていた3個大隊（いくつかの史料は4個としている）のもとに集まった。アダム少将の第3旅団とハノーファー軍後備兵連隊オスナブリュック大隊に加えてヴァンドルー少将とヴィヴィアン少将の比較的傷が浅い騎兵旅団が右側から突撃し、皇帝近衛隊を混乱に陥れた。ある程度統率を保っていた左側の皇帝近衛隊はラ・ベル・アリアンスの方向へ退却した。この退却のさなか、皇帝近衛隊の一部が降伏を勧告され、有名な返答をしている。皇帝近衛隊の指揮官は「近衛兵は死ぬ。降伏などしない！」（"La Garde meurt, elle ne se rend pas!"）またはただ一言「くそったれ！」（"Merde!"）と叫んだという。

### プランスノワ奪取

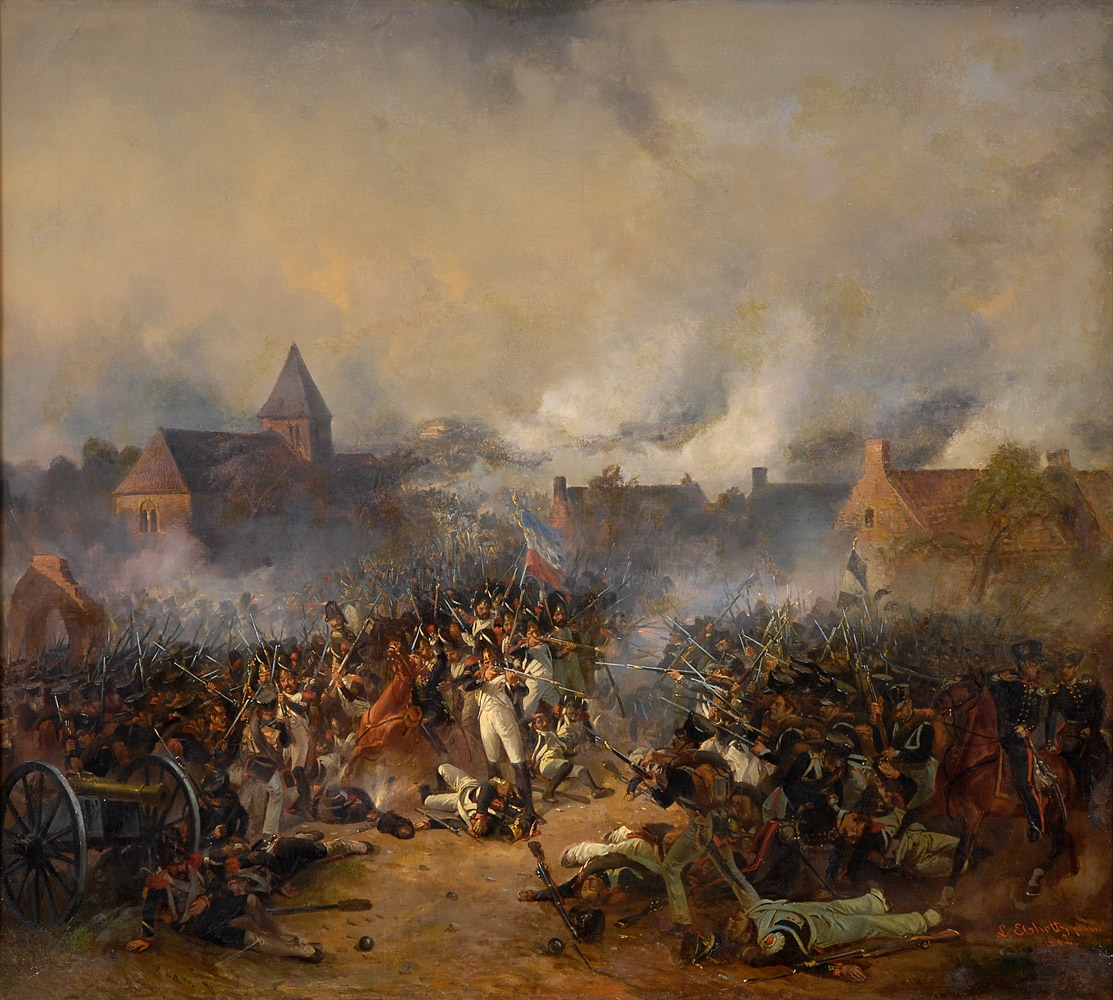
プランスノワ突入。
Ludwig Elsholtz画、1843年。

同じ頃、プロイセン軍第5、第14そして第16旅団がこの日三度目となるプランスノワへの攻撃を開始した。村の教会は炎上し、フランス軍の抵抗の中心となっていた墓地では「竜巻が起きたよう」に死体が撒き散らされた。新規近衛隊を支援するために中堅近衛隊5個大隊が展開したものの、実際上、彼らの全てがロバウの軍団の残余とともに防戦を行っていた。プランスノワ攻防の要は南側にあるシャトレの森であり、ピルヒの第2軍団に所属する2個旅団が到着して、この森を突破しようとする第4軍団を増強した。プロイセン軍第25連隊マスケット銃大隊は第1古参近衛擲弾兵連隊第2大隊をシャトレの森から逐うとプランスノワの側面を攻撃し、フランス軍に退却を強いた。これはこの日、プランスノワの持ち主が変わる5度目にして最後のことだった。古参近衛隊は整然と退却したが、パニック状態で退却する友軍の群れに巻き込まれて、彼らもその一部となってしまった。
プロイセン第4軍団がプランスノワを越えて前進するとイギリス軍の追撃を受けて無秩序に敗走するフランス軍の群れに遭遇した。プロイセン軍は英蘭軍部隊にあたることを恐れて発砲を控えた。皇帝近衛隊とともに退却しなかったフランス軍部隊は持ち場で降伏して殺害され、その際、双方とも慈悲を求めも申し出もしなかった。プランスノワの攻防の死傷者数に関する資料は存在しないが、この戦いに参加したフランス軍第6軍団と新規近衛師団の将校のうち3分の1が死傷していることが戦いの激しさを物語っている。

### 崩壊

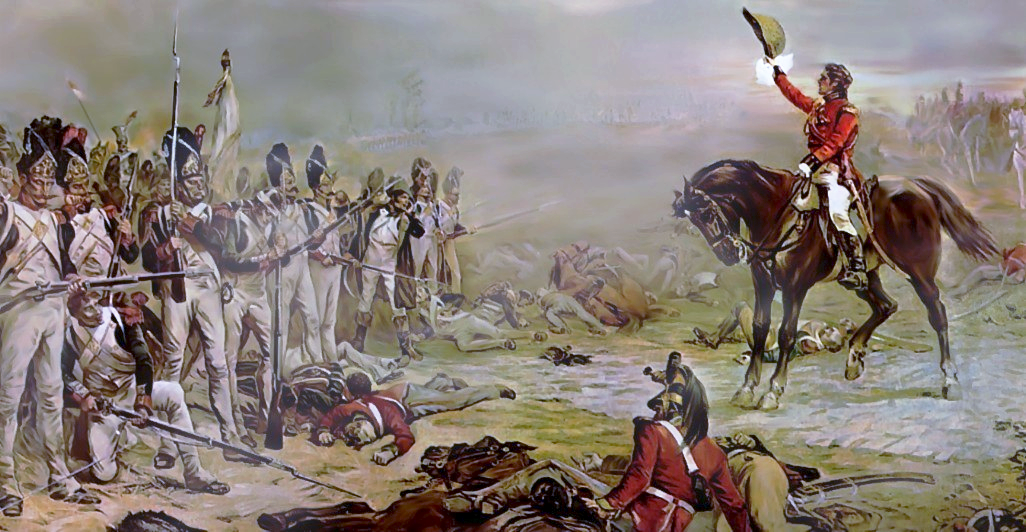
皇帝近衛隊の最後の残兵に降伏を勧告するヒル将軍。
Robert Alexander Hillingford画。

今やフランス軍の右翼と左翼そして中央はすべて瓦解した。ラ・ベル・アリアンスに布陣している古参近衛隊の2個大隊が未だ統制を維持している最後のフランス軍であり、彼らは最後の予備兵力そしてナポレオンの護衛として残されていた。ナポレオンはフランス軍を彼らの背後で再集結させようと望んだが、後退は敗走となり、古参近衛隊もまた撤退を余儀なくされ、連合軍の騎兵隊からの防御のためにラ・ベル・アリアンスの両側に1個大隊づつが方陣を組んだ。もはやこの戦いには敗れており、ここを去るべきだと説得されたナポレオンは皇帝近衛隊の方陣にここの宿場を離れるよう命じた。
アダム少将の第3旅団が突撃をかけて皇帝近衛隊の方陣は後退を余儀なくされ、プロイセン軍はその他の部隊と交戦した。夕闇が降りるとともに二つの方陣は比較的整然と撤退したが、フランス軍の大砲やその他の装備は連合軍の手に落ちた。撤退する皇帝近衛隊は何千人もの逃げ惑い支離滅裂となったフランス軍兵士たちの群れに飲み込まれた。追撃は比較的消耗の少ないプロイセン軍が受け持ち、プロイセン軍参謀長グナイゼナウは「月光下の狩猟」と称して、夜更けまで敗残兵たちを追い回した。追撃戦でフランス軍の大砲78門が鹵獲され、多数の将軍を含む2,000人が捕虜になっている。

## 戦後
ウェリントン公とブリュッヘル元帥との会見は21時頃にナポレオンの本営があったラ・ベル・アリアンスで行われた。ブリュッヘルはこの戦いをナポレオンの本営があった戦場の中心地であり、両軍の「同盟」（alliance）の意味にもかけた「ラ・ベル・アリアンスの戦い」（直訳すると「良き同盟の戦い」）と命名したいとウェリントンに通達したが、ウェリントンは英語での発音を気にかけて戦場とはやや離れた場所にあるワーテルロー村（英語の発音はウォータールー）の地名に拠るワーテルローの戦い（Battle of Waterloo）と命名して報告書を本国に送った。このため、ドイツではこの戦いはラ・ベル・アリアンスの戦い（Schlacht bei Belle-Alliance）とも呼ばれる。
ワーテルローの戦いでウェリントンの英蘭軍は戦死傷約17,000人・行方不明10,000人を出しており、ブリュッヘルのプロイセン軍のそれは約7,000人であり、そのうち810人はフリシェルモンとプランスノワの両方の攻防戦に参加したビューローの第4軍団に所属する第18連隊のみから出ており、連隊は33個もの鉄十字章を得ている。ナポレオンのフランス軍は約40,000人の死傷・捕虜・逃亡を出し、砲220門を失った。
ナポレオンから受けていた命令を遵守したグルーシー元帥はティーレマン将軍のプロイセン軍をワーヴルで撃破し、6月19日の10時30分に整然と撤退できたが、その代償は33,000人のフランス軍将兵がワーテルローの主戦場に来着できなかったことであった。
ナポレオンはシャルルロワを経てフィリップヴィルまで逃れ、そこから留守政府を預かる元スペイン王の兄ジョゼフ・ボナパルトに楽観的な内容の報告書を送り、軍隊の再建を指示したが、彼の命運はすでに尽きていた。6月20日にナポレオンは幕僚に促され、軍隊を置き去りにしてパリに帰還したが、プロイセンの軍事学者クラウゼヴィッツはこれを大きな誤りだったと非難している。ナポレオンはなお政権維持に希望を持ち、議会を解散して独裁権を獲得しようと画策したが、議会はこれに反対して国家反逆罪にあたるとナポレオンを非難し、ついには退位をも要求しはじめた。
一方、ウェリントンは6月19日に戦闘の詳細について報告する急報を本国に送り、6月21日に到着して翌22日にロンドン・ガゼッタ紙で告知された。ワーテルローの戦いの帰趨はロンドンの株式市場も注視しており、カトル・ブラの戦いの敗報によってコンソル公債は下落していたが、ワーテルローの勝報をいち早く手に入れた銀行家ネイサン・メイアー・ロスチャイルドはすぐに買いを入れずに意図的に公債を投げ売りして暴落させ、二束三文になったところで大量買いをし、そして公式な報道により大暴騰したあとで、高値で売った。後に「ネイサンの逆売り」と呼ばれる株式売買でロスチャイルド家は巨額の利益を獲得した。
ウェリントン公とブリュッヘル元帥そしてその他の連合国軍はパリへ向けて進撃した。6月24日、ナポレオンは2度目の退位を宣言し、フーシェを首班とする臨時政府がつくられた。7月3日、ナポレオン戦争の最後の会戦としてイシーの戦いが起こり、ナポレオンに戦争大臣に任命されていたダヴーがブリュッヘルのプロイセン軍に敗れている。

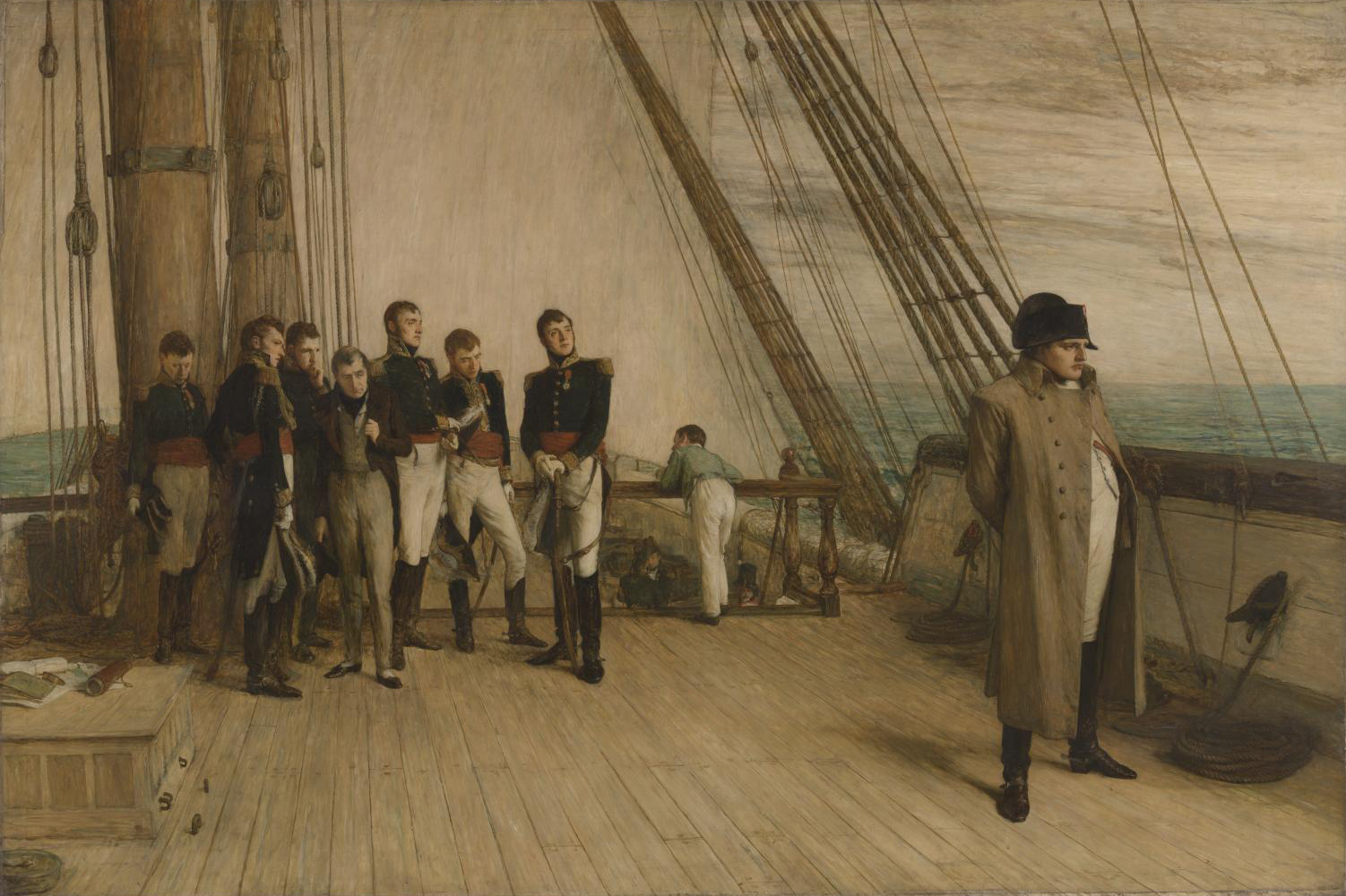
ベレロフォン号の甲板に立つナポレオン。
ウィリアム・オーチャードソン 画、1880年。

ナポレオンは北アメリカへ逃亡を図るが、イギリス海軍はこの動きを予見しておりフランスの港を封鎖していた。結局、ナポレオンは7月15日にイギリス海軍の戦列艦ベレロフォン号のメイトランド艦長に投降した。
一部のフランス軍要塞は降伏を拒んでおり、9月13日にロンウィが降伏して、すべての抵抗が終わった。11月20日に連合国とフランスとの間でパリ条約が締結されルイ18世が復位した。ナポレオンはイギリスのプリマスへの上陸を求めたが、ヨーロッパの混乱の元凶はナポレオンにあるとされ、ベルトラン、モントロン、グールゴの3人の将軍とともにセントヘレナ島に流されて1821年5月5日に死去した。
王党派が復帰したフランスではナポレオンの部下たちに対する報復が行われた。ネイ元帥は12月に銃殺刑となり、参謀長のスールト、戦争大臣のダヴーの両元帥をはじめ30人以上の将官が投獄または流刑に処されている。

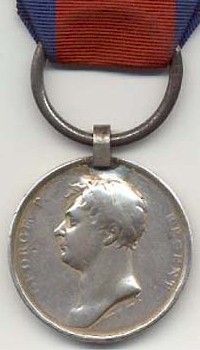
ワーテルロー戦役に従軍した英蘭軍将兵に贈られたワーテルロー・メダル。

イギリスではこの戦いの後、ウォータールー（Waterloo）の単語はスラングとして英語の語彙に組み込まれ、「惨敗」の喩えとなった。
皇帝近衛隊の擲弾兵を撃破した（実際には猟歩兵部隊だった）イギリス軍第1近衛旅団所属第1近衛歩兵連隊（ヘンリー・アスキン中佐）はその功績が認められて「擲弾兵近衛連隊」（Grenadier Guards）の称号が与えられ、擲弾兵の様式の毛皮製高帽が採用された。イギリス近衛騎兵旅団もフランス軍の胸甲騎兵を撃破した功績が認められて1821年に胸甲の使用が認められた。この戦いに参加した者たちに槍騎兵の有効さが印象づけられ、その後、ヨーロッパ中で採用されるようになり、1816年にイギリス軍は軽騎兵4個連隊を槍騎兵に改編させている。
戦後、ウェリントンは軍の重鎮となって陸軍総司令官に2度就任し、政治家としても要職を歴任して外交使節としても活動しており、首相を2度務めている（任期：1828年 - 1830年、1834年 - 1834年）。英蘭軍の騎兵部隊を任されたアックスブリッジは会戦の終盤に負傷して片脚を失ったが、その後は要職を歴任し1846年に元帥に叙された。また、英蘭軍第1軍団長を務めたオラニエ公は1840年にオランダ王ウィレム2世として即位している。
この会戦中戦場を駆け巡ったウェリントンの幕僚のほとんどが死傷しており、その一人でウェリントンの秘書官を務めていたラグラン男爵フィッツロイ・サマセットは、この戦いで右腕を負傷し切断を余儀なくされた（ラグラン袖は彼の失われた右腕に合わせて作られたものである）。彼は後に陸軍最高司令官となり、クリミア戦争（1853年 - 1856年）の総指揮を執ることになる。
1848年に開業したロンドンの複合ターミナル駅であるウォータールー駅（ワーテルローの英語読み）はワーテルローの戦いが由来である。1994年に英仏海峡トンネルが完成し、パリとロンドンを結ぶ高速列車ユーロスターが運行を開始した際、ロンドン側ターミナルが皮肉にもここであった。このため、フランス側は、幾度となく駅の改名や変更を求めている。2007年にはイギリス国内の高速新線が完成し、ターミナルもセント・パンクラス駅に変更された。
プロイセン軍司令官のブリュッヘル元帥は既に高齢であり、この年のうちに退役し、1819年に77歳で死去した。プロイセン軍に参謀本部組織を確立させこの戦いでも参謀長として重要な役割を果たしたグナイゼナウ中将は後に元帥に列せられたが、進歩的な考えの彼はプロイセンの保守的な体質によって戦後は権力からは遠ざけられている。『戦争論』で知られるプロイセン軍のクラウゼヴィッツはこの戦役では第3軍団の参謀を務めており、後にこの戦いを研究した『1815年のフランス戦役』を著し、後世に資することになる。
19世紀の著名な軍事学者ジョミニ将軍はナポレオン時代の戦略戦術に関する主導的研究者の一人でもあり、ワーテルローの戦いにおけるナポレオンの敗因をいくつか提示している。

## 古戦場

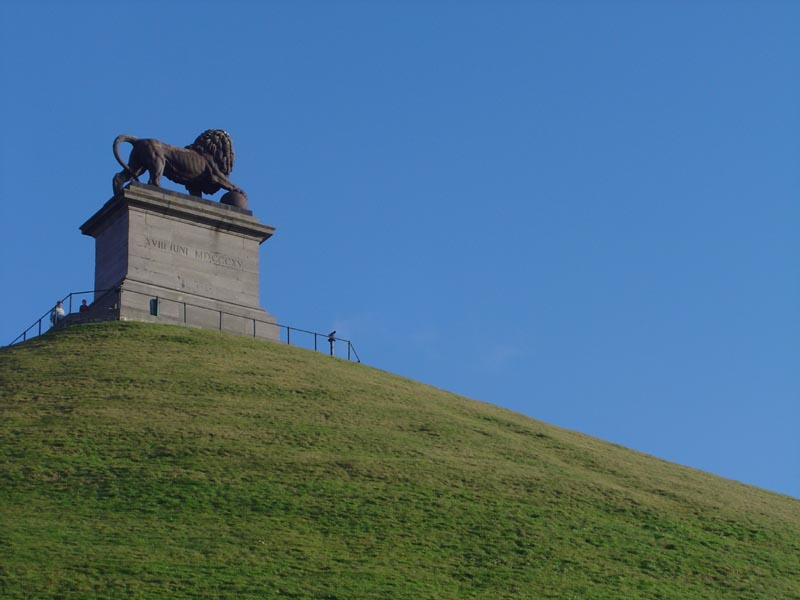
ライオンの丘

戦場の地形の一部は1815年当時ものから変えられている。観光は会戦の翌日から始まっており、6月19日付の書簡でメーサー大尉は「一台の荷馬車がブリュッセルからやって来て、その乗客たちが戦場を見て回っていた」と書き残している。1820年、オランダ王ウィレム1世は彼の息子のオラニエ公が負傷したとされる場所に記念碑を建てるよう命じた。イギリス軍戦線中央部があった尾根の地域の300,000立方メートル相当の土壌を用いて「ライオンの丘」と呼ばれる小山がここに造られており、これによって英蘭軍の窪み道の南側の土手が取り除かれてしまった。
ヴィクトル・ユーゴーは小説『レ・ミゼラブル』の中でこう述べている。
その他の地形や会戦に関係する場所は当時からほとんど変わっていない。この中にはブリュッセル＝シャルルロワ街道東側のなだらかに起伏する農地やウーグモン、ラ・エー・サントそしてラ・ベル・アリアンスといった建物も含まれる。
「ライオンの丘」の他にも古戦場にはいくつもの記念碑が存在する。ブリュッセル＝シャルルロワ街道とブレン・ラルー ＝オヘイン街道の十字路にはイギリス兵、オランダ兵、ハノーファー兵そしてドイツ人義勇兵の集団墓地がある。フランス軍戦死者に対する記念碑は「傷ついた鷲」（"The Wounded Eagle"）と名づけられ、ここは戦いの終盤に皇帝近衛隊が最後の方陣を組んだ場所とされる。プロイセン軍戦死者の記念碑はプランスノワにあり、ここはプロイセン軍の砲兵隊が布陣したとされる場所である。ブリュッセル市内のウェイのマルティン教会にはデュエズム将軍の墓所がある。エベレのブリュッセル墓地には「イギリス人の碑」（"British Monument"）と呼ばれる戦死した17人のイギリス軍士官の墓所がある。
「ライオンの丘」のふもとにある「ワーテルロー・パノラマ館」（Panorama de la Bataille de Waterloo）の内部には1912年にルイ・デュムーランが描いた周囲110m、高さ12mものワーテルローの戦いのパノラマ画が展示されており、また館内では20分のワーテルローの戦いの映画も上映されている。この古戦場では毎年、ワーテルローの戦いの再現イベントが行われている。ワーテルローは小牧・長久手の戦いの古戦場がある日本の長久手市と姉妹都市提携している。

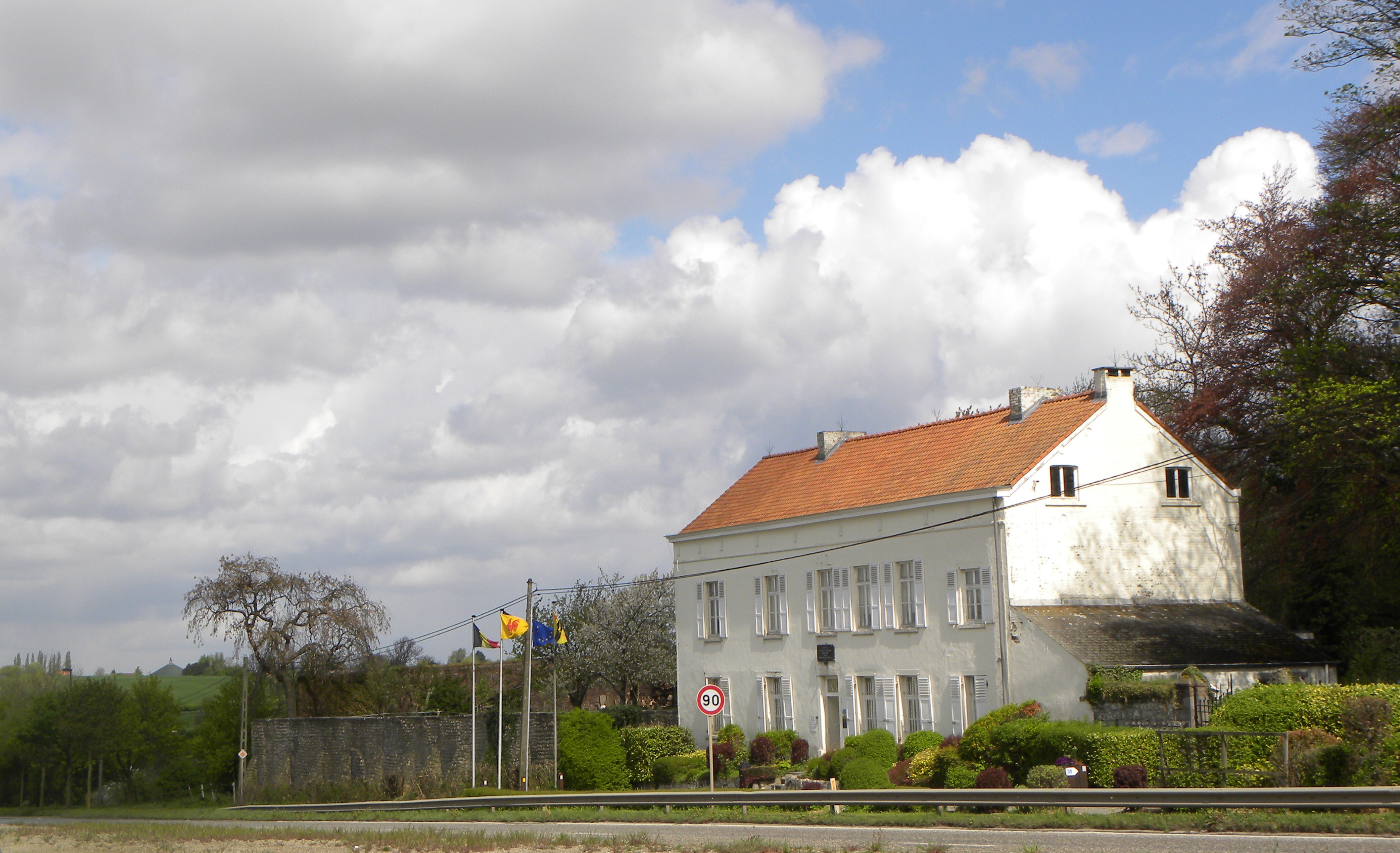
ナポレオンの戦闘前夜の本営。（博物館になっている[204]。）
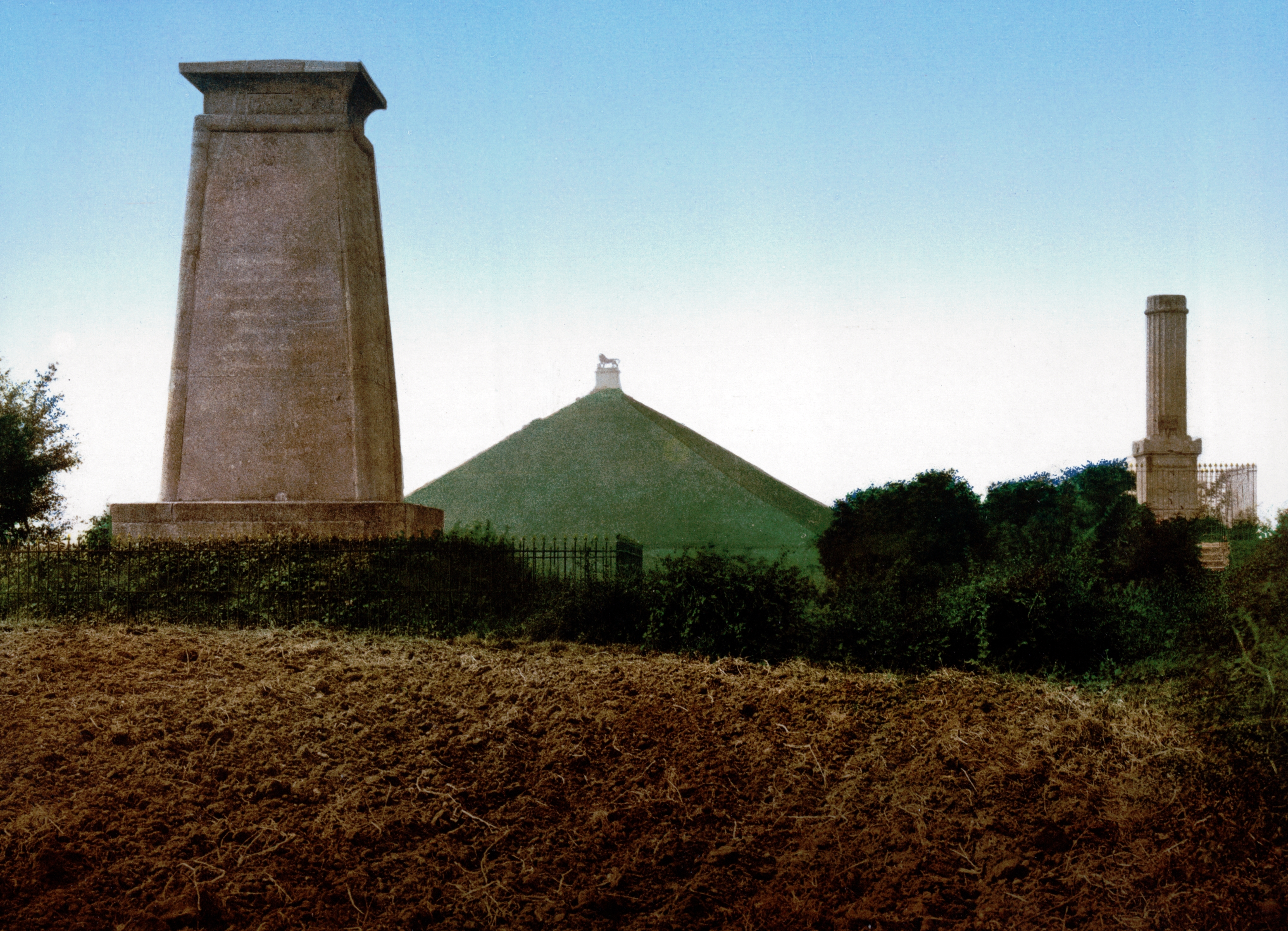
国王直属ドイツ人部隊（KGL）（左）と英軍士官ゴードン（右）の記念碑。背後は「ライオンの丘」。
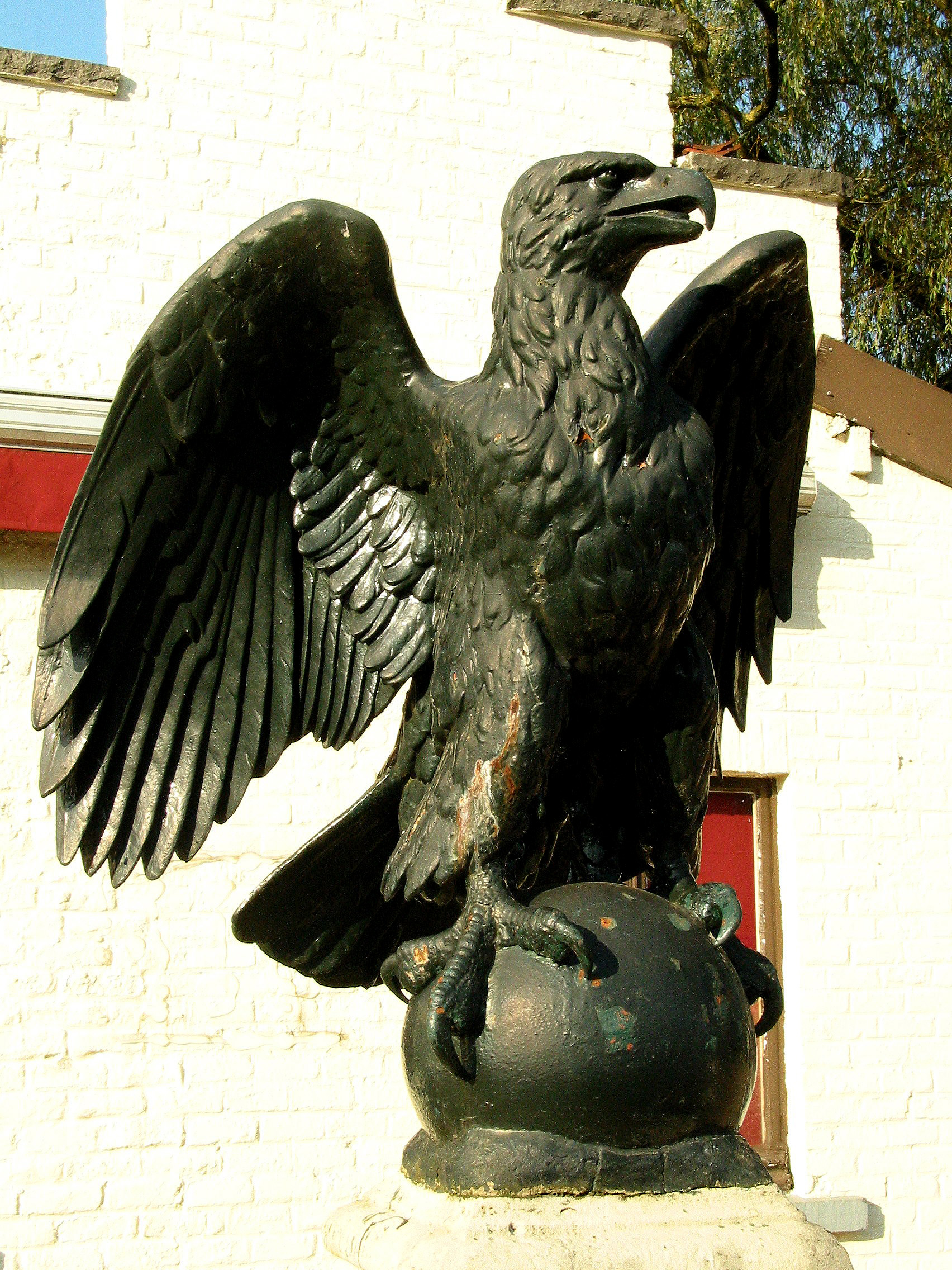
ナポレオンの鷲
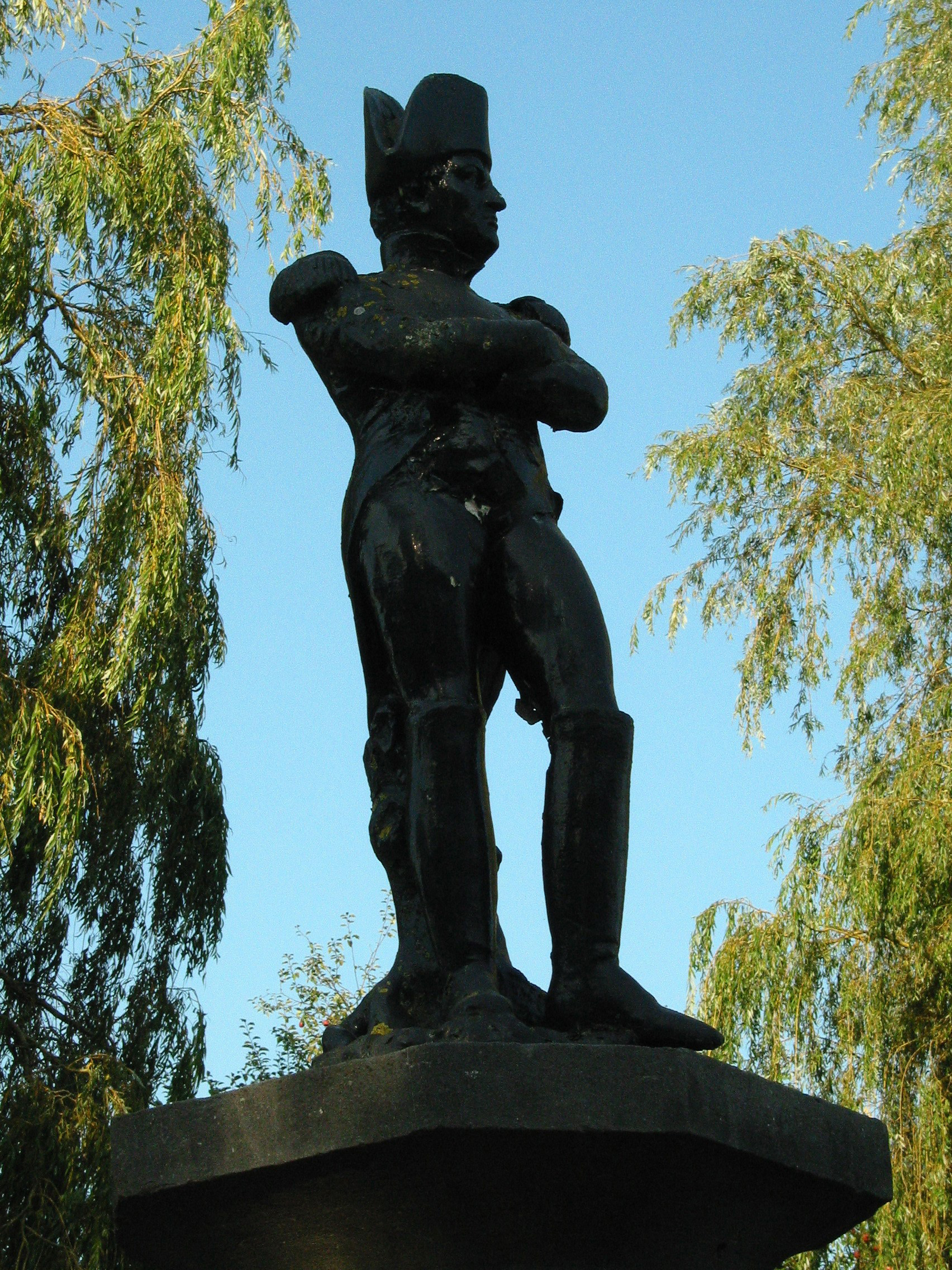
ナポレオン像。 Bivouac de l'Empereur ホテル、ワーテルロー。
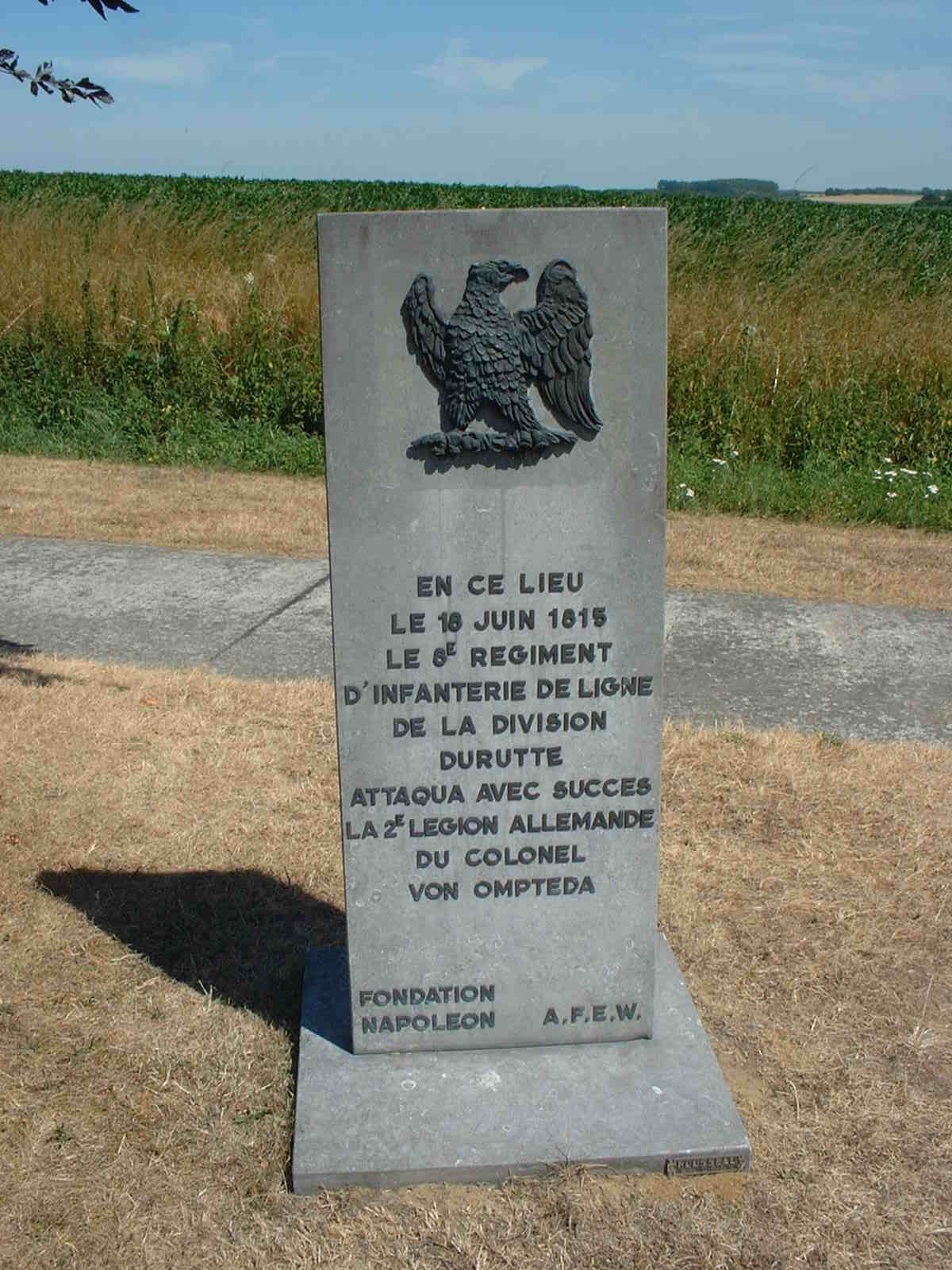
第8歩兵連隊：この場所でデュリットの師団に所属する第8歩兵連隊はフォン・オンプテダ大佐のプロイセン部隊への攻撃に成功した。KGLの記念碑のそば。
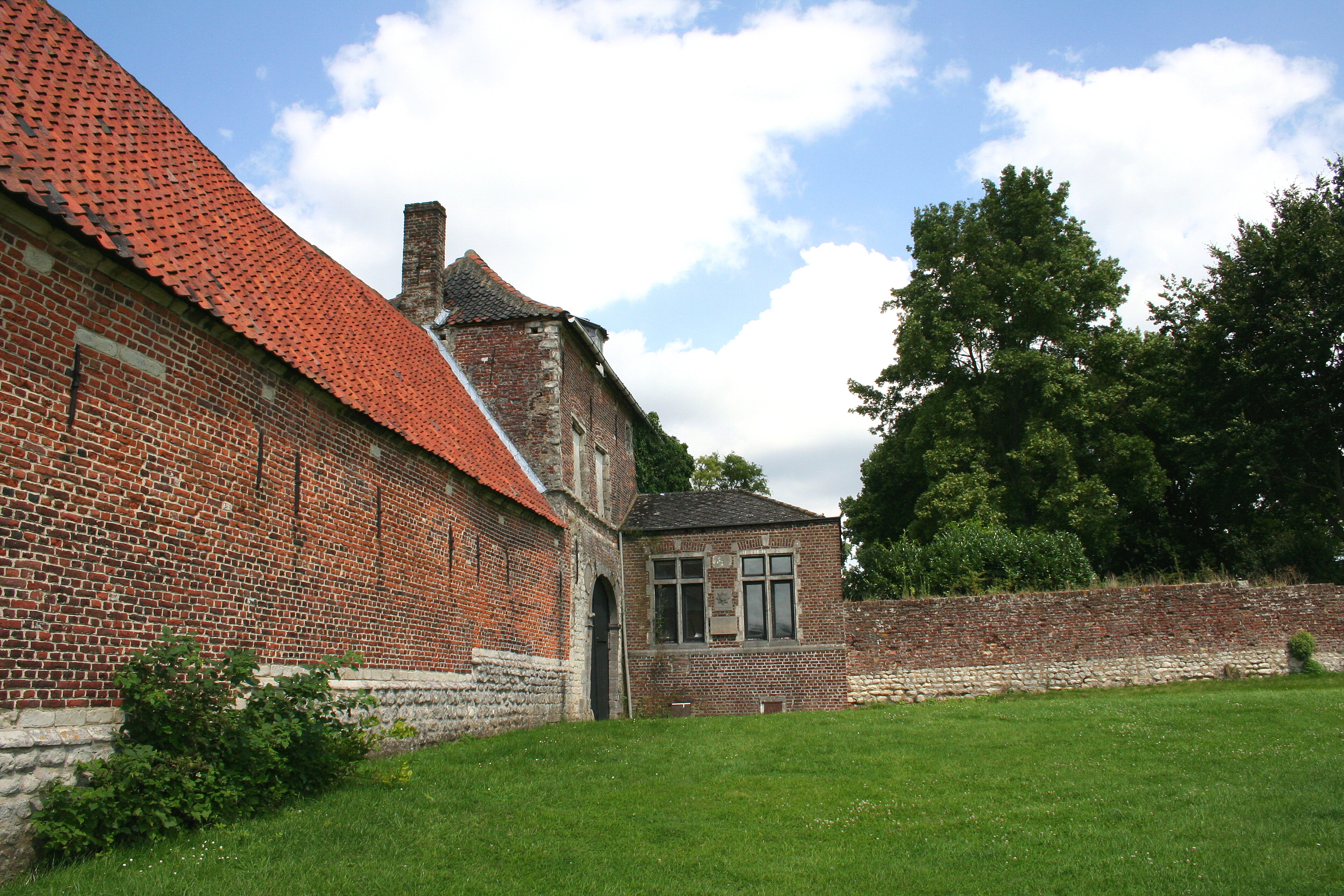
ウーグモン農場の南玄関。
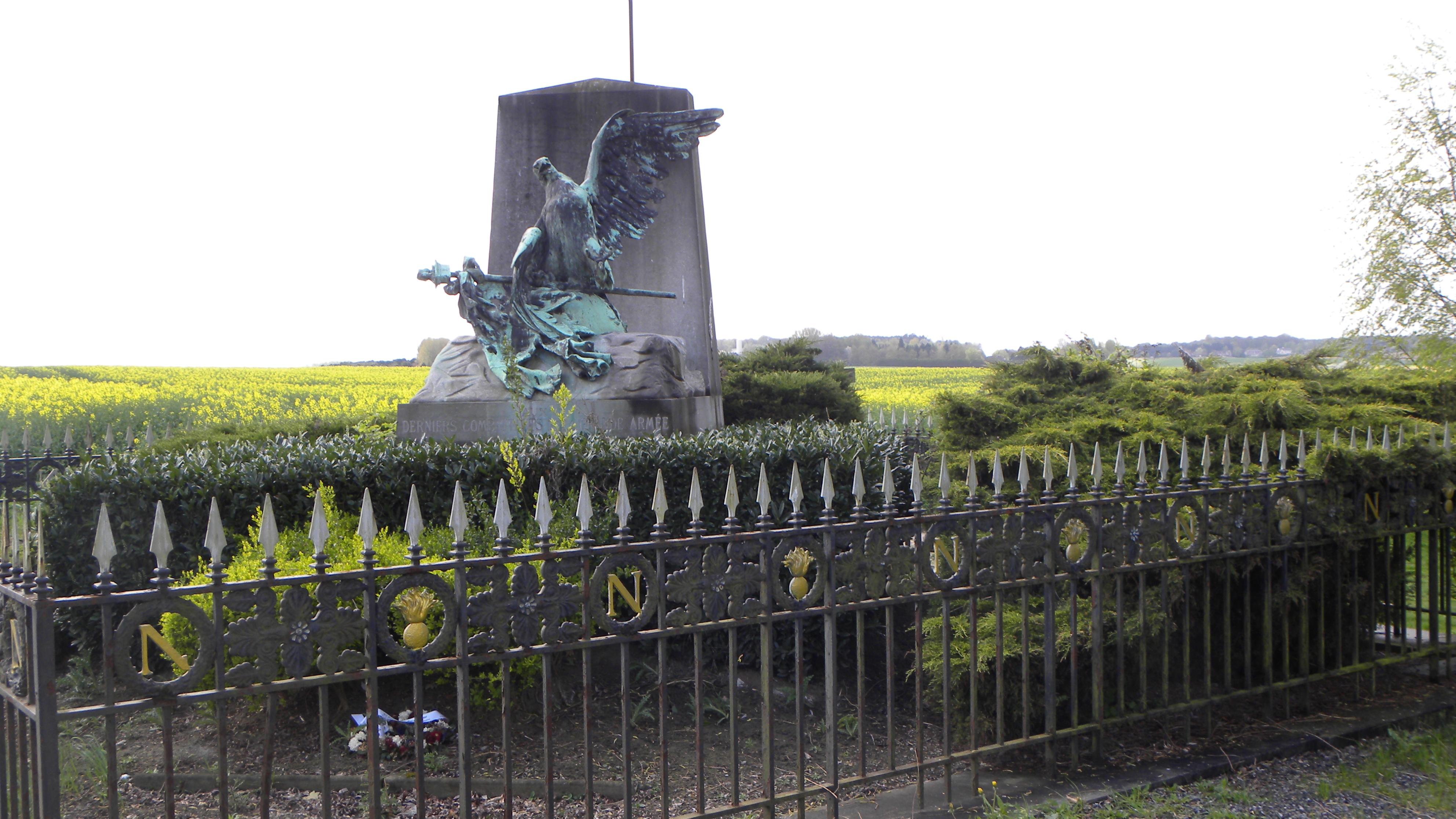
大陸軍軍最後の戦士の記念碑。 (傷ついた鷲：The Wounded Eagle)
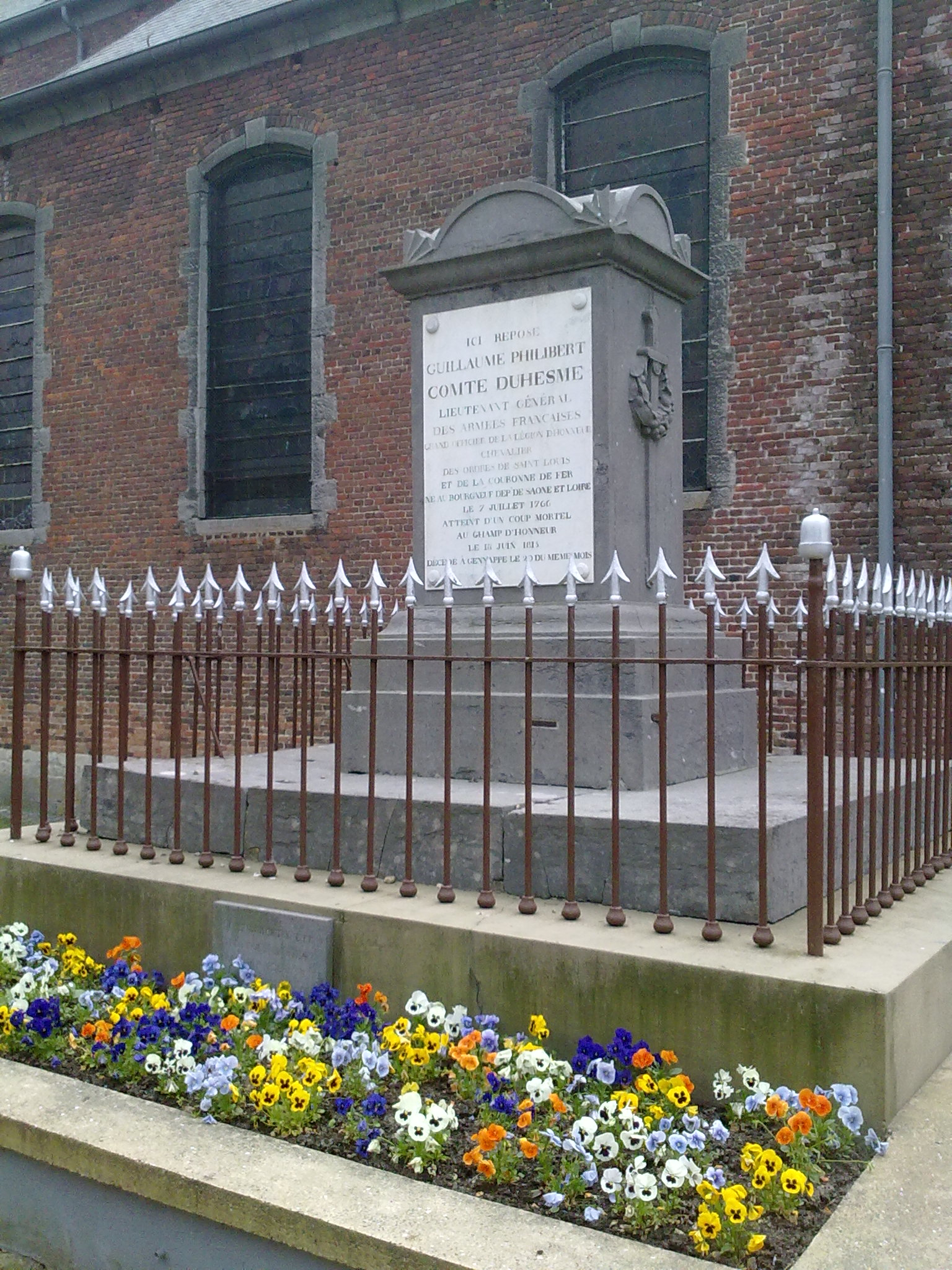
デュエズム将軍の墓所。ブリュッセル、ウェイ。
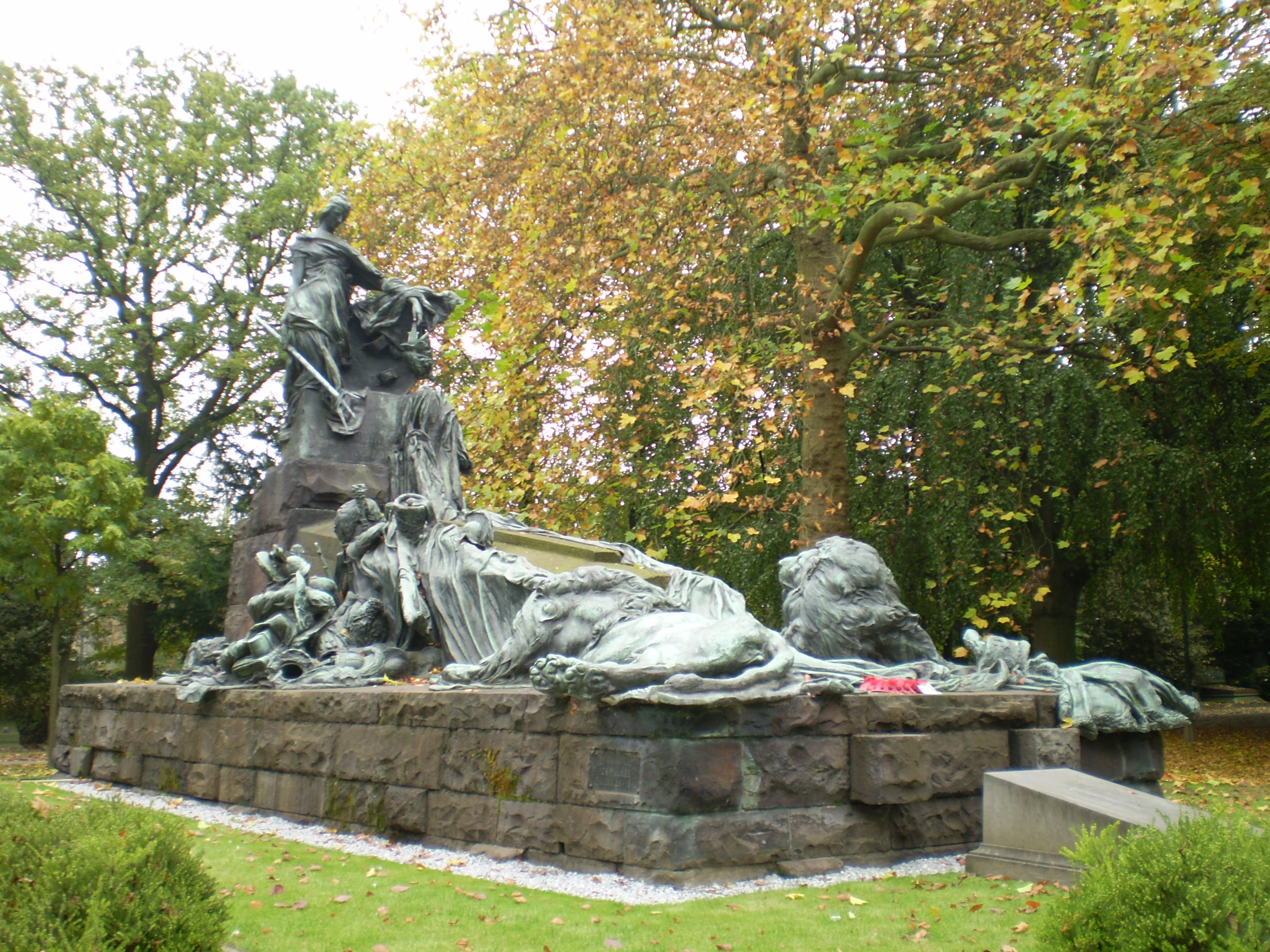
ブリュッセル墓地のワーテルロー戦役の記念碑。

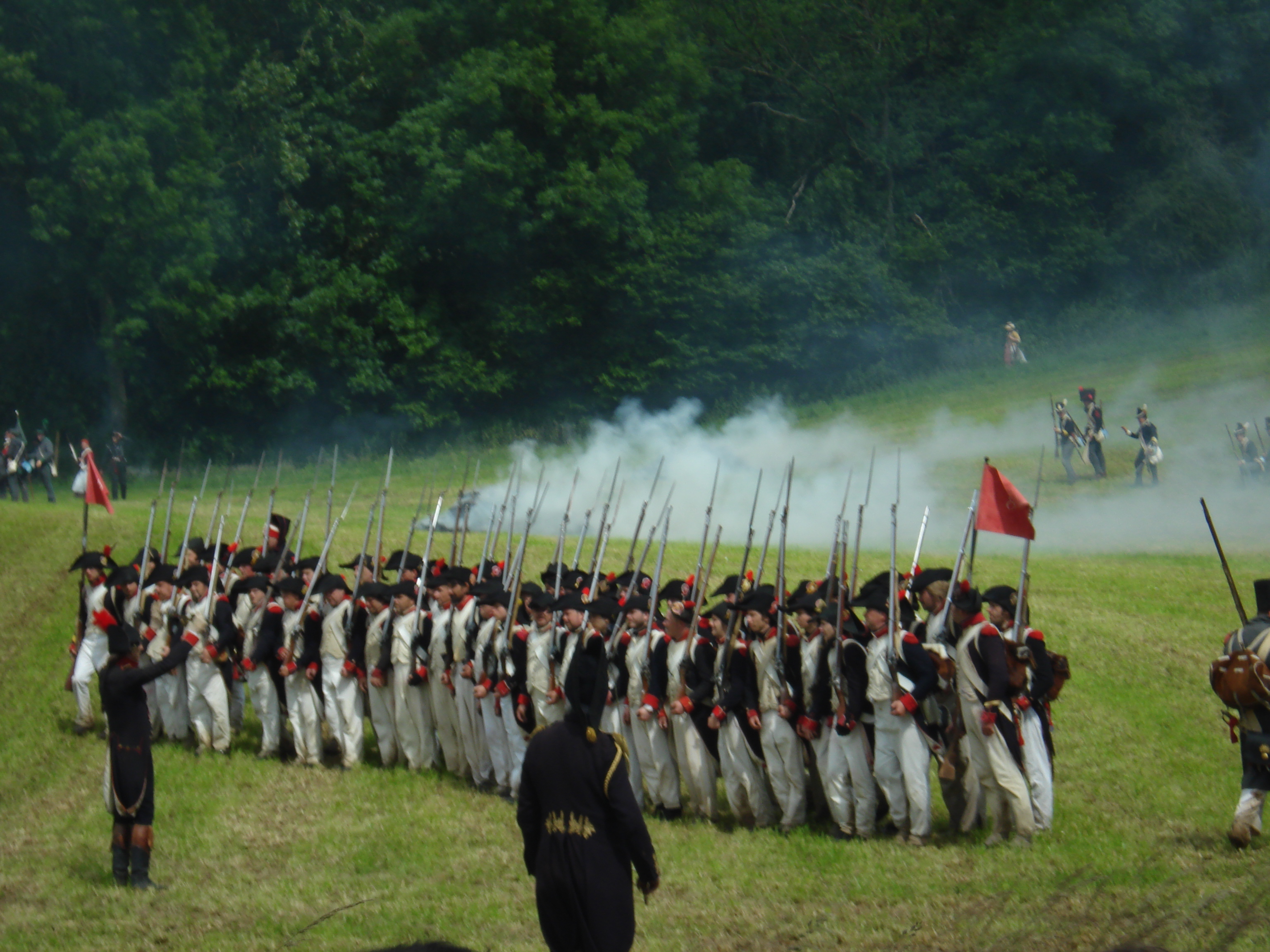
2012年の再現イベント
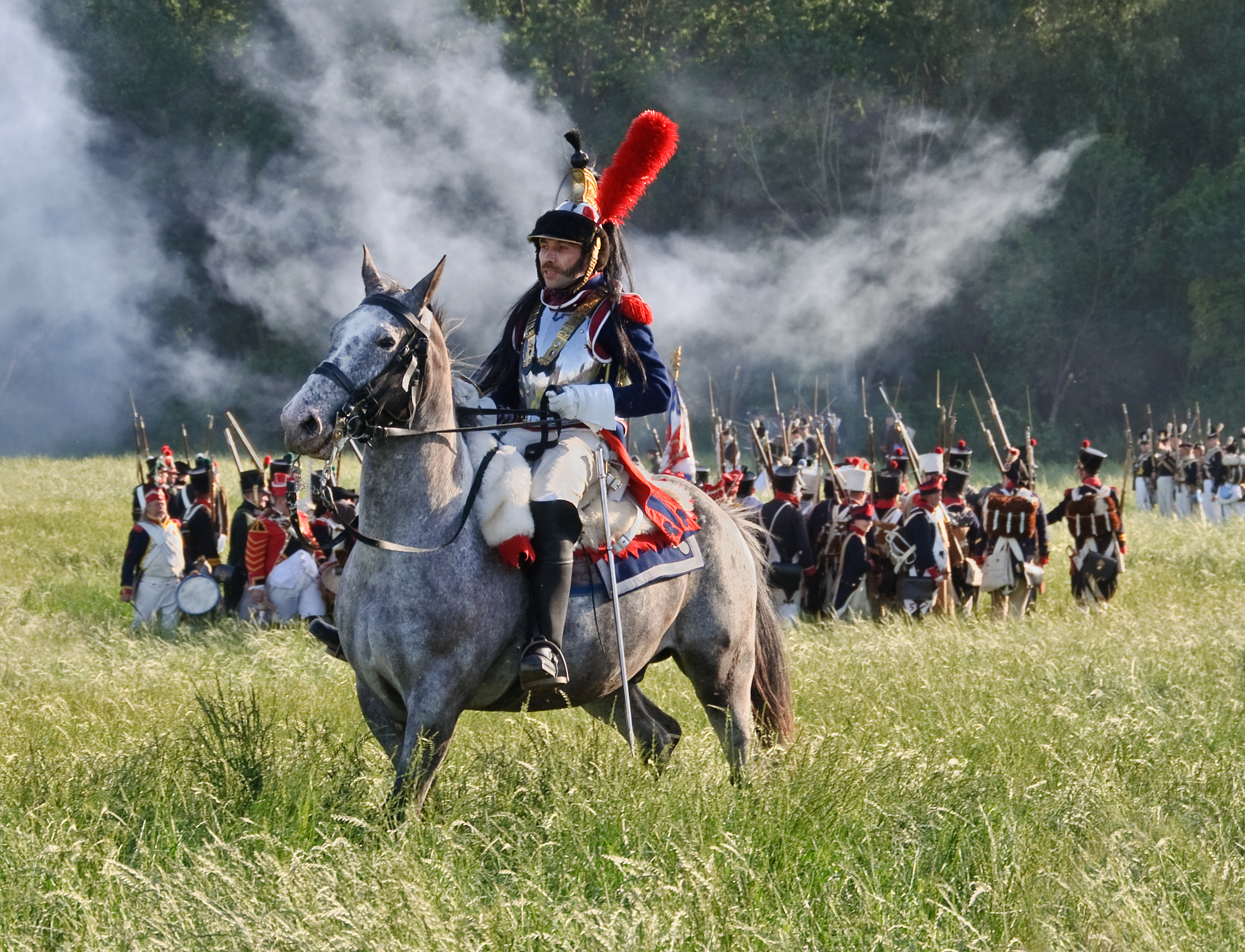
フランス軍の胸甲騎兵。 2011年の再現イベント
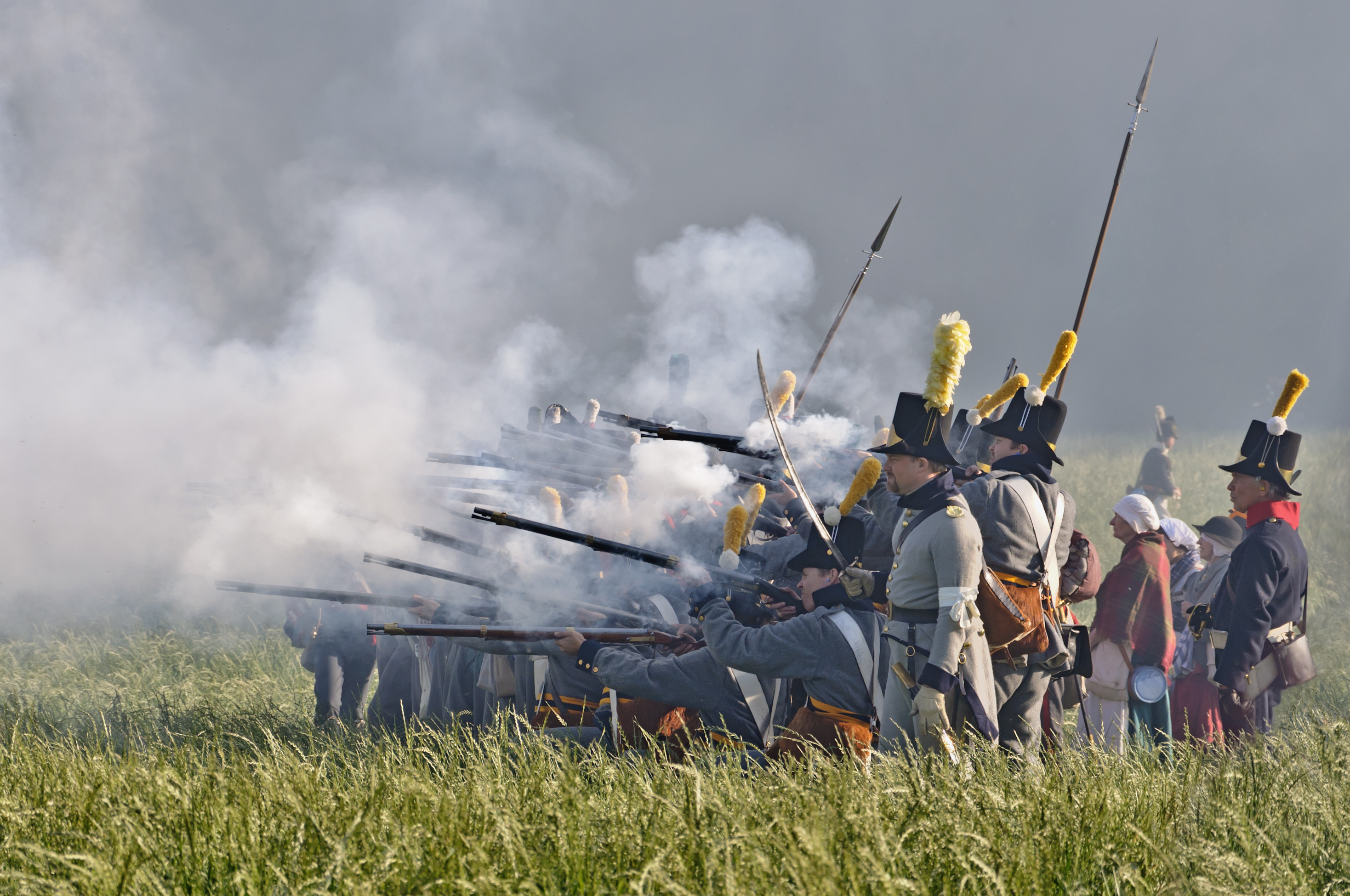
プロイセン歩兵の一斉射撃。 2011年の再現イベント
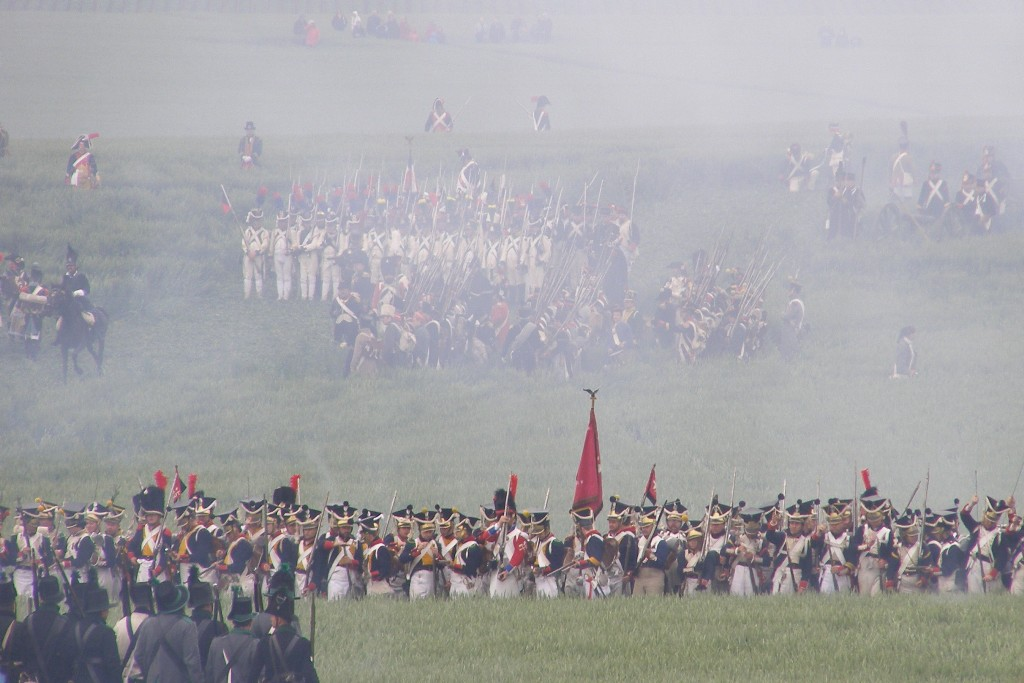
2010年の再現イベント

## 作品

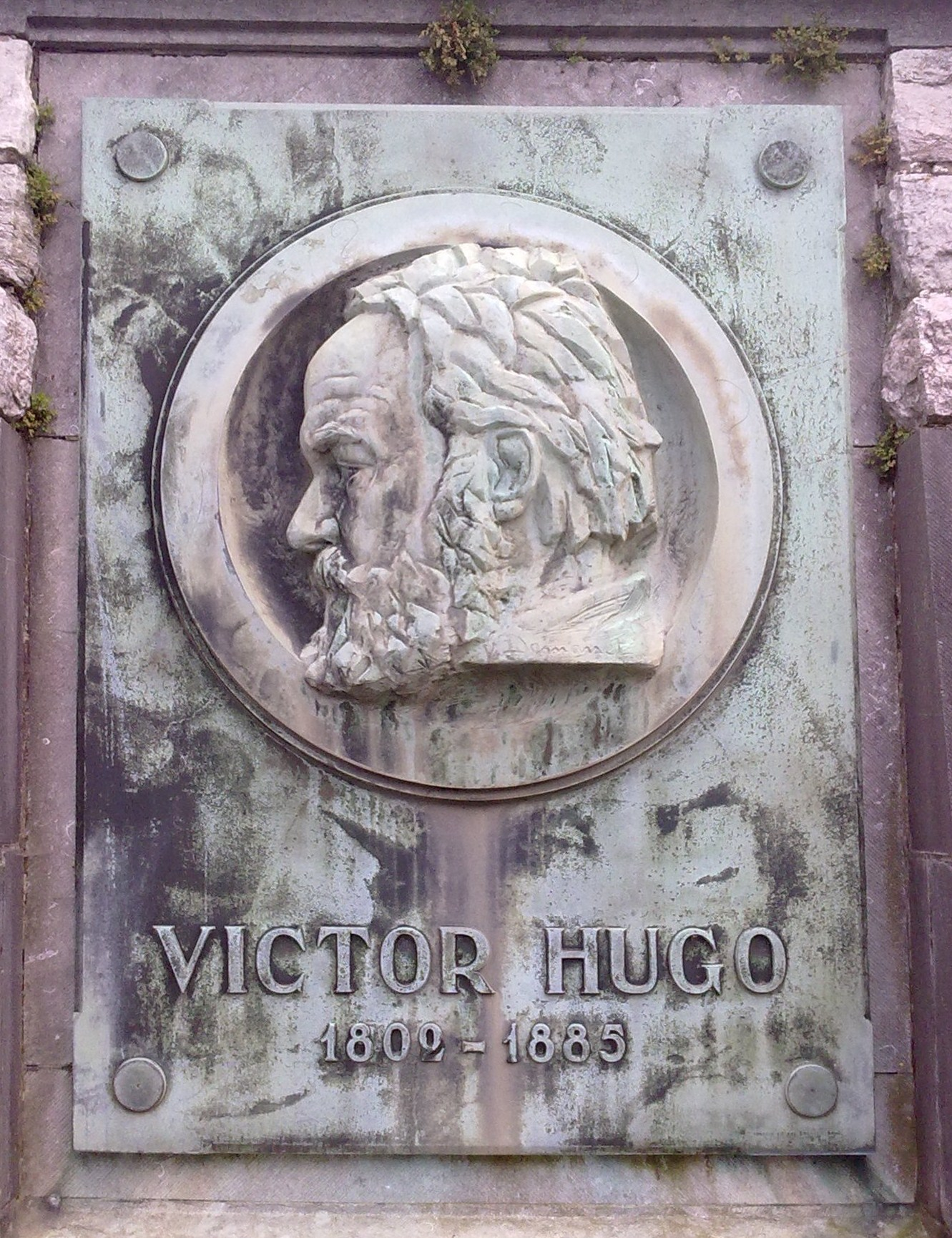
ヴィクトル・ユーゴーの記念柱の肖像。
ベルギー、ワーテルロー。

19世紀の激動のフランスを時代背景としたヴィクトル・ユーゴーの長編小説 『レ・ミゼラブル』第二部コゼット第一編の主題はワーテルローであり、1861年5月に物語の著者（ユーゴー）がベルギーの戦場跡を訪れる場面から始まり、ワーテルローの戦いの詳細な戦場描写からナポレオンの没落までが語られている。『レ・ミゼラブル』の作中では本筋とはあまり関係のない歴史挿話やユーゴーの歴史考察が交えられており、第二部第一編もそのひとつである。 
ユーゴーは、レ・ミゼラブルにて「季節外れの雲に覆われた空が、世界の崩壊をもたらした」と記しているが、これはタンボラ山の大噴火によって引き起こされた異常気象について間接的に言及したものである。
ユーゴーは手がけている大作にこの世紀の一戦を挿入したいと考えており、1861年3月から喉の病気の転地療養を兼ねてワーテルローに滞在し、古戦場を散策しながら『レ・ミゼラブル』の執筆を行い、6月30日にいちおうの完成をみた。彼は作品の完成を知らせる友人に宛てた手紙で「偶然にもワーテルローの古戦場で、私は自分の戦いを戦った」と書き送っている。その後もユーゴーは加筆と修正を続けており、第二部第一編「ワーテルロー」は12月21日に書き上げている。『レ・ミゼラブル』は1862年3月と4月にベルギーとフランスで出版され、爆発的な売れ行きとなった。『レ・ミゼラブル』完成の地となったベルギーのワーテルローにはヴィクトル・ユーゴーの記念柱が建立されている。
アーサー・コナン・ドイルの『勇将ジェラールの回想』、『勇将ジェラールの冒険』の2部作はナポレオンに忠誠を尽くす騎兵将校エティエンヌ・ジェラールを主人公とした冒険小説であり、『勇将ジェラールの冒険』に収録される中編「准将がワーテルローで奮戦した顛末」はこの戦いにおける彼の活躍を描いている。日本人の作家によるワーテルローの戦いを主題とした作品としては柘植久慶の『逆撃 ナポレオン　ワーテルロー会戦』上下巻がある。これは現代の日本人御厩太郎がナポレオンの将軍となって歴史改編を試みる架空戦記的な作品である。
ナポレオン戦争の時代を扱った映像作品ではワーテルローの戦いも数多く登場するが、会戦自体を主題とした作品には1928年のドイツ映画『ワーテルロー』と1970年のイタリア・ソ連合作映画『ワーテルロー』とがある。後者は監督をソ連のセルゲイ・ボンダルチュクが務める製作費1200万ドルの大作映画であり、ソ連軍の協力を受けて2万人の兵士を使って会戦を大規模に再現した。また、日本のアニメ『ヤッターマン』の最終回は「アワテルローの戦いだコロン」であり、この戦いのパロディとなっている（1979年1月27日放映）。
ワーテルローの戦いは音楽の題材ともなっており、イギリスの女流作曲家ウィルマ・アンダーソン・ギルマンのピアノ曲『ウォータールーの戦い』は描写音楽風に戦いの始まりから終わりまで8つの接続曲のスタイルで作曲されており、発表会でもしばしば取り上げられる。本曲では「ワーテルロー」より「ウォータールー」の表記が定着されている。1974年にスウェーデンの音楽グループABBAがリリースした『恋のウォータールー』は全英ヒット・チャートで2週1位、ビルボードで6位を獲得し、フランスでもシングル・チャートでは3位となる大ヒットとなった。この曲では「惨敗」を意味する英語の俗語としての「ウォータールー」（Waterloo）がかけられている。
欧米圏で知名度の高いワーテルローの戦いは当然のごとくボード・シミュレーションゲームの題材として取り上げられており、アバロンヒル社の最初期の作品『Waterloo』やSPI社の『Napoleon at Waterloo』そして爆発的に売れた『Wellington's Victory』（SPI/TSR）をはじめ非常に多くのゲームが製作されている。日本製のゲームには『ワーテルロー』（翔企画）や『ワーテルローの落日』（Gamejournal No.41）がある。